# Montaña

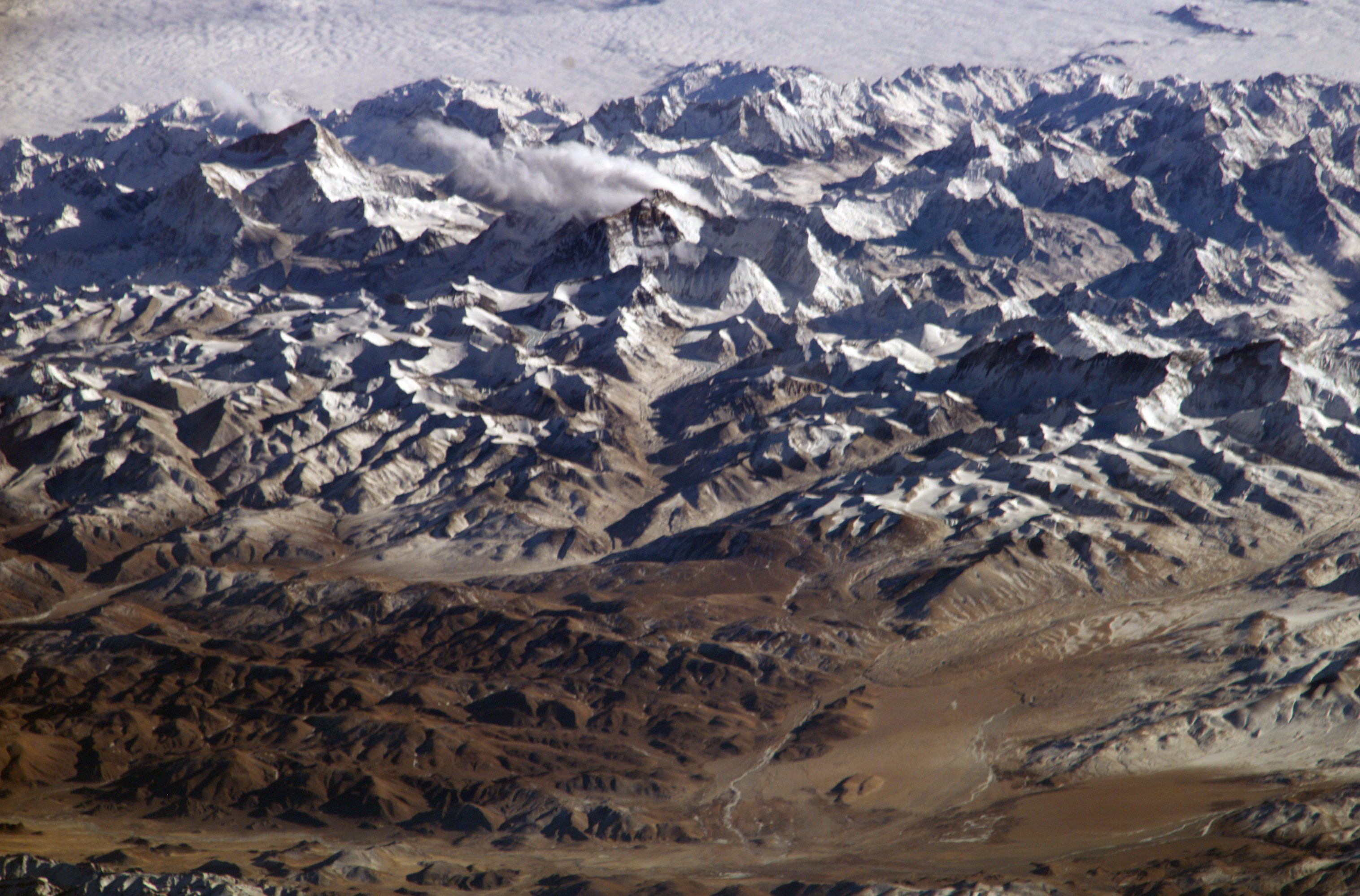
Vista de parte del Himalaya, con el Everest (cerca del centro) y de la meseta tibetana desde la Estación Espacial Internacional.

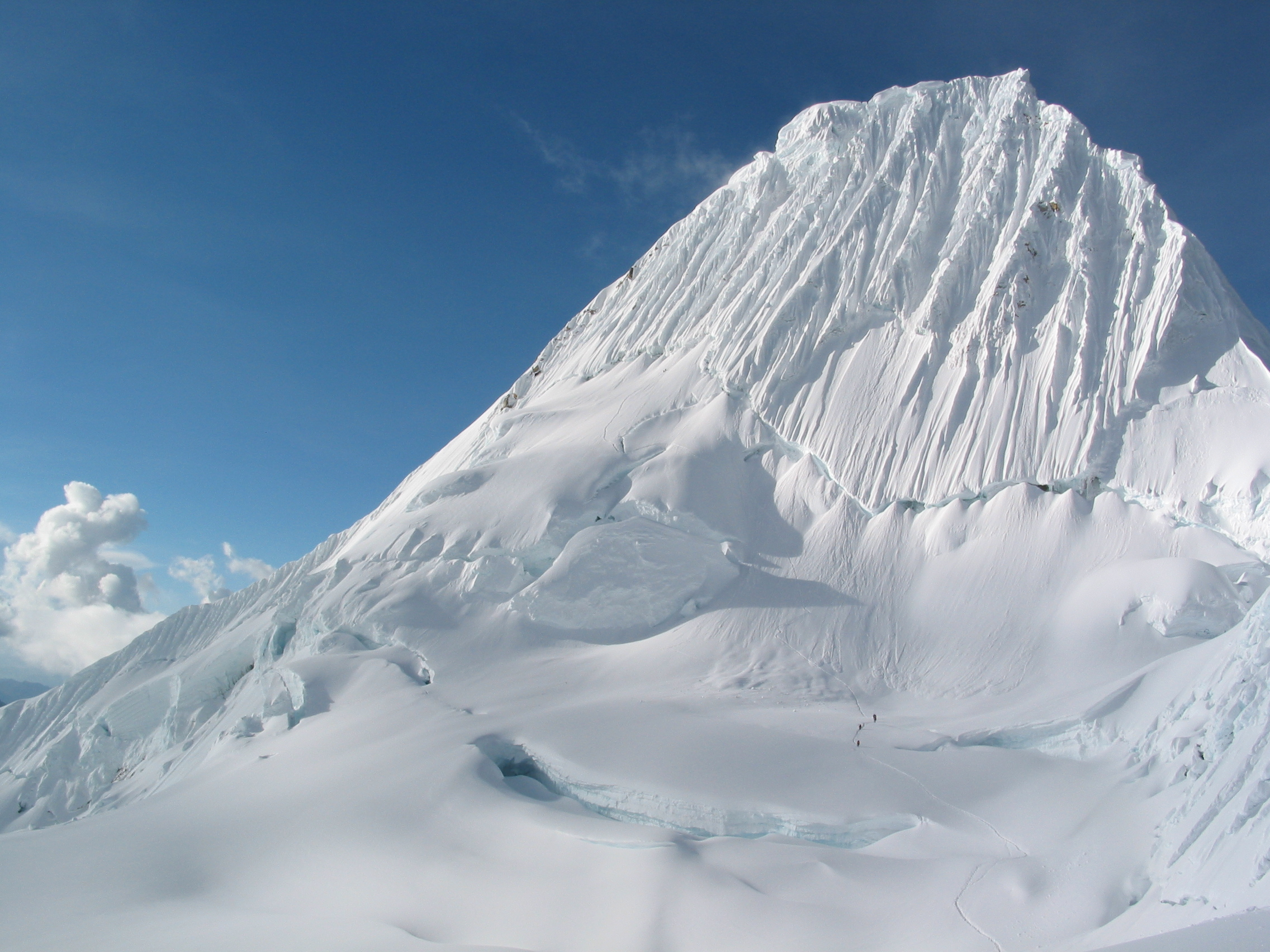
Vista de andinista (esquina inferior derecha) moviéndose entre una rimaya y una crevasse en el Alpamayo (Perú).

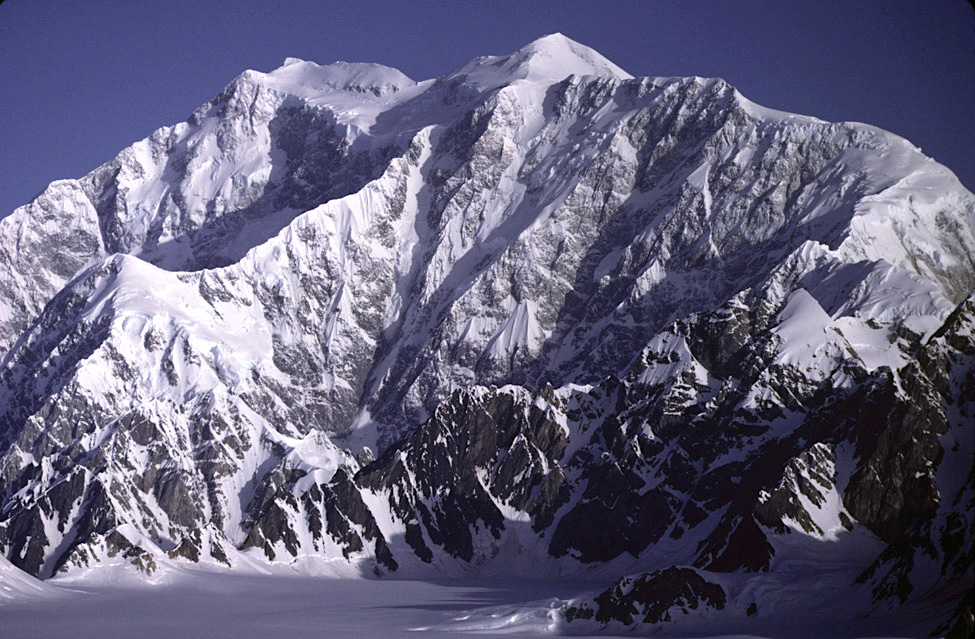
El monte Logan (Canadá), la montaña con el mayor perímetro en la Tierra

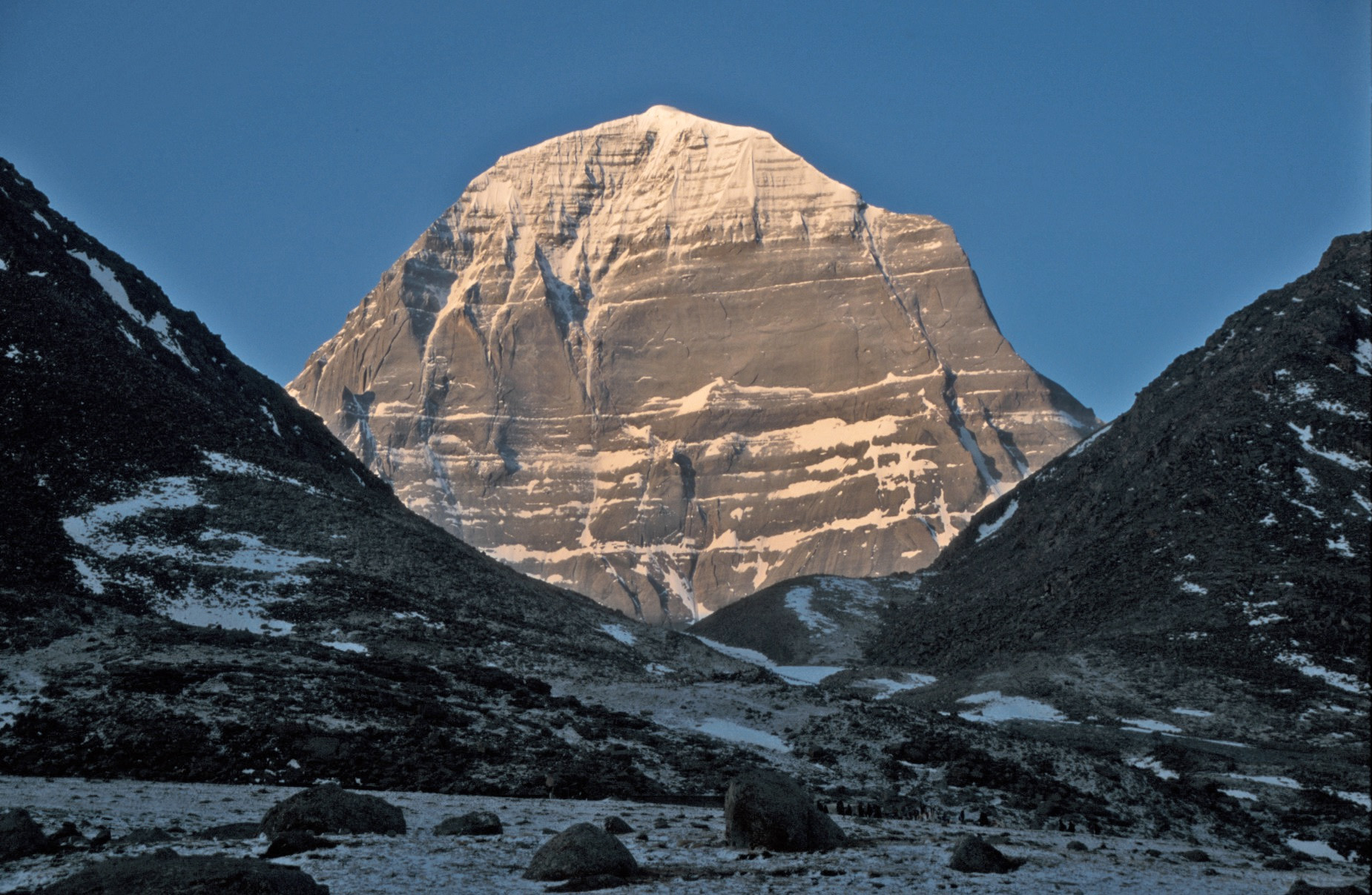
El monte Kailash (6714 m), en pleno corazón del Tíbet, es una montaña sagrada para algunos budistas, hinduistas, jainistas y bonistas.

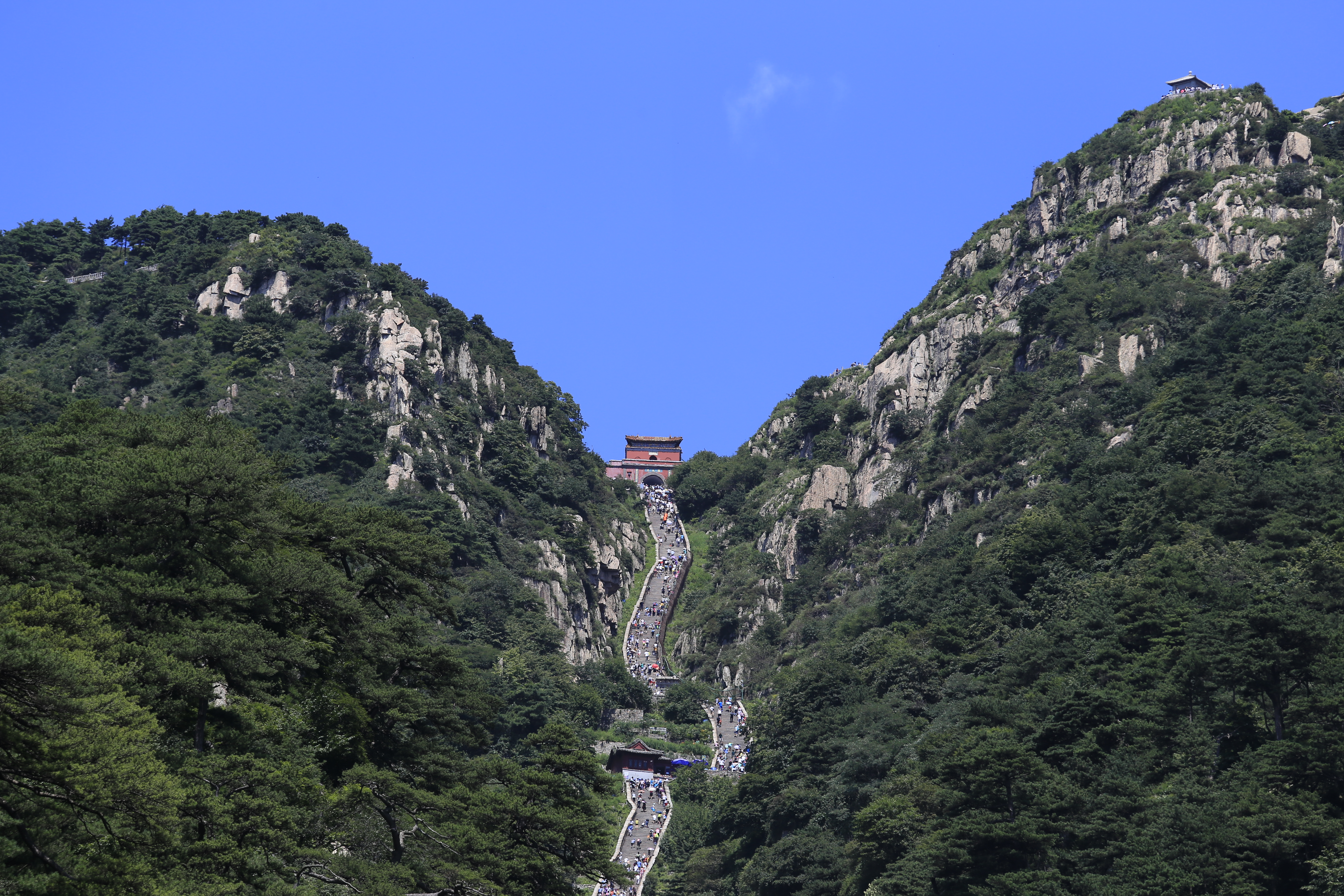
Los peldaños de ascensión al monte Tai, una montaña que recibe más de dos millones de visitantes anuales.

Una montaña es una figura topográfica del relieve terrestre positiva, una eminencia natural que se caracteriza por su altitud y, más generalmente, por su altura relativa, o incluso por su volumen, pendiente, espaciado o continuidad. Aparecen como parte de un conjunto —una cadena montañosa, es decir cordillera, macizo, sierra...— o formando un relieve aislado. No existe una definición única de montaña, un término que apareció en Europa entre los siglos X y XII, y son numerosos los localismos y regionalismos usados para describir este accidente geográfico, que puede referirse tanto a una cumbre empinada como a una elevación simple del terreno como una colina, así como al medio en su conjunto. Según sean los procesos que conducen a su formación las montañas toman formas muy diferentes: desde escarpes de los márgenes continentales y rifts en dominios extensivos, hasta cadenas de colisión y plegamiento, pasando por arcos insulares con volcanes en las zonas de subducción, sin olvidar el volcanismo de punto caliente o la contribución al solevantamiento por intrusiones. Con la isostasia, las montañas experimentan fenómenos de levantamiento y adelgazamiento de la corteza que finalmente conducen a su desaparición. Las cadenas montañosas más antiguas de la Tierra se remontan al Paleozoico, y cuanto más antiguas son, tanto más bajas y redondedas tendrán sus siluetas.
La proporción de tierras emergidas situadas a más de 1000 m sobre el nivel del mar es de aproximadamente una cuarta parte del total, y el terreno montañoso comprende cerca del 33 % de Eurasia, del 24 % de América del Norte, del 19 % de América del Sur y del 14 % de África. Un 10 % de la población mundial habita en regiones montañosas. Todos los ríos mayores nacen en áreas montañosas y más de la mitad de la humanidad depende del agua de las montañas, debido a que su purificación es más económica que el agua de mar; en zonas áridas y semiáridas, esta proporción se eleva a alrededor del 90 %.
El clima que experimentan las zonas montañosas —con temperaturas de promedio más bajas (5 °C/km de altitud) y precipitaciones más altas que las llanuras cercanas debidas a la altitud—, también juega un papel importante en su configuración. Ese clima específico —generalmente marcado por la estadificación altitudinal— y sus pendientes difíciles de acceder hicieron casi imposible su explotación humana intensiva, y ahora son la causa de que muchas montañas alberguen una amplia variedad de ecosistemas y una importante biodiversidad, aunque con un frágil equilibrio ecológico. Muchas especies animales encuentran en ellas menos presión y algunos grandes mamíferos (caprinos, ciervos, llamas, lobos, osos, leopardos de las nieves, puma, vicuñas, yaks), se han convertido en sus emblemas. Alrededor del 30 % de las áreas protegidas del mundo están en las zonas de montaña, y aunque son una fuente indispensable de agua dulce, madera y minerales, siguen considerándose un hábitat hostil que requiere de esfuerzos de adaptación significativos por parte de las poblaciones humanas: las desigualdades son más pronunciadas en las montañas y los desastres naturales son más frecuentes en ellas.
Las montañas han sido, y son, un elemento sagrado central de muchas religiones y creencias. Para muchas, el aspecto más simbólico es la cumbre de la montaña porque se identifica como lo más cercano al Cielo, en particular donde residen los dioses y los espíritus —como en el monte Olimpo en la mitología griega— o en donde los santos y profetas encontraron a Dios y se consagraron a su obra —como Moisés en el monte Sinaí en el judaísmo, o especialmente Jesús en el monte Tabor o Mahoma en Yabal al-Nur—. A veces la montaña se considera el eje del mundo, como el monte Meru —a menudo identificado con el monte Kailash en el budismo, el jainismo y el hinduismo—, que hace de él la residencia de Shiva. En algunos casos, la montaña sagrada es puramente mítica, como el Hara Berezaiti en el zoroastrismo. Los volcanes, como el monte Etna en Italia, también se consideraron sagrados, bien como hogar de dioses —el Etna era el hogar de Vulcano, el dios romano del fuego y la fragua— o bien como puertas de entrada al Inframundo.
Las montañas han inspirado durante mucho tiempo miedo a los seres humanos y siguieron siendo en gran parte desconocidas hasta los primeros estudios científicos serios en el siglo XV. A partir de ese momento, su representación artística se volvió más realista. En las zonas aisladas y vírgenes, la explotación maderera y minera supuso la apertura de pistas forestales y caminos y, a finales del siglo XIX, fueron el corazón del desarrollo de la energía hidroeléctrica. La llegada del ferrocarril, que logró atravesar las cordilleras más difíciles y que garantizaba las conexiones hasta en los inviernos más duros, supuso la gradual ocupación de las zonas más propicias. Después, fueron objeto de conquistas con el advenimiento del alpinismo y la fundación de los clubes de montaña. La moda de la estancias en sanatorios de montaña y del hidrotermalismo, llevó a las montañas a las élites y, ya en el siglo XX, con accesos más fáciles, a la afluencia masiva con el establecimiento de las estaciones dedicadas principalmente a los deportes de invierno —que a menudo alteraron los paisajes montañosos de las regiones templadas—. Hoy día la montaña está muy ligada al ocio y a la práctica del deporte, siendo los más comunes el montañismo, la escalada, el trail running, el barranquismo y el esquí, aunque también son habituales los deportes de motor, como las subidas o campeonatos de montaña y muchos recientes deportes de aventura, prácticas que acercan al hombre a la naturaleza menos alterada. Con el auge de la práctica del montañismo, en todo el mundo hay coleccionistas de picos (peakbaggers) que completan ascensos a conjuntos de montañas, como las Siete Cumbres, los 14 ochomiles, los 96 Fourteener, las 100 montañas famosas de Japón, los 128 cuatromiles alpinos, los 129 tresmiles pirenaicos, los 227 Tops munros o los 1554 marilyns.
El pico más alto del mundo es el monte Everest en el Himalaya, con una altitud de 8849 m en relación con el nivel del mar, condición que se conoce desde 1856. Hay más de 1 000 000 montañas en el mundo con nombre, de las que solo 14 superan los 8000 m (con nueve cumbres más secundarias), más de cien los 7000 m —todas en Asia, en las cordilleras del Himalaya, Karakorum, Hindú Kush, Kunlun, Pamir y Tian Shan—, y son más de 110 los seismiles andinos y 82 los cuatromiles alpinos oficiales (con 46 más no oficiales). También destacan los 1524 picos ultraprominentes —prominencia de más de 1500 m— con los mayores desniveles y muchas de las caras más majestuosas, objeto de conquista de escaladores.
De las grandes montañas, la más visitada a pie del mundo es el monte Fuji, que recibe anualmente a más de 300 000 visitantes, seguida del monte Monadnock (965 m), con 125 000; ascienden al Kilimanjaro y al monte Hood (3429 m) más de 25 000 y 20 000 montañeros respectivamente. Otras montañas reciben más afluencia, como el monte Tai (1545 m) —la más sagrada de las montañas taoístas, que si se ascienden sus más de 6600 peldaños, se vive más de 100 años, y a la que se puede llegar por un teleférico—, con una estimación de hasta dos millones de visitantes; el monte Tako (599 m), situado a menos de una hora de Tokio que recibe a dos millones y medio de visitantes y que cuenta con un funicular; el mountain Table (1085 m), atracción turística de Ciudad del Cabo con más de 800 000 visitantes —a la que se llega por un teleférico—; el monte Snowdon (1085 m), el pico más alto de Gales, que recibe más de 600 000 visitantes al año —al que se puede llegar en un tren de cremallera— o el pico Pikes (4303 m) que atrae a más de medio millón de turistas —sede de la Pikes Peak International Hill Climb, una importante competición automovilística, y al que se accede por carretera y por ferrocarril—. Otros muchos picos son lugares de peregrinaciones masivas, como el pico de Adán (2243 m), en Sri Lanka, con más de 5500 escalones, el Croagh Patrick (764 m), en Irlanda, con 100 000 visitantes, o el volcán Hallasan (1950 m), en Corea del Sur.
La Unesco, en 2002, declaró el 11 de diciembre como Día Internacional de las Montañas y, en diciembre de 2019, inscribió la práctica del alpinismo como patrimonio cultural inmaterial de la Humanidad. Además, 73 montes, montañas y áreas montañosas han sido declarados también patrimonio de la Humanidad y 126 biomas de montaña están afectados por algún bien declarado patrimonio inmaterial.

## Toponimia

### Etimología y lingüística

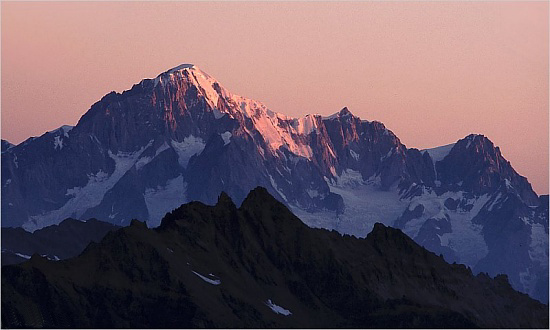
Vista del Mont Blanc, Alta Saboya (Francia)

La palabra «montagne» («montaña») aparece en galorromano en el siglo XII. Así, se utiliza en la canción de gesta Pèlerinage de Charlemagne en 1150. Proviene del francés antiguo montaigne, derivado del bajo latín montanea, sustantivo femenino del adjetivo montaneus, alteración del latín clásico montanus, literalmente «relativo a la montaña». En el cartulario de Sauxillanges, que data de 989 a 994, en el Livradois, se encuentra montana. En 1678, Charles du Fresne, sieur du Cange, en su Glossarium mediæ et infimæ latinitatis, atestigua la forma de montania, especialmente en Cerdaña en 1035. También informa del empleo de montanea por Pierre Tudebode en Historia de Hierosolymitano itinere y Baudri de Bourgueil en Historia Jerosolimitana (libros 3 y 4, reunidos en la Recueil des historiens des croisades), y por Orderic Vital en Histoire ecclésiastique (libro 9), entre finales del siglo XI y principios del siglo XII. Estas formas se convierten así en concurrentes de «mont», provenientes del latín mons, montem y preexistente a «montagne» El adjetivo «montagneux» nace bajo la pluma de Jean de Meung en 1284. La palabra «montagnette» aparece en el siglo XV en un intento de distinguir las formas de relieve de acuerdo con su altura.
En el siglo XIII, en Auvernia, la montaña designa más la baja y media montaña, que los praderas. En la península ibérica, también es un terreno de caza, mientras que en Europa Central es una zona minera.
Además de una forma de relieve, estática, la montaña también refleja una forma de movimiento, probablemente bajo la influencia del popular verbo latino montareque ha generado en francés antiguo el verbo «(re)monter» o la «montée» en el siglo XII, eliminando en el pasaje la forma más noble derivada de ascendere, dejando solo el sustantivo francés «ascension». Las montañas se definen aquí como un área geográfica de migración. La montaña es el lugar donde se sube, de forma estacional, por ejemplo, para el pastoreo de verano de los criadores o la invernada del leñador, u ocasionalmente en el camino de una huida o de un viaje. En el siglo XII, la montain y montagnier (montaña y montañero) califican la fauna, según el cetrero, y los habitantes que viven en las montañas. Los verbos enmontagner o démontagner se usaran para describir la actividad de mover montignons o montagnards en el siglo XVI.
En sentido figurado, una montaña indica un amontonamiento, una montaña de objetos, de riquezas, de dificultades. Designa, según el lugar o la relación comprometida, el valor, el precio, el número, el valor moral, el interés, la tasa de endeudamiento. En este sentido, las formas verbales se han conservado mejor en francés, como el verbo «surmonter» atestiguado por Philippe de Thaon en el siglo XII, en la expresión «le montant d'une somme» (la cantidad de una suma) o «monter un budget» (presupuesto) cuando una situación es complicada.

### Definiciones

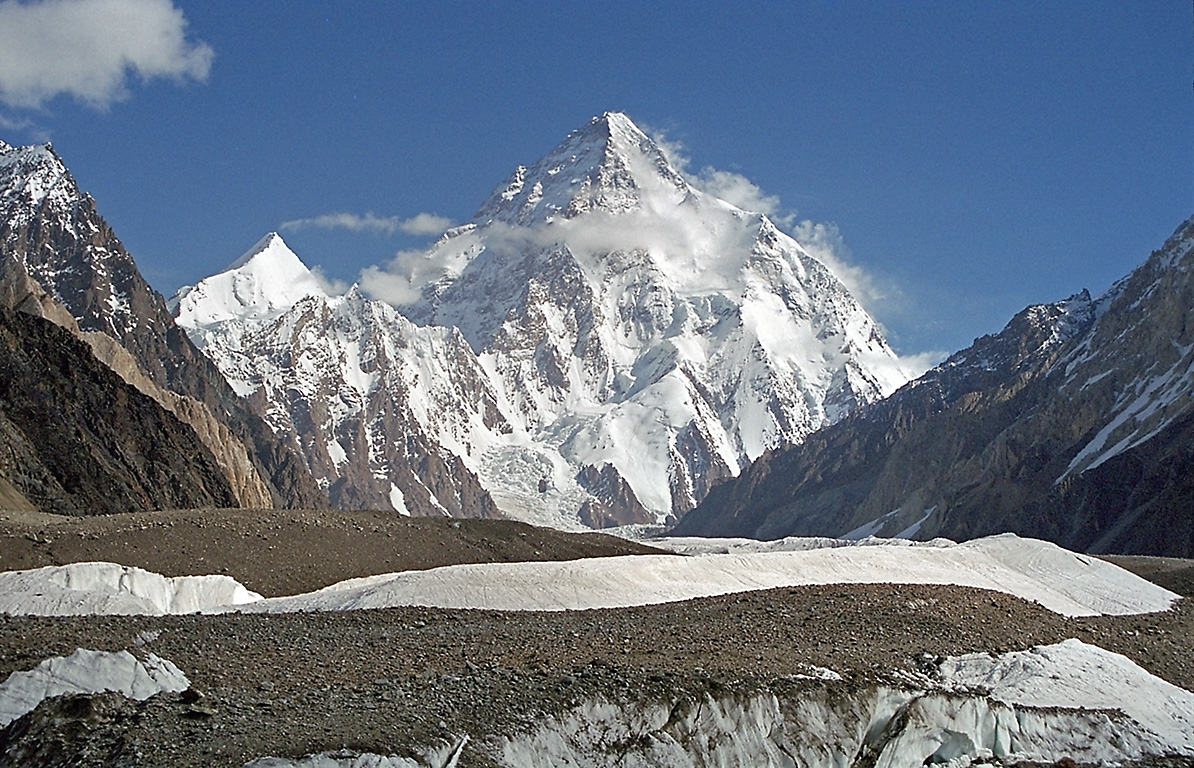
Vista del K2, el segundo pico más alto del mundo, en el Karakórum, en la frontera entre China y Pakistán.

Las tentativas de dar una definición general y universal de montaña rápidamente se enfrentan con la imprecisión y las excepciones. Así, según Raoul Blanchard, hasta «una definición incluso de montaña, que sea clara y comprensible, es casi imposible de proporcionar». La pendiente y la altitud definen la topografía y el relieve —conjunto de formas, volúmenes salientes o huecos—, «una familia de formas topográficas» como describe Emmanuel de Martonne, pero la montaña es también un cortejo de especificidades donde ciertos fenómenos se amplifican y donde pueden intentar definirse los límites en los factores altitudinales. Es posible distinguir tres sentidos en el vocablo montaña. En el primero, es una elevación del terreno individual rodeada de valles, sinónimo de altura, relieve, cumbre; la palabra «monte», aunque etimológicamente similar, apenas se usa en este sentido, designando además una forma de relieve de plegamiento. En el segundo sentido, una montaña es un espacio formado por relieves salientes y se opone a la colina, a la meseta, al piedemonte y al valle. El tercer sentido abarca todo el entorno de la montaña en su globalidad; más impreciso, dejando de lado las nociones de pendiente y altitud, tiene en cuenta las dimensiones paisajísticas y humanas.
En Francia se han definido criterios administrativos y legislativos. La ley montaña (loi montagne, de 1985) insiste en los umbrales y en las pendientes: entre 600 y 800 m de altitud media común y una pendiente superior al 20 %, excluyendo la Francia de Ultramar. En ella también se tienen en cuenta las dificultades frente a la reducción de la temporada vegetativa: la adaptación de la producción y de la mecanización agrícolas, el acceso a derechos a los fondos estructurales europeos, la percepción de las condiciones locales de desarrollo que requieran de medidas compensatorias —como la política de la «zona de montaña» (zone de montagne, 1961)— y la indemnización especial «montaña» de la década de 1970.
En las islas británicas, una montaña se eleva tradicionalmente a más de 2000 pies (610 m) sobre el nivel del mar y tiene una prominencia mínima de 100 a 500 pies. En Escocia, un munro es una montaña de más de 3000 pies (910 m), conocidas así por sir Hugh Munro (1856-1919), quien en 1891 elaboró la primera compilación (las Munro's Tables). En Estados Unidos, el Servicio Geológico de los Estados Unidos distinguió durante un tiempo una montaña, relieve de más de 1000 pies (305 m) de altura relativa, de una colina, más baja, pero esta definición ha sido oficialmente abandonada a principios de la década de 1970.
El Centro de Monitoreo de la Conservación del Ambiente, bajo el Programa de las Naciones Unidas para el Ambiente (UNEP-WCMC) ha proporcionada una definición internacional de las zonas de montaña: altitud de más de 2500 m, o altitud entre 1500 y 2500 m y pendiente de 2°, o altitud entre 1000 y 1500 m y pendiente de 5°, o incluso, entre 300 y 1000 m continuos dentro de un radio de siete kilómetros.

### Terminología
En onomástica, un orónimo es un topónimo de montaña, aunque a veces se utilizan para simples alturas (escarpes, colinas).
Los vocablos que designan una montaña se caracterizan por la importancia de las variantes y de los sinónimos. Esa riqueza proviene de las numerosas observaciones de los hombres que vivieron en las montañas, en la naturaleza, y de la variedad lingüística. Y además, de las capas sucesivas de las poblaciones que a lo largo de las edades han colonizado el dominio montañoso, cuyas huellas y raíces lingüísticas se encuentran en los mapas antiguos y catastros, con las deformaciones sucesivas de los nombres, particularmente en un momento en que la ortografía no fue corregida y durante las transcripciones en un movimiento general de españolización (o francización, en Francia). Algunos topónimos del mapa del Estado Mayor (1818-1881) fueron recopilados por oficiales cartográficos que estaban más preocupados por las formas y por los accidentes en el terreno que por las cuestiones lingüísticas.

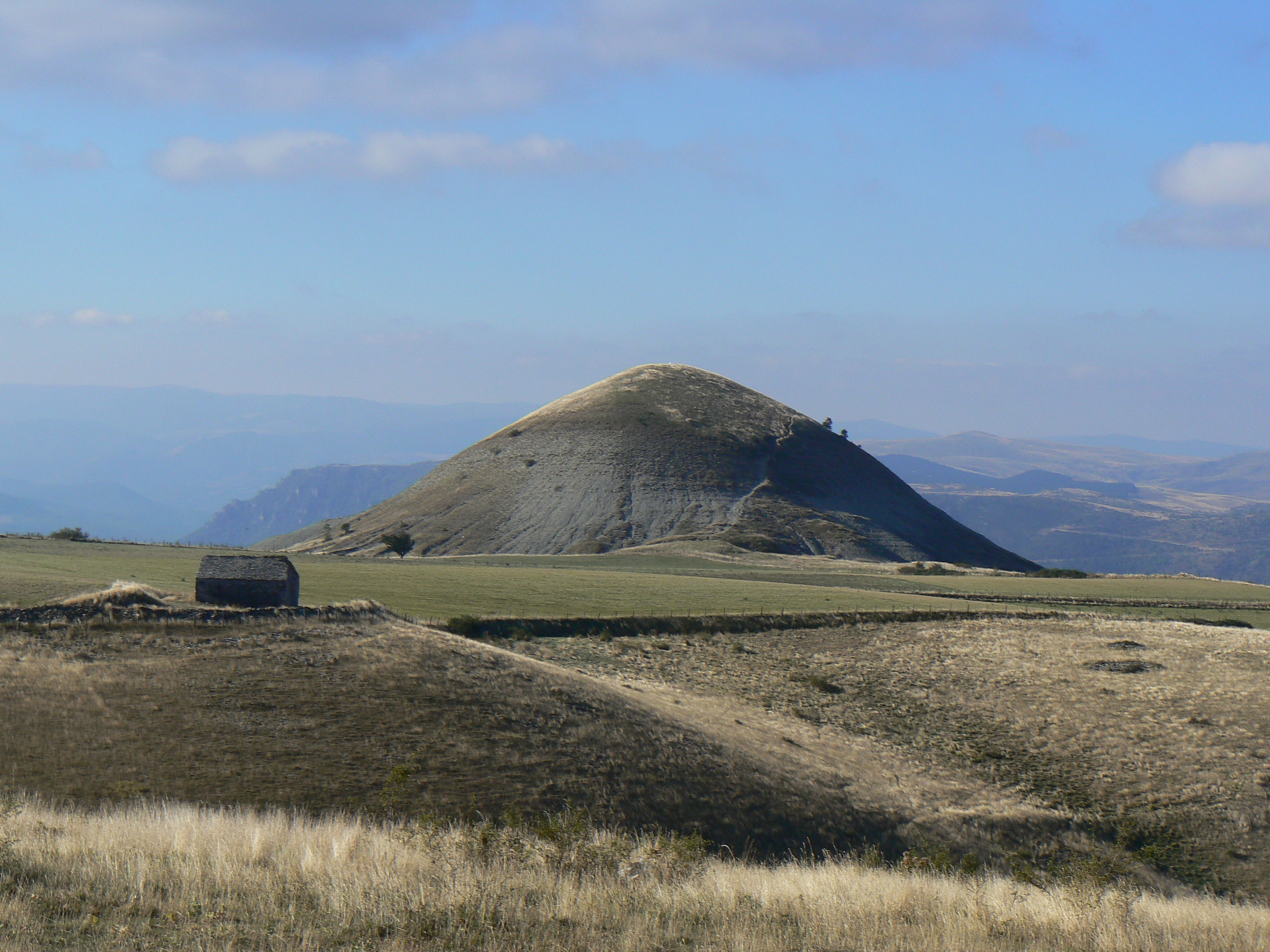
Vista de un puech en Bondons,, en el departamento francés de Lozère.

Revelan una gran variedad de regionalismos. Cabeza y berg, utilizados como sufijo, son comunes en el este de Francia, junto con los ballons (del alemán Belchen). Puy y puech son frecuentes en la toponimia para designar los lugares ubicados en altura (del latino podium: «altura, lugar alto») en particular en el Macizo Central. La palabra original en occitano serre corresponde a un grupo de montañas llamado pezón, a una grupa, a un relieve alargado, a un punto rocoso o incluso a un contrafuerte y proviene de un término preindoeuropeo o prelatino: montaña alargada o cresta en espalda de burro. El uso geográfico de la palabra designa una forma de relieve: crestas estrechas y alargadas, desnudas, herbosas o arboladas. La mitad sur de Francia es muy rica en nombres formados sobre serre. Del mismo modo, el provenzal baou, con su parte superior generalmente plana, el tuc gascón de forma redondeada y el soubeyran, con sus variantes como barre y chaux (chau, chalp, chaup), o más generalmente, la cime se refiere a las alturas o cumbres. El término mendi, montaña en euskera, que constituye muchos topónimos, se aplica a cualquier altura, incluso baja. Hegi corresponde a una cresta, monho a una colina, gain a las alturas. Más allá de las palabras que indican la montaña con precisión, hay un conjunto de términos relacionados con los detalles del paisaje de montaña como solana y umbría para tomar solo ejemplos alpinos. Los vocablos que evocan la vegetación, natural o acondicionada, son particularmente frecuentes tanto en la montaña como en la llanura y proporcionan información sobre las cualidades del medio ambiente o sobre su historia, como la chaume y alpe (o aulp, aup, arpe y derivados alpette, arpettaz, alpille), que dieron el «alpage».
La expresión «cadena de montañas» se utiliza para referirse a un conjunto de relieves dispuestos de forma alargada, principalmente en el caso de una colisión continental. Las cadenas montañosas generalmente se dividen en macizos montañosos, que a veces se subdividen en cadenas secundarias; sin embargo, la terminología de Quebec conserva solo el término «chaînon» (equivalente del inglés, range) para designar al subconjunto de una cadena (equivalente a las mountains inglesas). Además, «macizo montañoso» también se utiliza en el caso de conjuntos montañosos, a menudo viejos, que forman un bloque continuo. Finalmente, el uso quiere que a veces se hable de «cadena» incluso para subconjuntos, como la
cadena de Belledonne o la cadena de Aravis, dentro de los Alpes, cuya disposición de vértices es globalmente rectilínea. El término «montes», en plural, se usa genéricamente para referirse a una cadena o a un macizo.

## Geografía

### Topografía
La proporción de tierras emergidas situadas a más de 1000 m sobre el nivel del mar es de aproximadamente una cuarta parte del total, a la que se le puede agregar otro 10 % de tierras, con una altitud inferior, pero que presentan una fuerte pendiente según los criterios del Centro de Monitoreo de la Conservación del Ambiente (UN Environment World Conservation Monitoring Centre, UNEP-WCMC). En detalle, el terreno montañoso comprende aproximadamente el 33 % de Eurasia, el 24 % de América del Norte, el 19 % de América del Sur y el 14 % de África.

#### Geomorfología

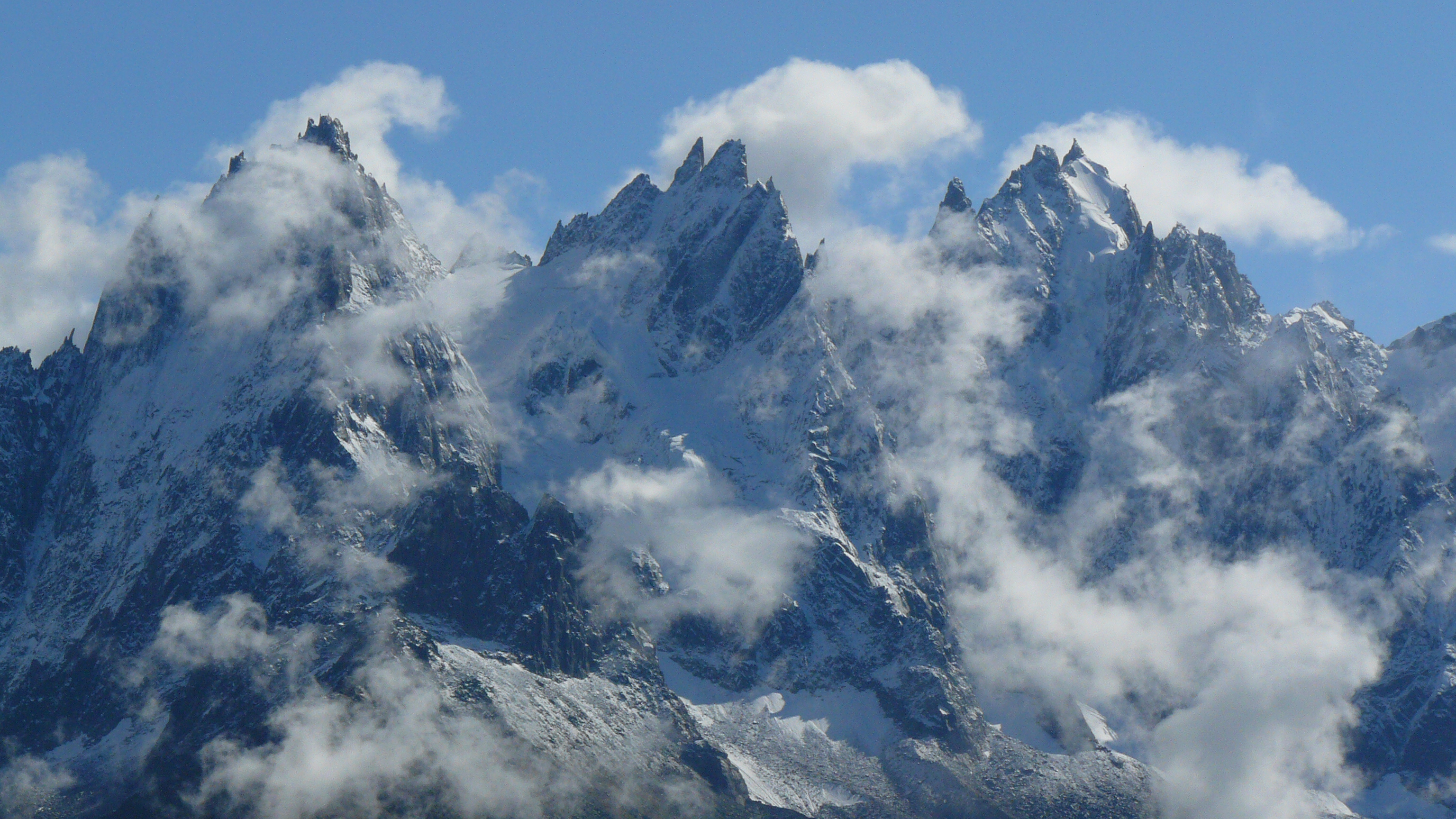
Vista de las agujas de Chamonix, relieve típico de una cadena de colisión en un entorno glaciar.

En un macizo montañoso, las cumbres están conectadas por crestas y quedan separadas entre ellas por collados o por pasos, que son los puntos más bajos de esa crestería, y por vallinas o valles para los más anchos, que generalmente separan los macizos. Una cumbre puede tener una cima principal y varias cimas más secundarias.
La geomorfología de las montañas depende de varios factores: de su proceso de formación (orogénesis), de la velocidad de deformación (movimientos verticales y horizontales de las rocas), de la propia naturaleza de las rocas (las rocas suaves dan relieves más suaves que las rocas duras) y del clima.
En las cadenas de colisión jóvenes, y en las cadenas ancianas considerablemente rejuvenecidas, las cimas generalmente se llaman «picos», cuando tienen una forma cónica, o «agujas», cuando están particularmente afiladas en una cresta, o incluso «diente» cuando se separan del relieve. También se encuentran los calificativos de «punta», de «cabeza» o incluso de «roca, roquedo, roc». Cuando han experimentado una glaciación, las cimas pueden presentar una forma de pico piramidal que domina los valles y circos glaciares.
El relieve de plegamiento se traduce en una geomorfología específica. La cima de un anticlinal forma un monte. En un relieve conforme, de tipo jurásico, el fondo de un sinclinal constituye un val. Una depresión en la cima de un monte es una combe. Las cornisas rocosas en el borde del val o de la combe se llaman crêts. Las cluses son depresiones que atraviesan las anticlíneas transversalmente. En un relieve invertido, de tipo prealpino, las sinclinales se encuentran en los puntos altos por erosión diferencial y se dice que están «encaramadas». El relieve de los Apalaches es un tipo particular de relieve de plegamiento que ya había sido muy aplanado y que luego fue nuevamente elevado, lo que provocó la reanudación de la erosión. En este caso, las anticlinales y las sinclinales se denominan respectivamente barras y surcos.

Diagrama que representa un relieve de tipo Jura y las terminologías asociadas

En un dominio extensivo, el reborde de un horst forma generalmente un largo escarpe de falla. La erosión ayuda a crear cumbres individualizadas.
Los relieves volcánicos son de dos grandes tipos:
- los volcanes explosivos se presentan generalmente en forma de estratovolcanes, de apariencia cónica o de domos de lava.[55] Los estratovolcanes pueden soportar domos de lava y conos de escoria secundarios,[55] en cuyo caso se dice que son complejos; los volcanes somma son parte de ellos.
- los volcanes efusivos están en forma de volcanes en escudo, de grandes dimensiones y con pendientes muy pequeñas.[55] Estos también pueden soportar conos volcánicos. Cuando los volcanes en escudo emiten lava por debajo de una casquete de hielo, forman tuyas.[56] La mayoría de los volcanes submarinos son volcanes en escudo.[57]

Los estratovolcanes y los volcanes en escudo suelen tener cráteres en su cima y, a veces, cuando se vacía la cámara magmática, una gran caldera.

Comparación de estratovolcanes y volcanes en escudo
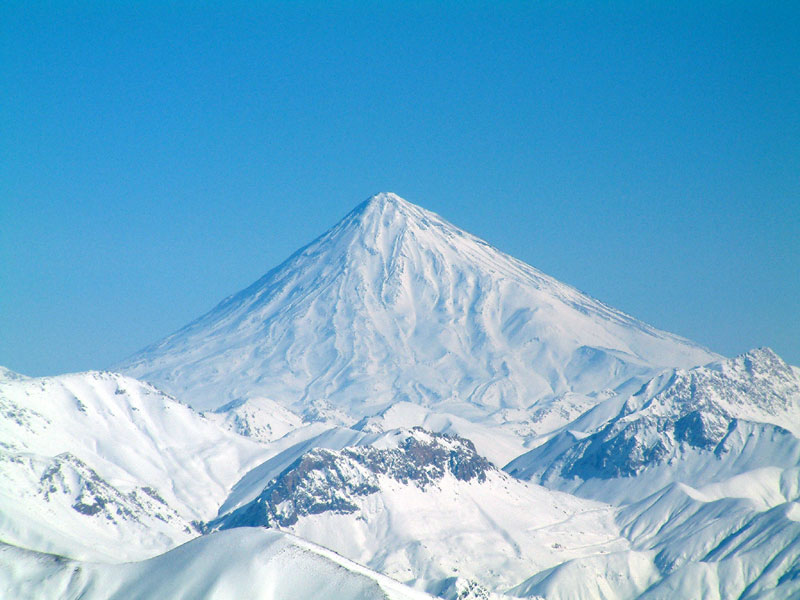
Vista del monte Damavand en invierno, estratovolcán adormecido y punto más alto de Irán
Vista del monte Fuji, estratovolcán activo y punto culminante de Japón
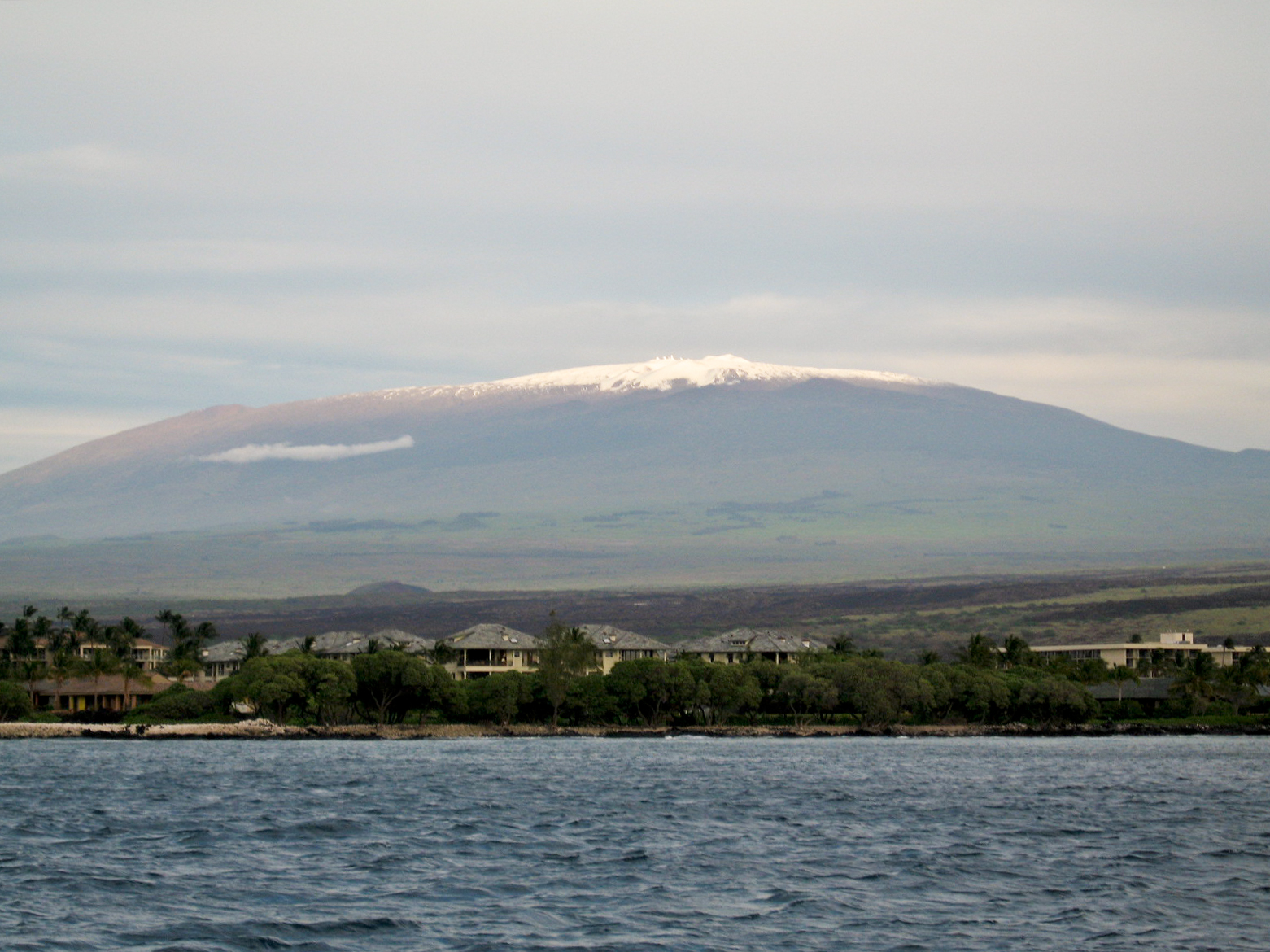
Vista desde el mar del Mauna Loa, volcán en escudo de Hawaï
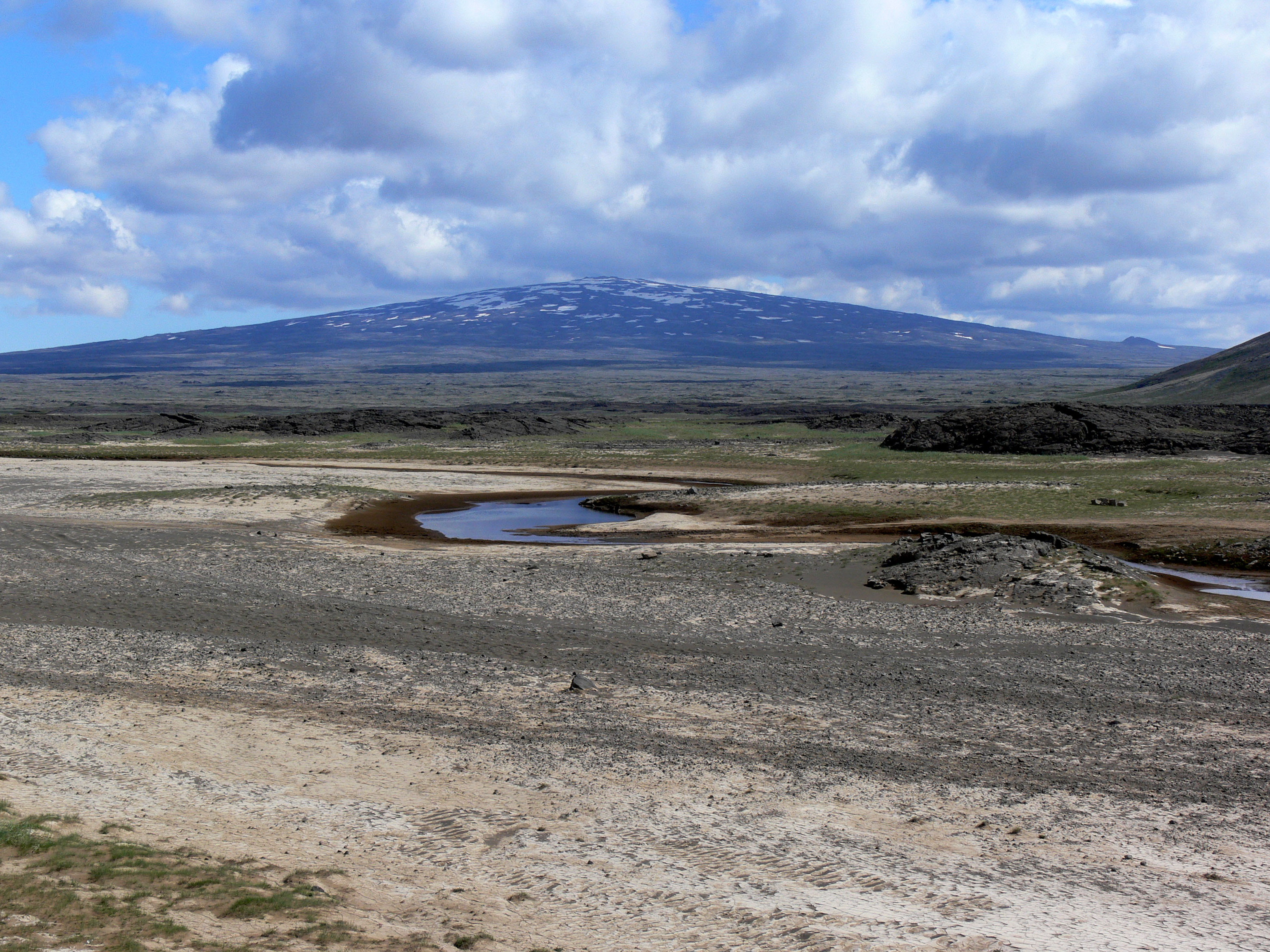
Vista del Skjaldbreiður, volcán en escudo en Islandia
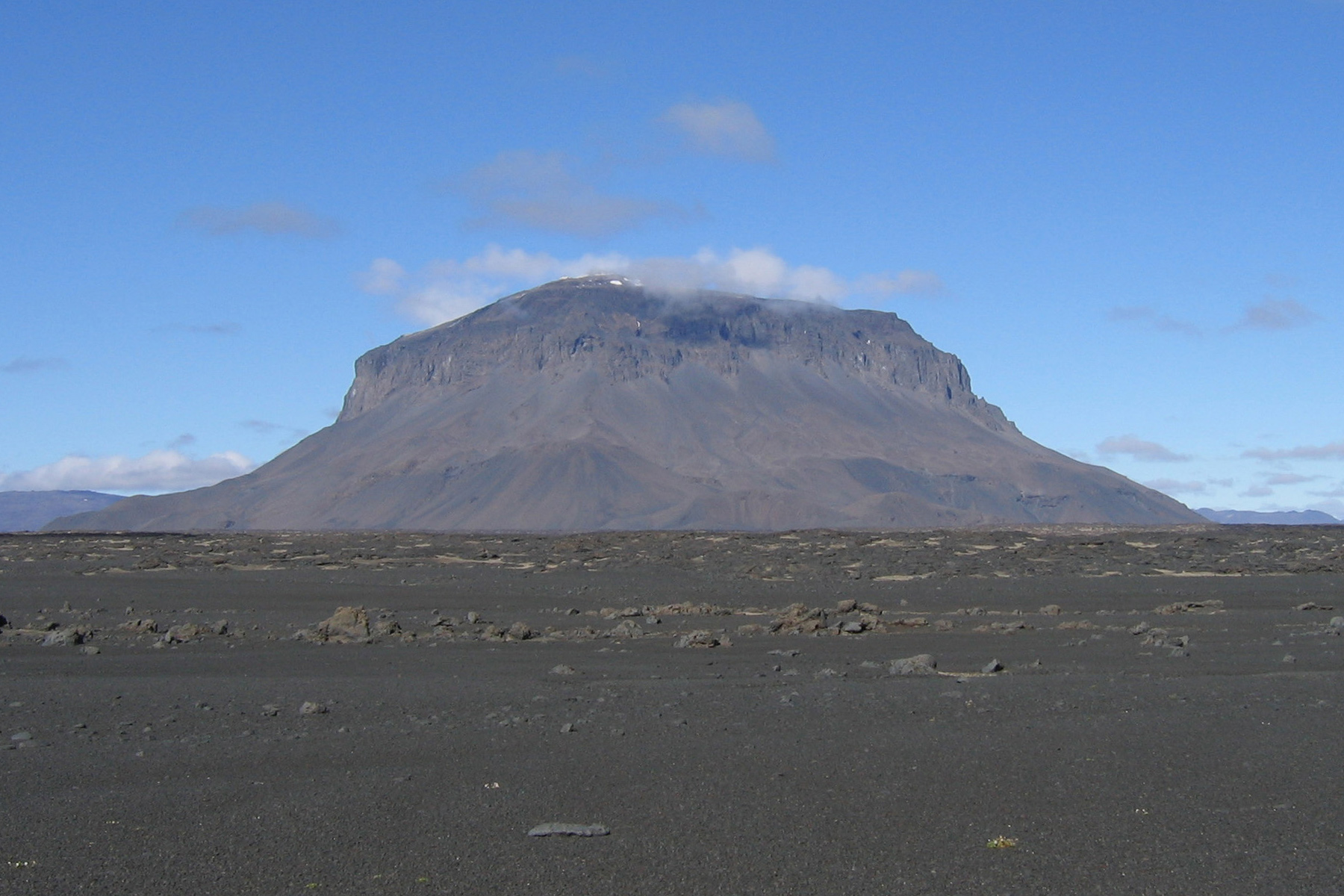
Vista del Herðubreið, una tuya en Islandia

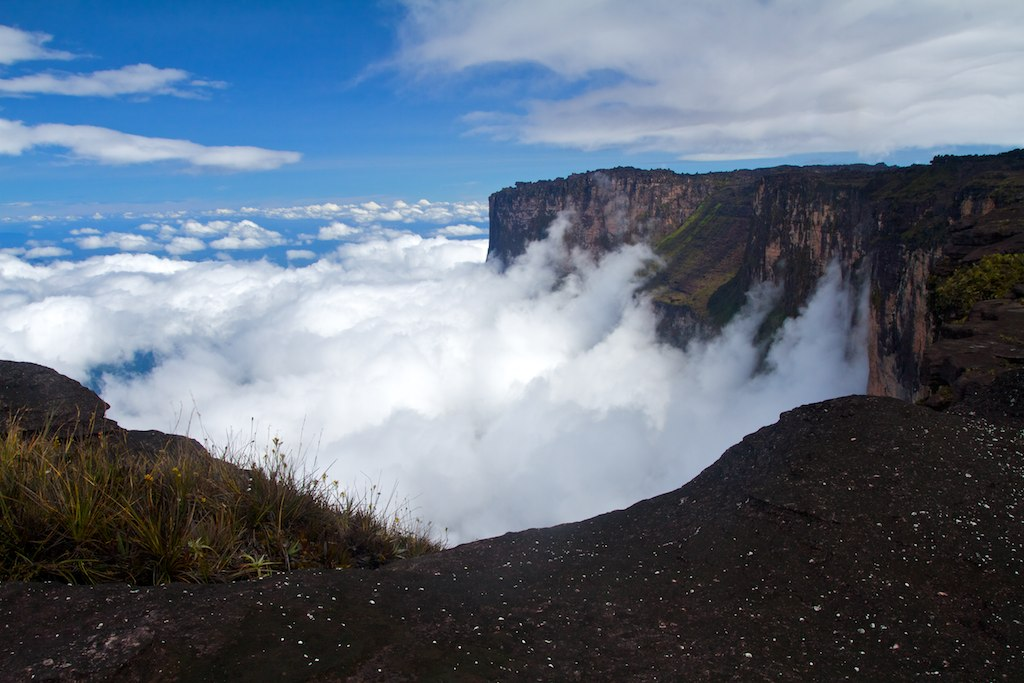
Los acntilados del monte Roraima, un tepuy en Venezuela

En las cuencas sedimentarias, la erosión diferencial también puede alterar los relieves. Si las capas sedimentarias son monoclinales —es decir, están inclinadas pero no plegadas, tiene el mismo buzamiento, con una alternancia de rocas duras arriba y blandas debajo—, la erosión forma en el borde de la cuenca una cuesta, con un frente rígido y una espalda ligeramente inclinada; si el fragmento rocoso está totalmente aislado, constituye un cerro testigo. Si las capas no están inclinadas o son débiles, la erosión puede causar la aparición de un relieve tabular llamado mesa —en algunas regiones de España «muelas» o «molas»— cuando constituye una meseta, butte si sus dimensiones son más pequeñas, planèze si el origen es un relieve volcánico invertido, o tepuy, en un ambiente tropical. En algunas regiones de España las mesas se llaman "muelas" o "molas", ya que su forma recuerda un molar.
Entre las diferentes formas de inselberg —del alemán, montaña-isla, un relieve aislado que domina una llanura o una meseta subhorizontal—se encuentran el hardhardt y el kopje, que son respectivamente un monolito natural inclusivo y un montón de rocas, o incluso el morne, en un ambiente tropical, el monadnock en zona templada, y el neck y el dique, que son respectivamente los residuos de una chimenea volcánica y de un filón volcánico vertical desnudados por la erosión

Relieves montañosos de tipo inselberg
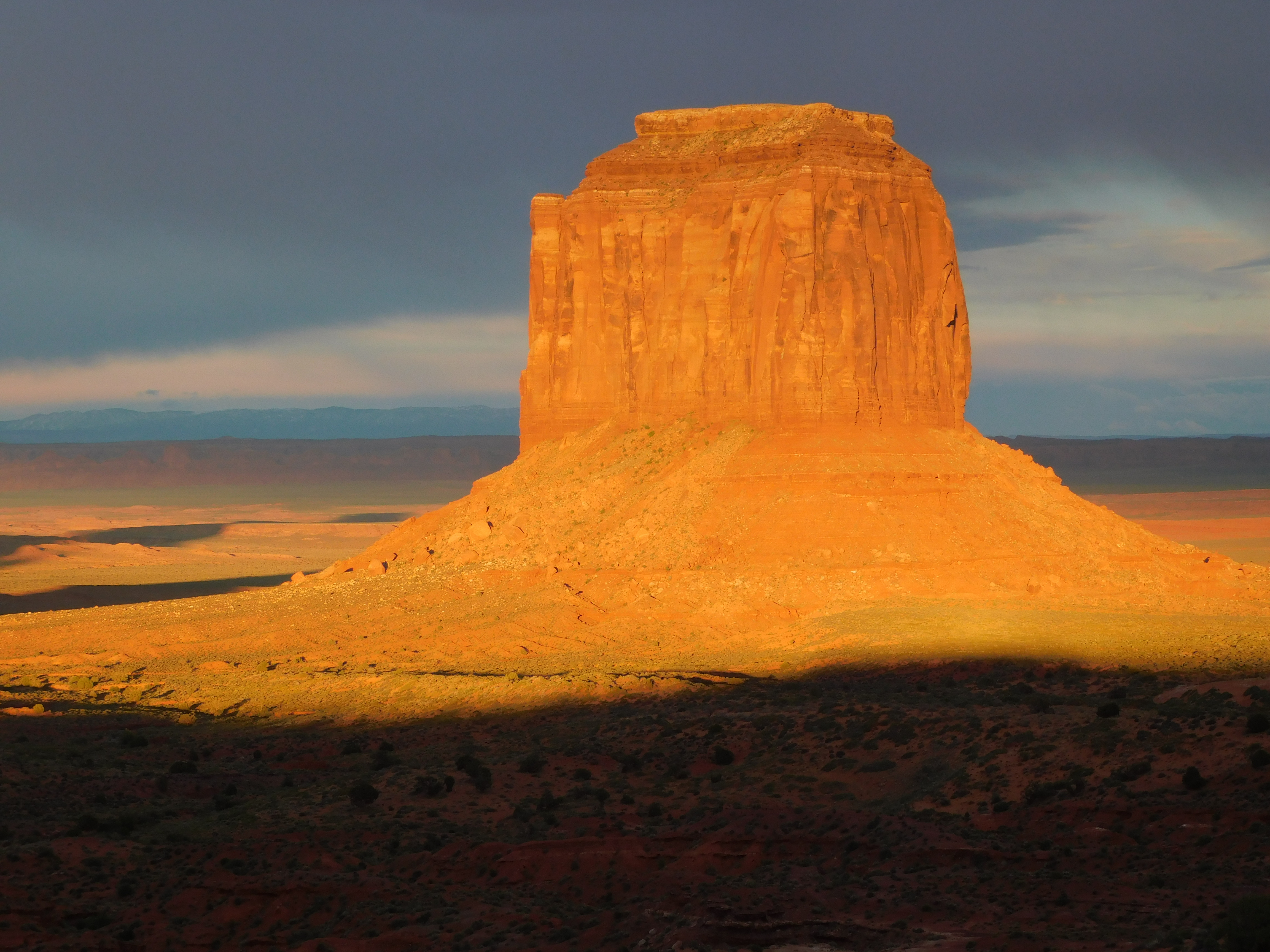
Butte de Merrick, en Monument Valley, Utah
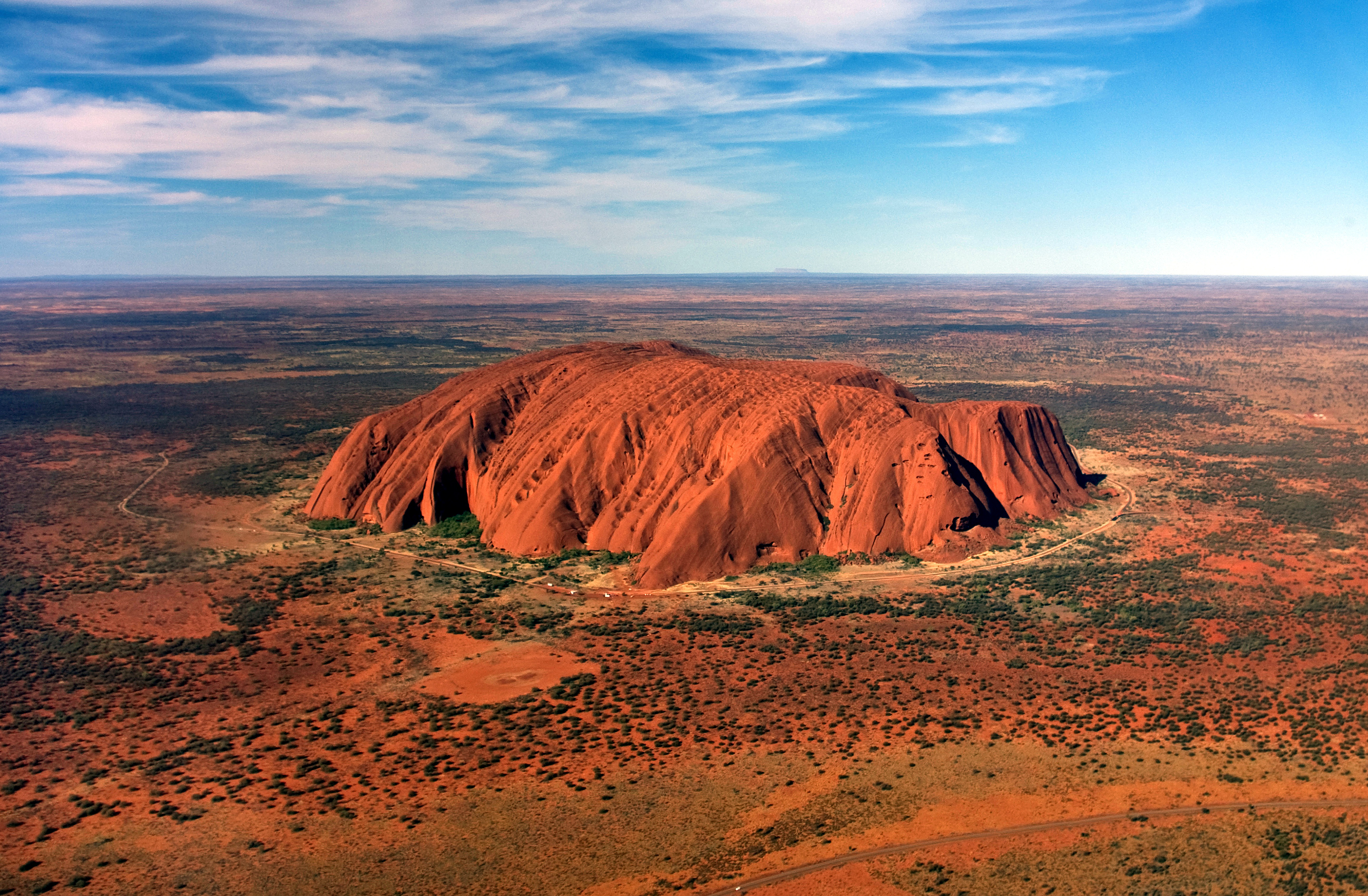
Uluru, el 2.º mayor monolito natural del mundo
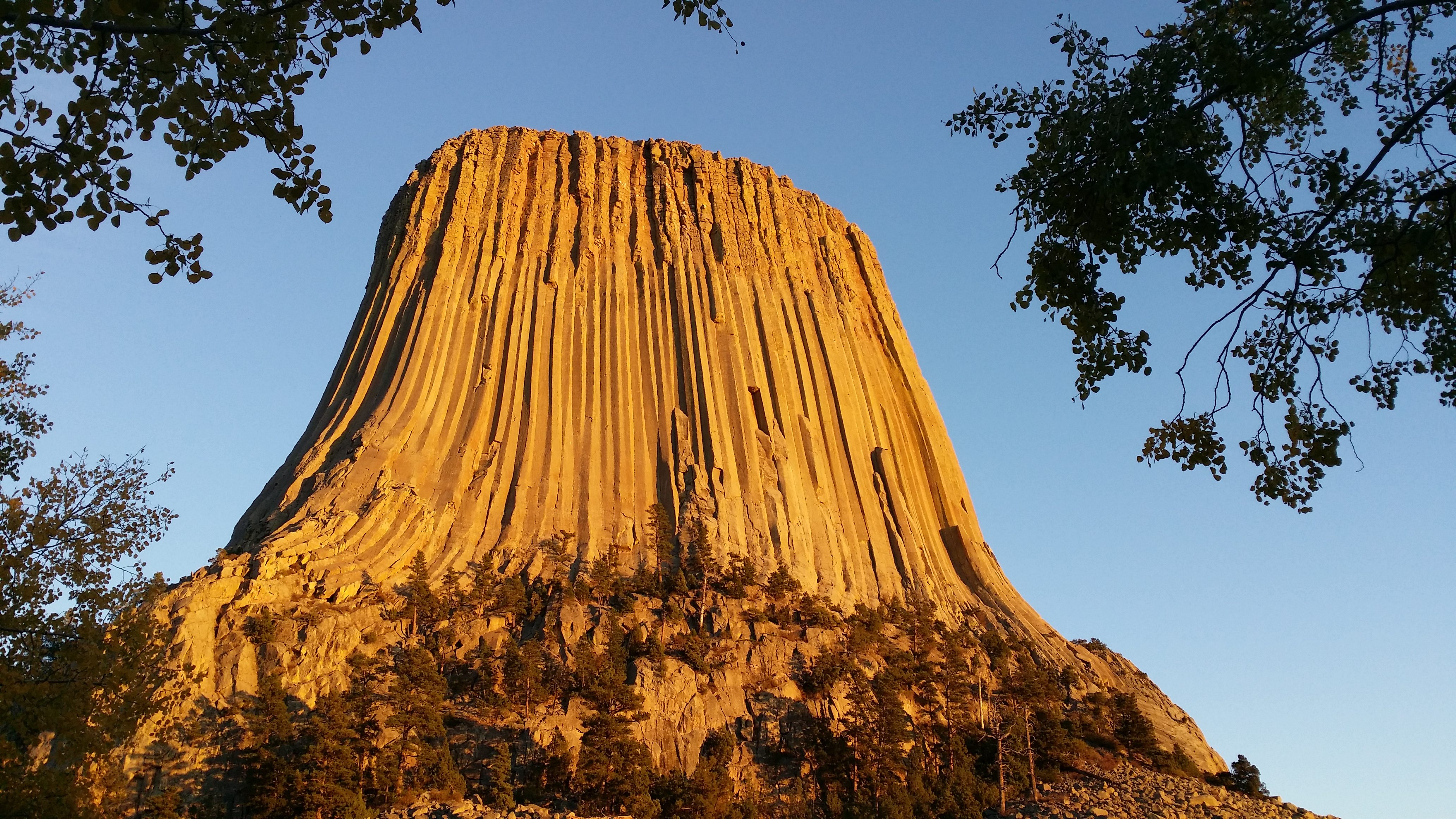
La Torre del Diablo, una antigua chimenea volcánica en la que el enfriamiento de la lava ha ocasionado columnas basálticas
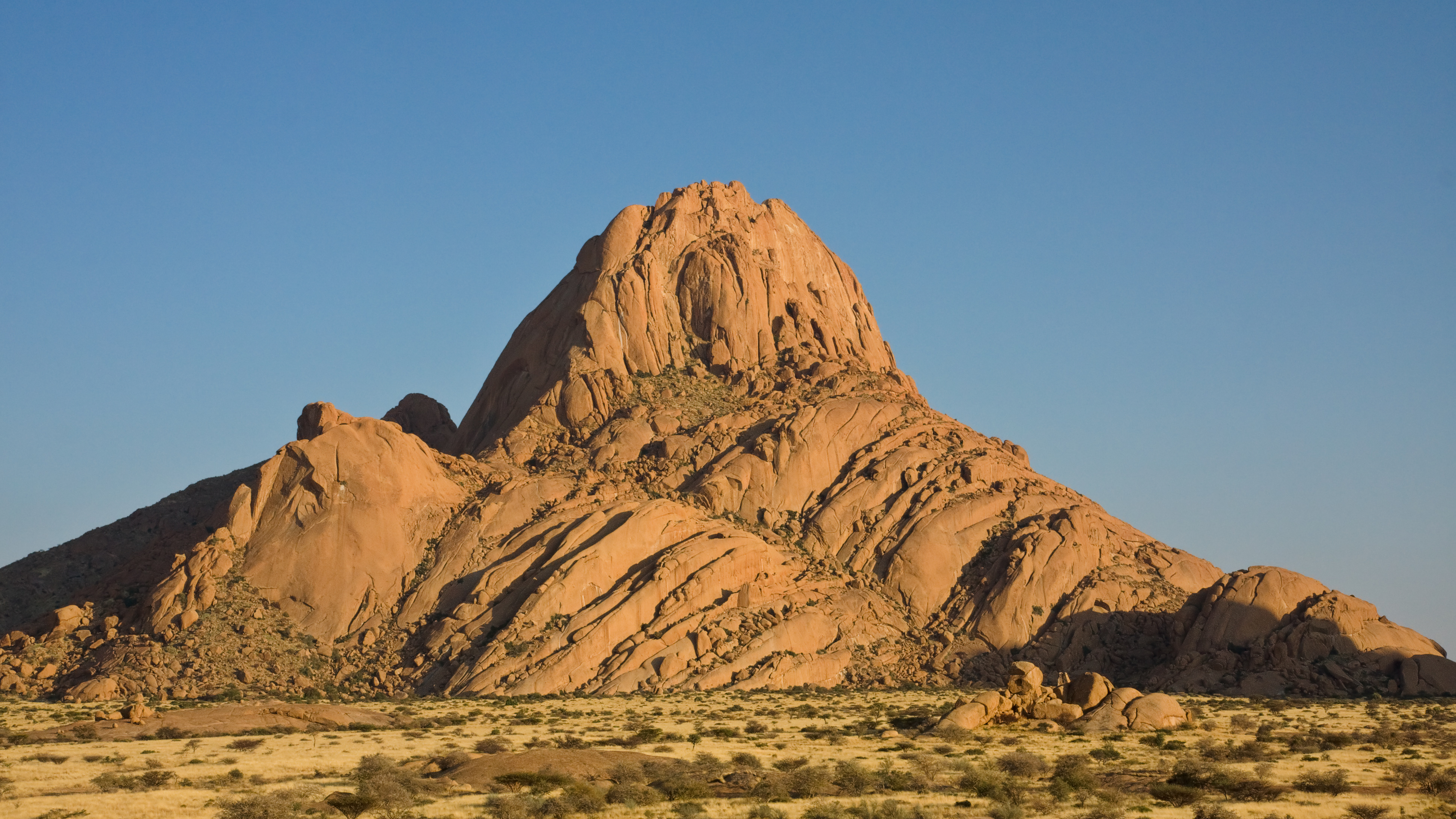
Spitzkoppe, el «Matterhorn namibio», formado por levantamientos y magmatismo de principios del Cretácico
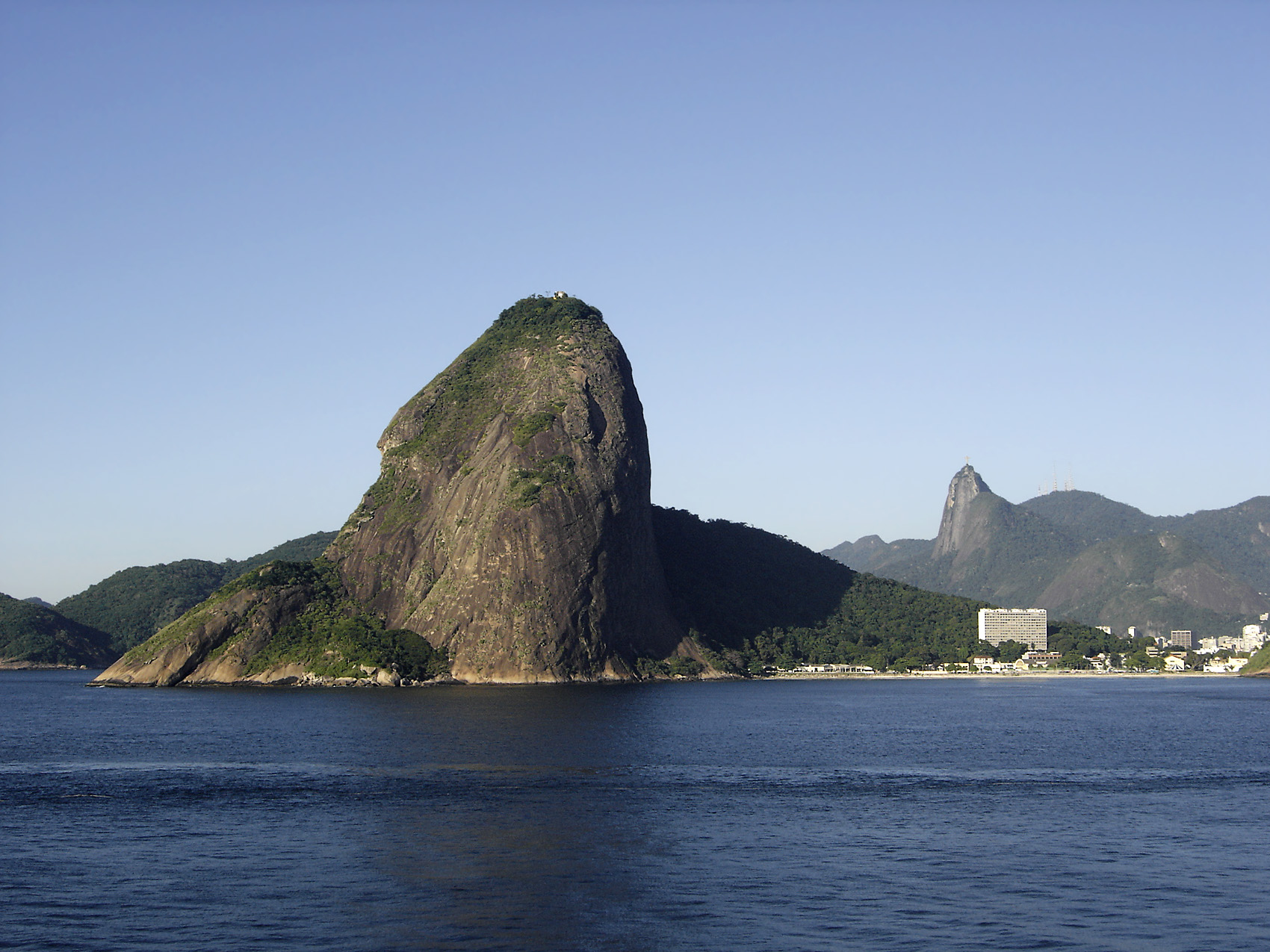
El Pan de Azúcar, y el Corcovado, en Río de Janeiro, parte de una familia de afloramientos rocosos empinados conocidos como hardhardts

#### Principales conjuntos montañosos

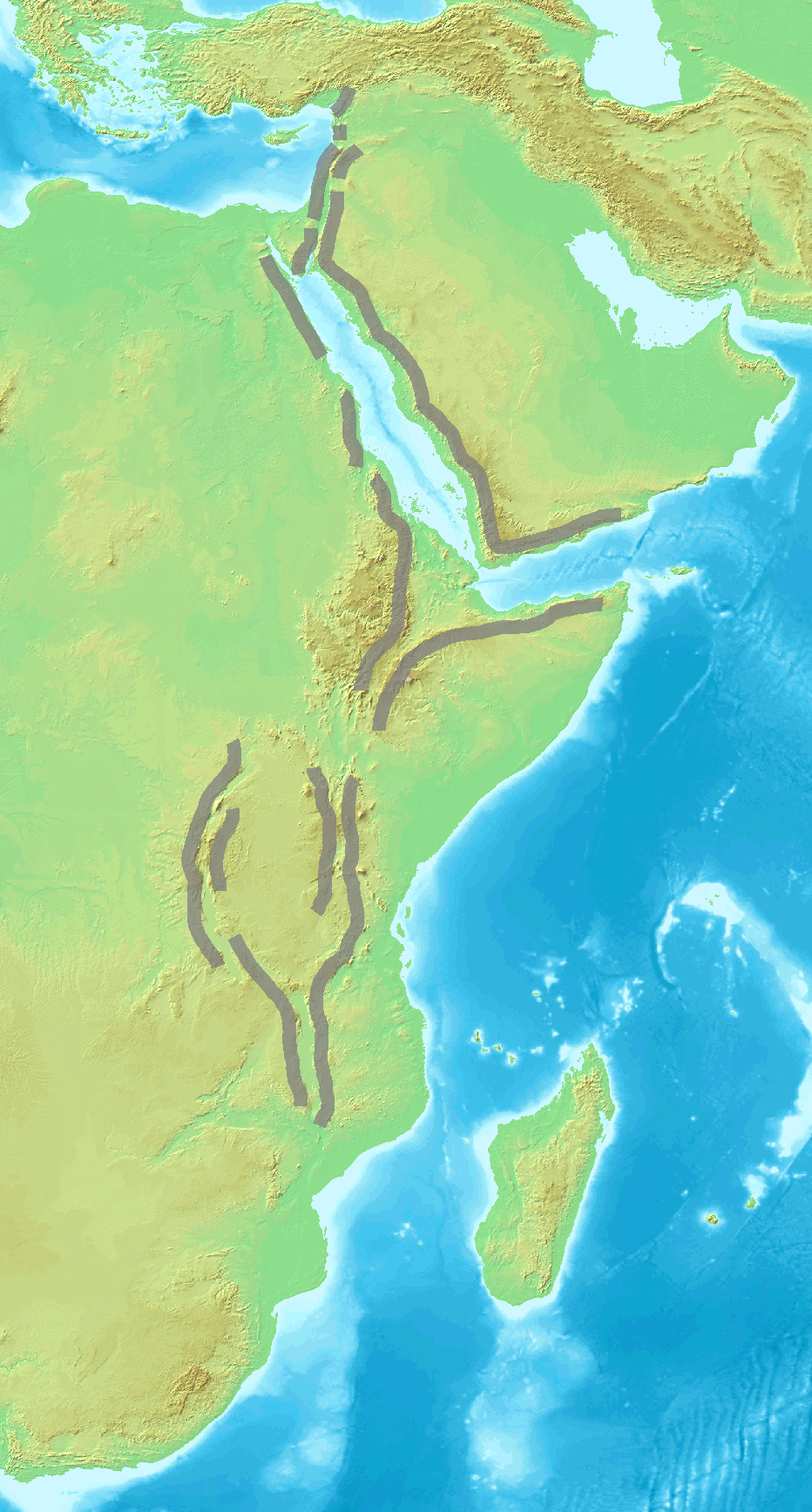
Mapa de las principales cadenas montañosas que constituyen el Gran Valle del Rift.

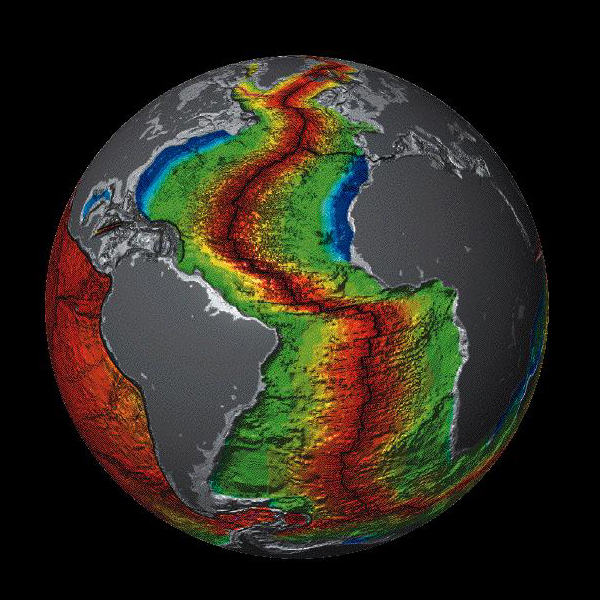
Imagen de síntesis que destaca la Dorsal mesoatlántica, el sistema montañoso más largo de la Tierra, que con otras dorsales forma un continuo de casi 40000 km.

Sobre la superficie de los continentes hay dos áreas principales de orogénesis activas: el cinturón alpino y el cinturón circunpacífico (con una longitud de unos 48 000 km).
El primero proviene del cierre, desde el Cretácico, del océano Tetis, principalmente por la colisión de las placas africana e india con la eurosiática desde el Eoceno. Se extiende desde el Magreb hasta el sudeste asiático. Comprende la mayoría de las montañas de la cadena del Atlas, el arco de Gibraltar, los Pirineos, los Alpes, el macizo del Jura, los Apeninos, los Cárpatos, los Balcanes, Anatolia, el Cáucaso, los montes Elburz, los montes Zagros, las montañas Al Hayar, la cordillera de Kopet-Dag, el Hindú Kush, los Pamires, el Karakórum, los Himalayas, la meseta tibetana, la cordillera del Kunlun, las montañas Hengduan, los montes Tenasserim y la cordillera de Barisan.
El segundo se extiende alrededor del océano Pacífico siguiendo las fosas oceánicas. Se configura desde el comienzo del Mesozoico y es una zona volcánica extremadamente activa. En América, y hasta la tierra de Graham en la Antártida en el sur, se materializa por la cordillera americana y engloba la cordillera Aleutiana, la cordillera Brooks, la cordillera de Alaska, las montañas Mackenzie, las cordilleras costeras del Pacífico, las montañas Interiores, las montañas Columbia, las Montañas Rocosas, la sierra Madre Oriental, la sierra Madre del Sur, la sierra Madre de Chiapas, la Cordillera Central, la cordillera de Talamanca, el arco insular de las Antillas, la cordillera de los Andes —la cordillera alpina más larga, que recorre toda América del Sur — y las Antartandes. En el margen occidental del Pacífico, consta de la cordillera Verjoyansk, los montes Cherski, las montañas de Kamchatka (cadena oriental y cadena central) y del Japón (incluidos los Alpes Japoneses), la cadena Sijoté-Alín, las montañas de Taiwán, de las Filipinas y de las islas de la Sonda (Indonesia), la cordillera Central de Nueva Guinea y los Alpes de Nueva Zelanda.
En menor escala, el Gran Valle del Rift es también un sistema montañoso muy joven, que solo apareció hacia el Oligoceno. Incluye las montañas Nur, las montañas de los Alauitas, el monte Líbano, el Anti-Líbano, los montes de Judea, la punta meridional del Sinaí, los montes Sarawat, el bloque Danakil, el macizo etíope, el Rwenzori, las montañas Virunga, las montes Azules, las montañas Mitumba, el Aberdare, las macizo del Ngorongoro, las Tierras Altas del Sur y las colinas Mafinga.
Por el contrario, otro sistema montañoso mayor, ahora inactivo, se formó en varias fases orogénicas durante el Paleozoico. Incluye los Apalaches, las montañas de Irlanda, las Highlands de Escocia, el Este de Groenlandia, los Alpes escandinavos, las Spitsbergen, el Cornwall, el Anti-Atlas, las Mauritanidas, el centro de la península ibérica —con el sistema Central y el sistema ibérico—, el conjunto de la cadena varisca (o localmente hercínica) —formada por el macizo armoricano, el macizo Central, el macizo de los Vosgos, la Selva Negra, el macizo esquistoso renano, el Harz, el macizo de Bohemia y el macizo de Turingia-Franconia—, así como los Urales, las Tian Shan, el macizo de Altái, los montes Sayanes, las montañas Khangai, las montañas Baikal y los montes Stanovoi.
Otro antiguo sistema montañoso, llamado panafricano, se formó gradualmente entre el Pérmico y el Jurásico, acompañando el ensambe y después la dislocación de Gondwana, al nivel del escudo guayanés, los macizos del este de Brasil (incluyendo la Serra do Mar), las montañas del cinturón de Pliegues del Cabo y después el Gran Escarpamiento africano, las montañas Ellsworth y otros macizos de la Tierra de la Reina Maud en la Antártida, las montañas de Madagascar y los Ghats occidentales y los Ghats orientales, ya en la India.
Aún más antigua es la orogénesis que dio a luz en el Pérmico a las montañas Transantárticas, que fueron rejuvenecidas en gran medida en una fecha posterior, y a las cordilleras Lofty y Flinders en Australia Meridional. La cordillera Australiana es una importante cadena montañosa cuya formación por acreción a partir del Carbonífero puede considerarse como su prolongación tardía, pero las fases sucesivas, que incluyen el vulcanismo, una elevación isostática y el rifting, la distinguen claramente.
Sea como fuere, el sistema montañoso más largo de la Tierra está en el fondo de los océanos, al nivel de la dorsal mediooceánica.

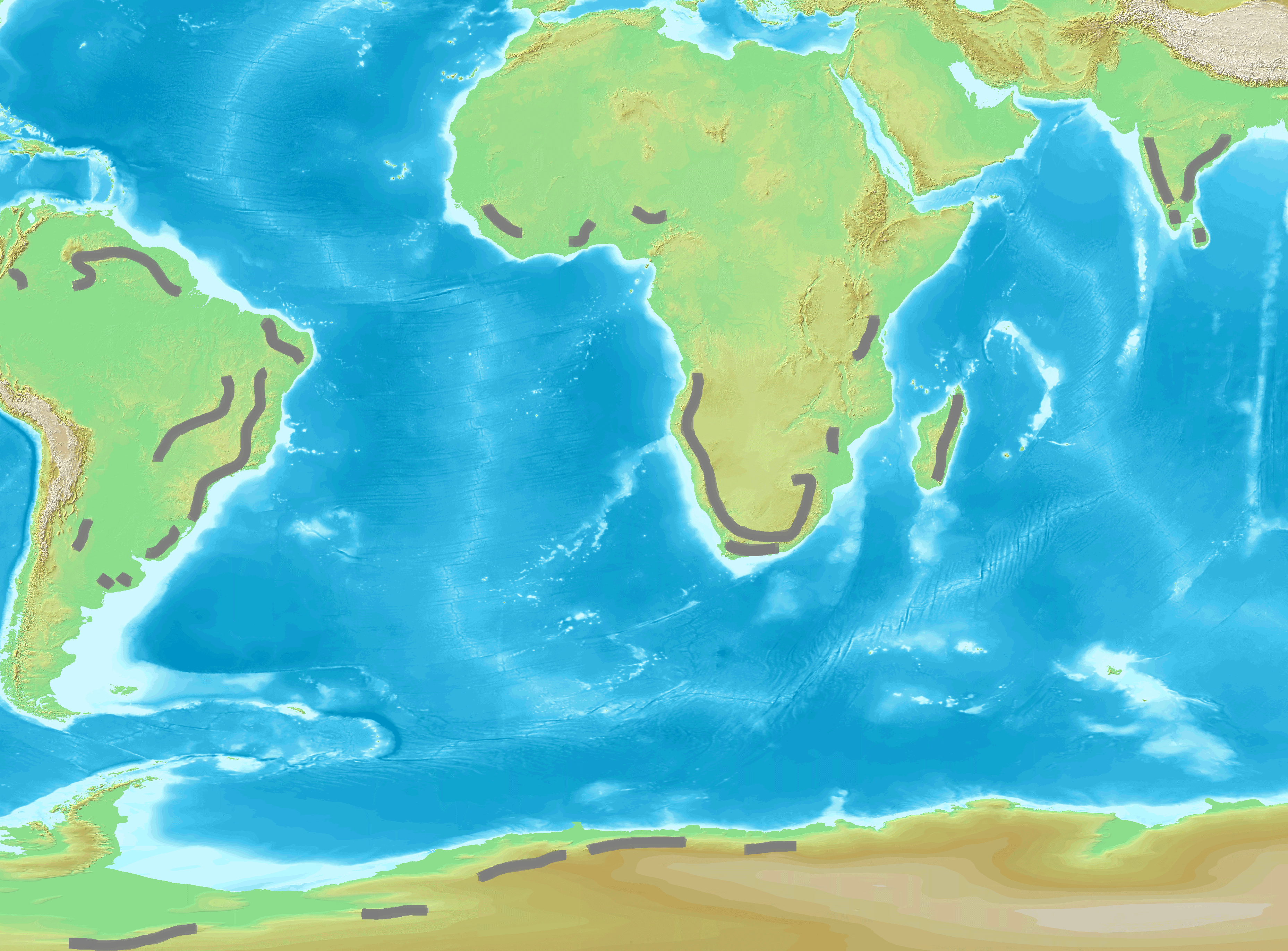
Orogénesis panafricana (Neoproterozoico)
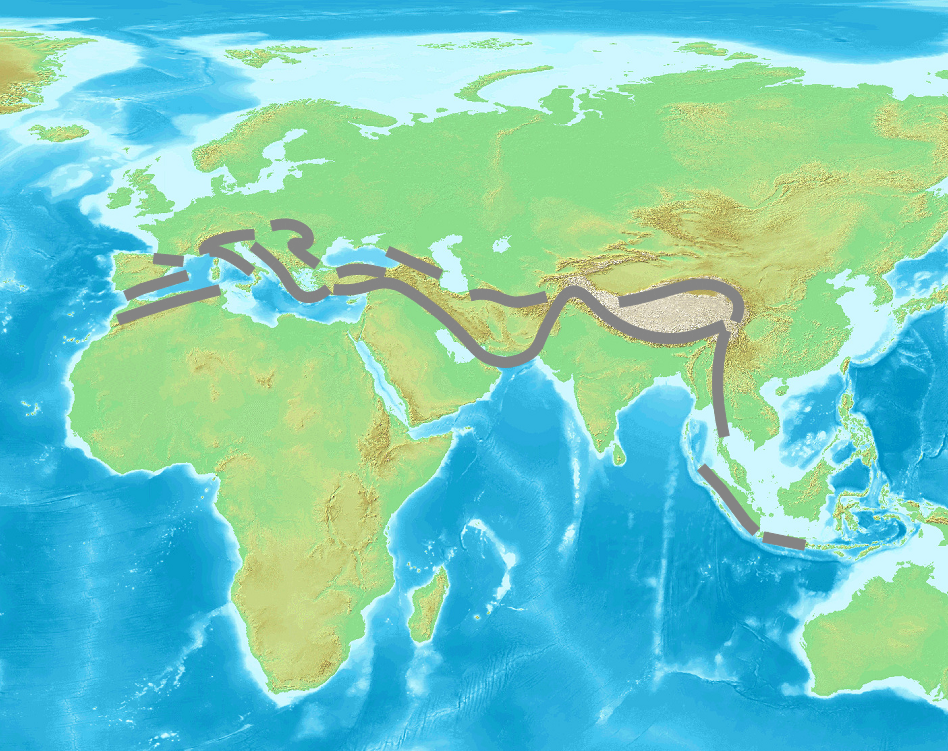
Cinturón alpino (Mesozoico tardío (Eoalpina) y actual Cenozoico)
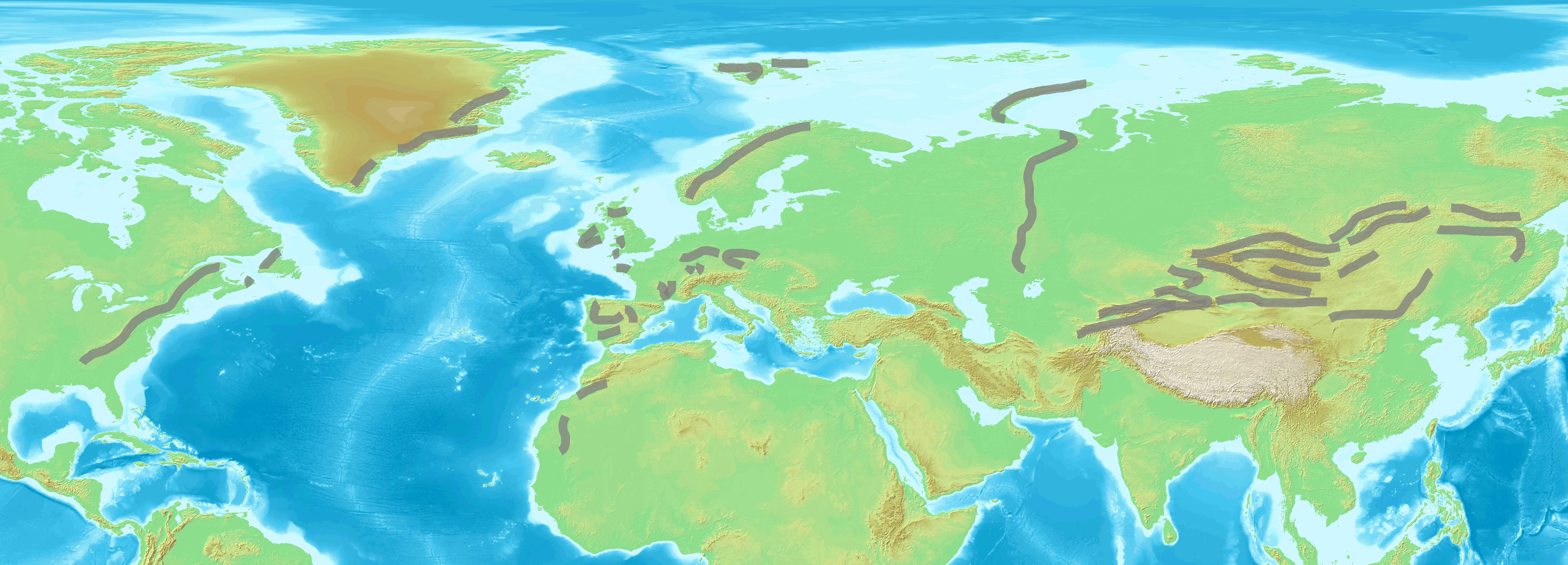
Orogenias caledonia (Silúrico y Devónico (Paleozoico), aprox. 444-416 Ma) y varisca (finales del Devónico y mediados del Pérmico, 380-280 Ma)
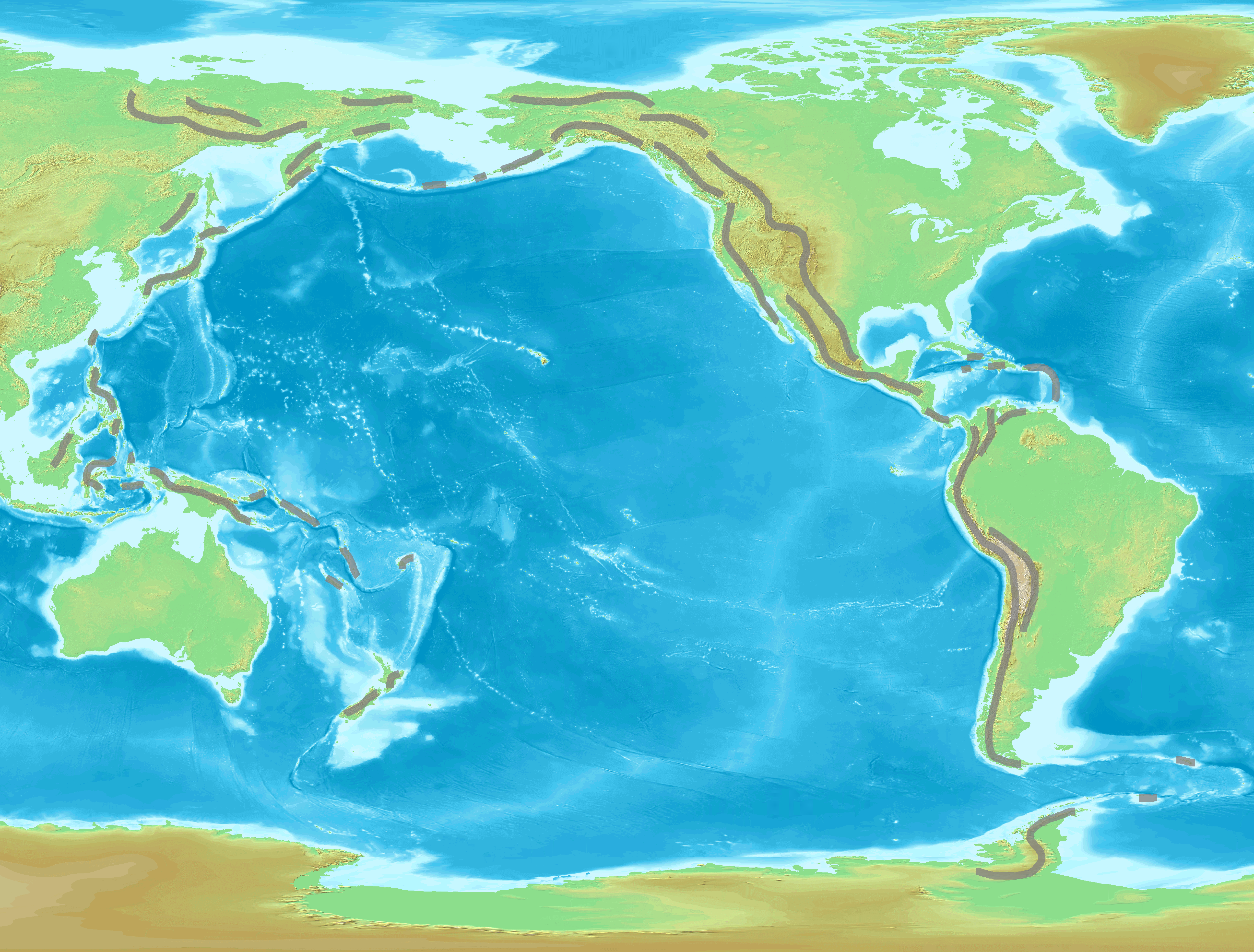
Cinturón circunpacífico

#### Cumbres principales

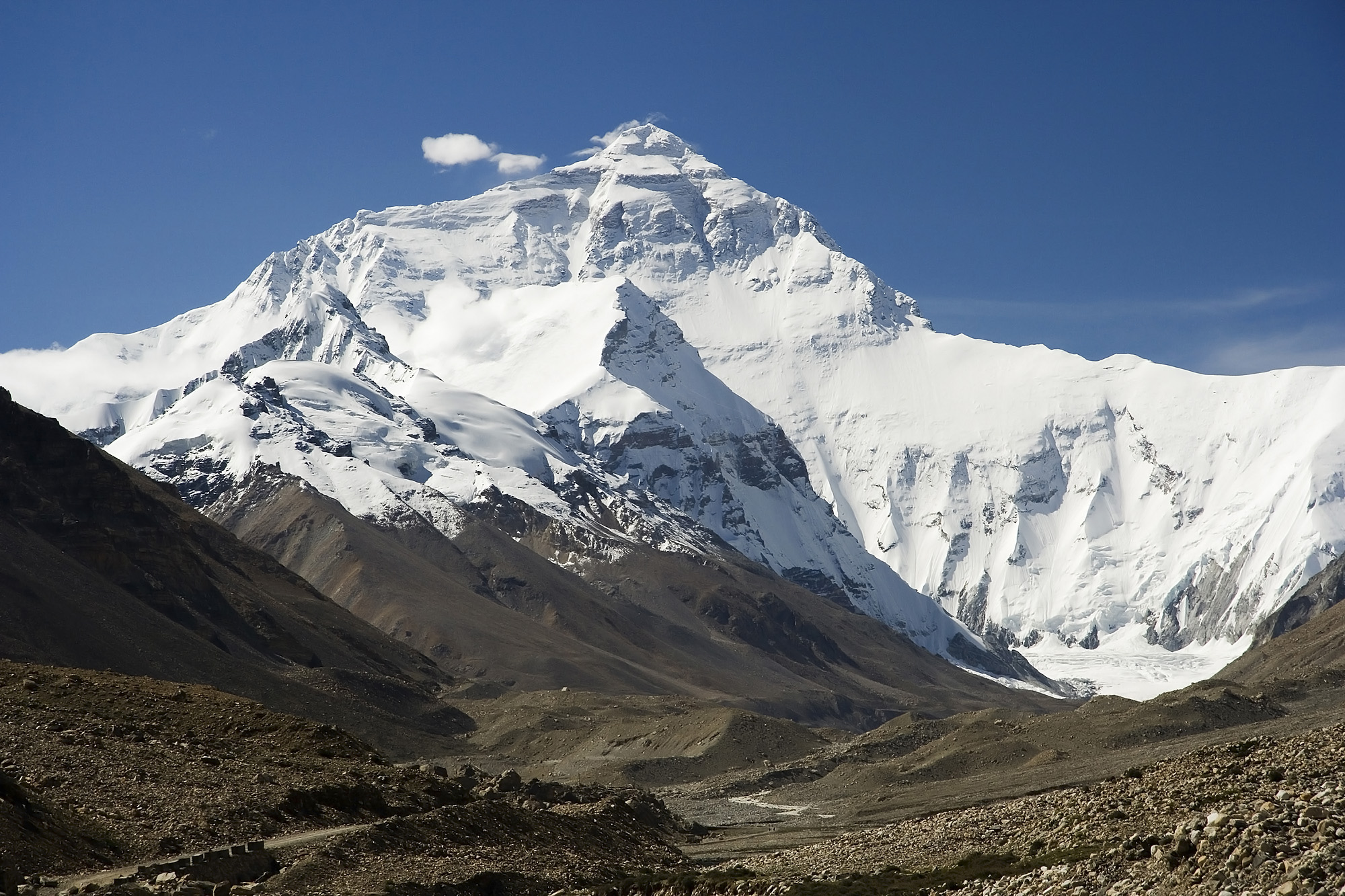
Vista de la cara norte del Everest (8848 m), el pico más alto en relación con el nivel del mar.

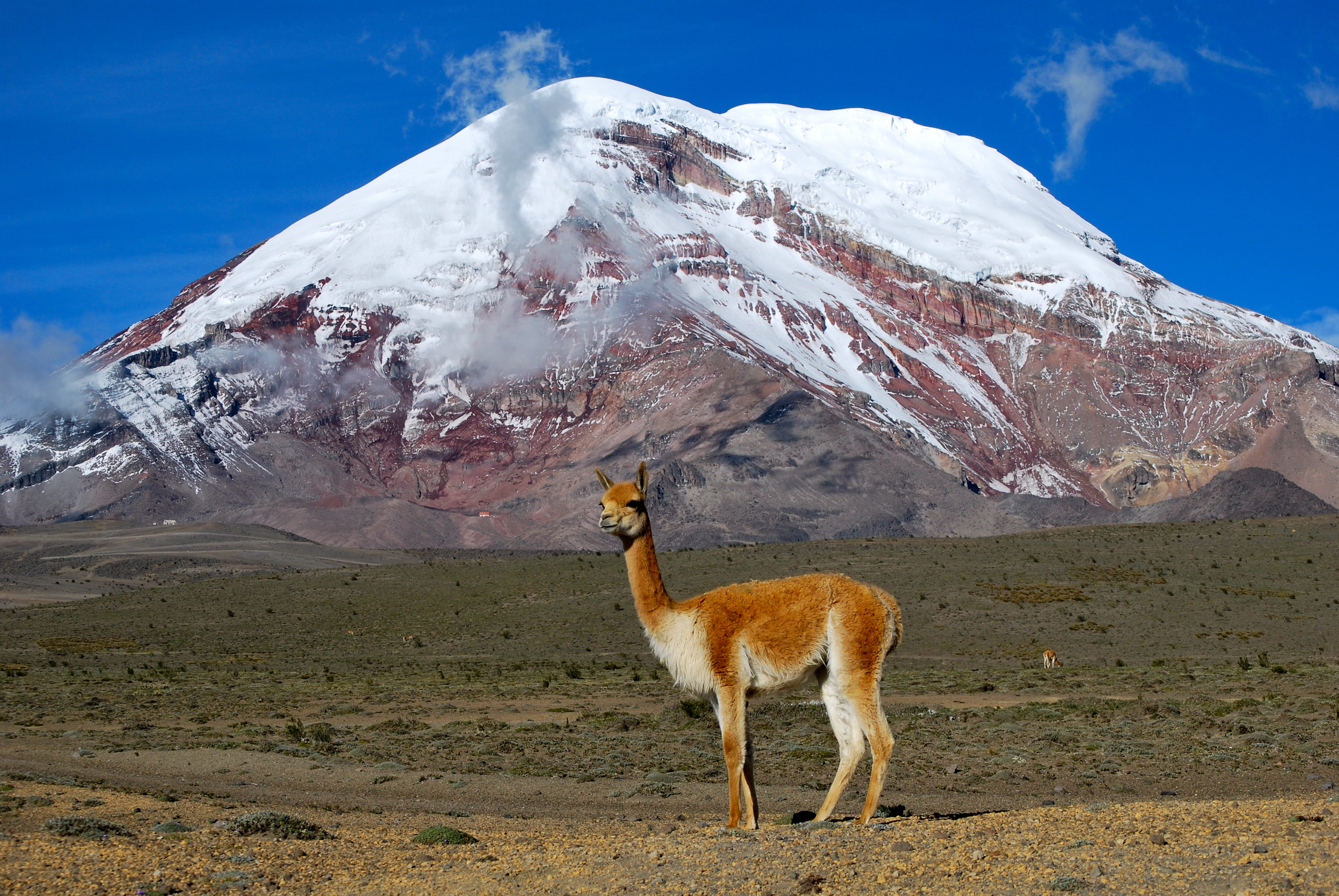
Vista de Chimborazo (6310 m), en Ecuador, el punto más alejado del centro de la Tierra y el punto más cercano al Sol; en primer plano, una vicuña.

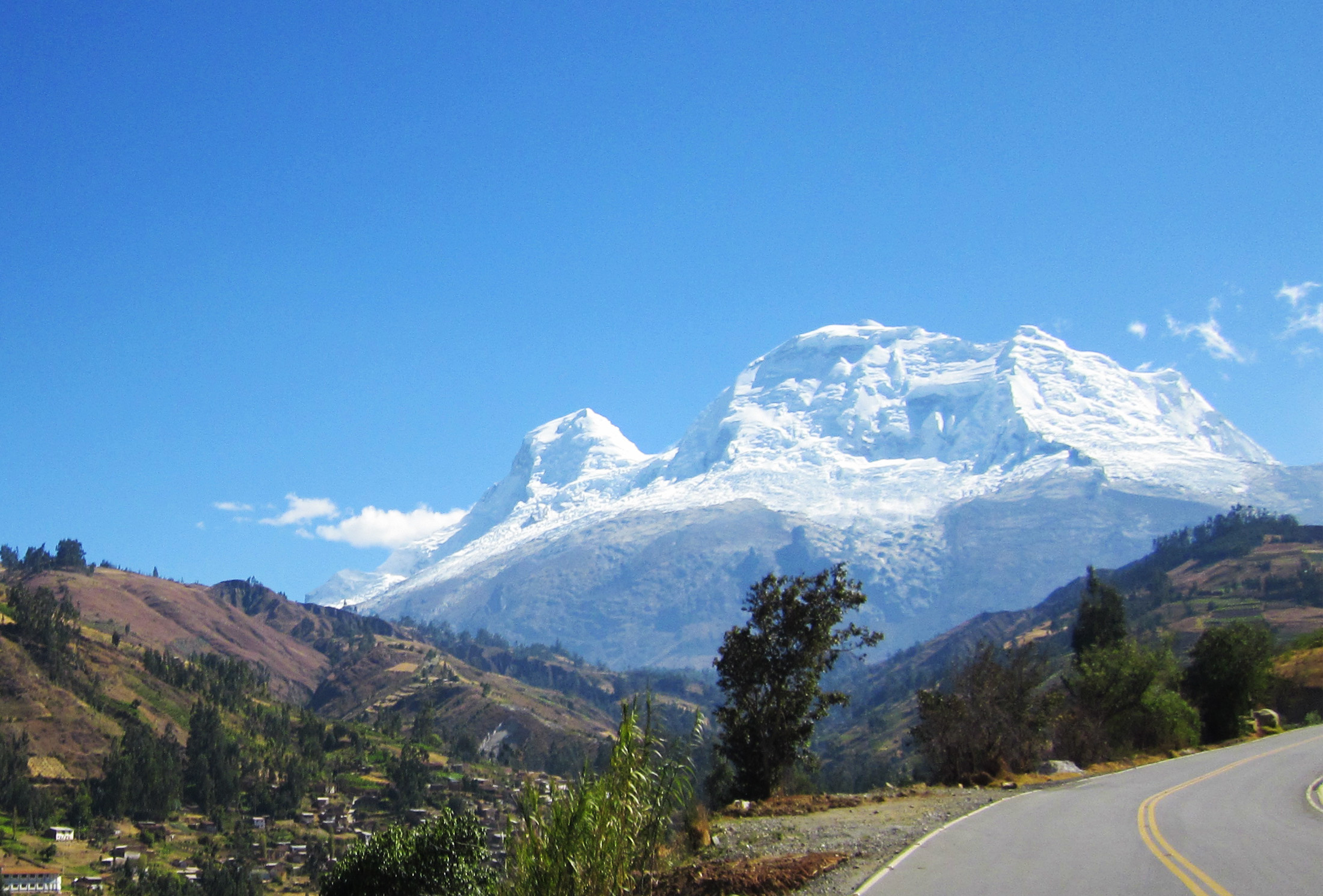
El nevado Huascarán en Perú, es la cumbre más alta de la zona intertropical y su cima está confirmada como el lugar con menor atracción gravitacional de la Tierra.

El concepto principal para apreciar la altura de una cumbre es la altitud. Es relativamente moderno y sigue siendo muy vago hasta el siglo XVII. Anteriormente, la distancia desde la cual se observaba un pico era decisiva y eso favorecía a los más cercanos al mar o al fondo dse una gran llanura. En la Tierra, la altitud se define en relación con el nivel del mar. Todos los picos de más de 7000 m de altitud se encuentran en Asia, especialmente los catorce picos de más de 8000 metros, en el Himalaya y el Karakórum: Everest (8848 m), K2 (8611 m), Kangchenjunga (8586 m), Lhotse (8516 m), Makalu (8485 m), Cho Oyu (8188 m), Dhaulagiri I (8167 m), Manaslu (8163 m), Nanga Parbat (8126 m), Annapurna I (8091 m), Gasherbrum I (8080 m), Broad Peak (8051 m), Gasherbrum II (8034 m) y Shishapangma (8027 m). Hay al menos 100 montañas con alturas de más de 7200 ms.n.m., todas ellas localizadas en el centro y sur de Asia. El pico más alto fuera de Asia es el Aconcagua (6962 m), en América del Sur. Las «Siete Cumbres» es como se conoce al conjunto de los picos más altos de cada uno de los «siete continentes» (seis más Norteamérica), pero con varias interpretaciones de cuales serían según la definición continental que se use.

Diagrama que compara las altitudes de los catorce picos de más de ocho mil metros (picos rojos o rosados) y las «Siete Cumbres» y siete segundas cumbres, los picos más altos y los segundos más altos de cada continente.

Las bases de las islas montañosas están por debajo del nivel del mar, y con esta consideración, el Mauna Kea (4207 m s. n. m.) sería la montaña, y el volcán, más alto del mundo, ya que se eleva a unos 10 203 m del fondo del océano Pacífico. Su vecino, el Mauna Loa, apenas más bajo (4169 m s. n. m.) pero más voluminoso, se hunde más profundamente en el fondo oceánico y gran parte es invisible incluso bajo el agua: su masa causa una depresión adicional de 8 km que tiene la forma de una montaña inversa. Esto significa que la altura total del Mauna Loa desde el principio de su historia eruptiva es de aproximadamente 17 170 m desde su base.
Las montañas más altas no son generalmente las más voluminosas. Nuevamente el Mauna Loa (4169 m) sería la mayor en términos de área base (aproximadamente 5200 km²) y de volumen (aproximadamente 75 000 km³). El monte Kilimanjaro es el mayor volcán, que no sea en escudo, en términos de área base (635 km²) y de volumen (4793 km³). El monte Logan es la montaña no volcánica más grande según el área base (311 km²).
Se pueden tener en cuenta otras referencias: al referirse a la base de la montaña, es decir, al desnivel o caída vertical, el Nanga Parbat (unos 7000 m en comparación con el valle del Indo, distante 25 km), el Denali (unos 5500 m) o el Kilimanjaro (4800 m a 5200 m) son particularmente notables.
Tampoco las más altas sobre el nivel del mar son los picos más alejados del centro de la Tierra, porque la figura de la Tierra no es esférica. El nivel del mar más cerca del Ecuador está varios Kilómetros más alejado del centro de la Tierra. La cumbre del Chimborazo, la montaña más alta de Ecuador, generalmente se considera el punto más alejado del centro de la Tierra, aunque la cumbre sur de la montaña más alta de Perú, Huascarán, es otro pretendiente. Ambas tienen elevaciones sobre el nivel del mar con menos de 2 km que la del Everest.

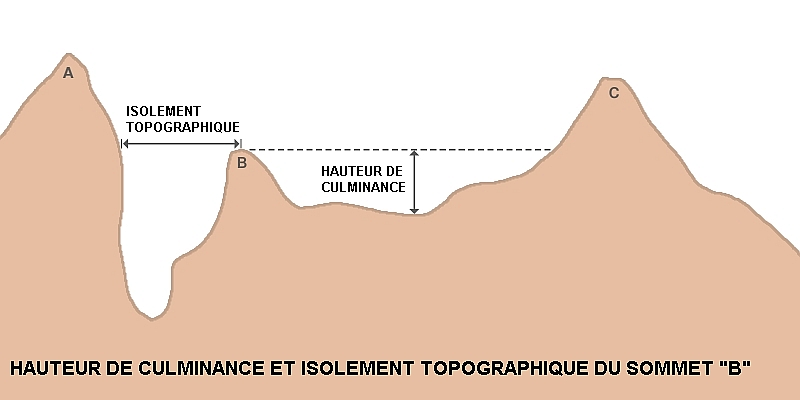
Diagrama que representa la prominencia y el aislamiento topográfico.

La noción de altura relativa o prominencia topográfica se desarrolló para tener en cuenta la importancia del relieve. Esbozada en la década de 1920 por John Rooke Corbett para las alturas de Escocia, se normalizó a partir de la década de 1960. Corresponde a la diferencia de altitud entre una cumbre dada y la cabalgamiento o puerto más alto para alcanzar un pico aún más alto. Según esta definición, las diez cumbres más prominentes del mundo son, en orden, el Everest, el Aconcagua (6962 m), el Denali (6138 m), el Kilimanjaro (5885 m), el pico Cristóbal Colón (5509 m), el monte Logan (5250 m), el pico de Orizaba (4922 m), el macizo Vinson (4892 m), el Puncak Jaya (4884 m) y el Elbrus (4741 m).
El aislamiento topográfico es la distancia que separa un vértice del punto más cercano con elevación superior o igual. Así, los diez picos más aislados del mundo son el Everest, el Aconcagua (16 520 km), el Denali (7451 km), el Kilimanjaro (5562 km), el Puncak Jaya (5264 km), el macizo Vinson (4911 km), el monte Orohena (4133 km), el Mauna Kea (3947 km), el Gunnbjörn (3254 km) y el monte Aoraki/Cook (3140 km).

#### Relieves extraterrestres
La montaña más alta que se conoce con precisión en el Sistema Solar es el Olympus Mons, un volcán en escudo localizado en el planeta Marte con 21,2 km de altitud y 80×60 km de caldera, y con un diámetro de 600 km. Los otros planetas telúricos también presentan formaciones montañosas: en Venus, los Maxwell Montes de origen tectónico culminan en el Skadi Mons, a 10,7 km de altitud por 6,4 km de anchura; y en Mercurio, los Caloris Montes, que se elevan a menos de 3 km de altura como resultado de un impacto. Lo mismo ocurre en muchos satélites y planetas menores. Así, en (4) Vesta, el pico central de Rheasilvia se eleva unos 22 km sobre el fondo de un cráter de impacto, una altura comparable a la del Olympus Mons, pero con mucho la más alta del Sistema Solar en relación con el diámetro de su astro. La cresta ecuatorial de Japeto, cuyo origen es incierto, tiene unos 20 km de altura. El punto culminante de Io está en los Boösaule Montes, de origen tectónico, que tienen unos 18 km de altura. En Mimas, el cráter de impacto Herschel también tiene un pico central que alcanza los 7 km de altura. La cima más alta de la Luna, el Mons Huygens, en los Montes Apenninus, tiene 5,5 km.
Varios astros en el Sistema Solar tienen formaciones con el aspecto de montañas, pero que están constituidas de hielo, llamadas criovolcanes, ausentes en la Tierra. Entre los candidatos a este proceso están el Ahuna Mons, en Ceres, el Doom Mons en Titán y posiblemente algunos relieves de Plutón.

Montañas notables del sistema solar
Diagrama de dimensiones comparativas del Olympus Mons con las montañas más altas de la Tierra: el Mauna Kea y el Everest
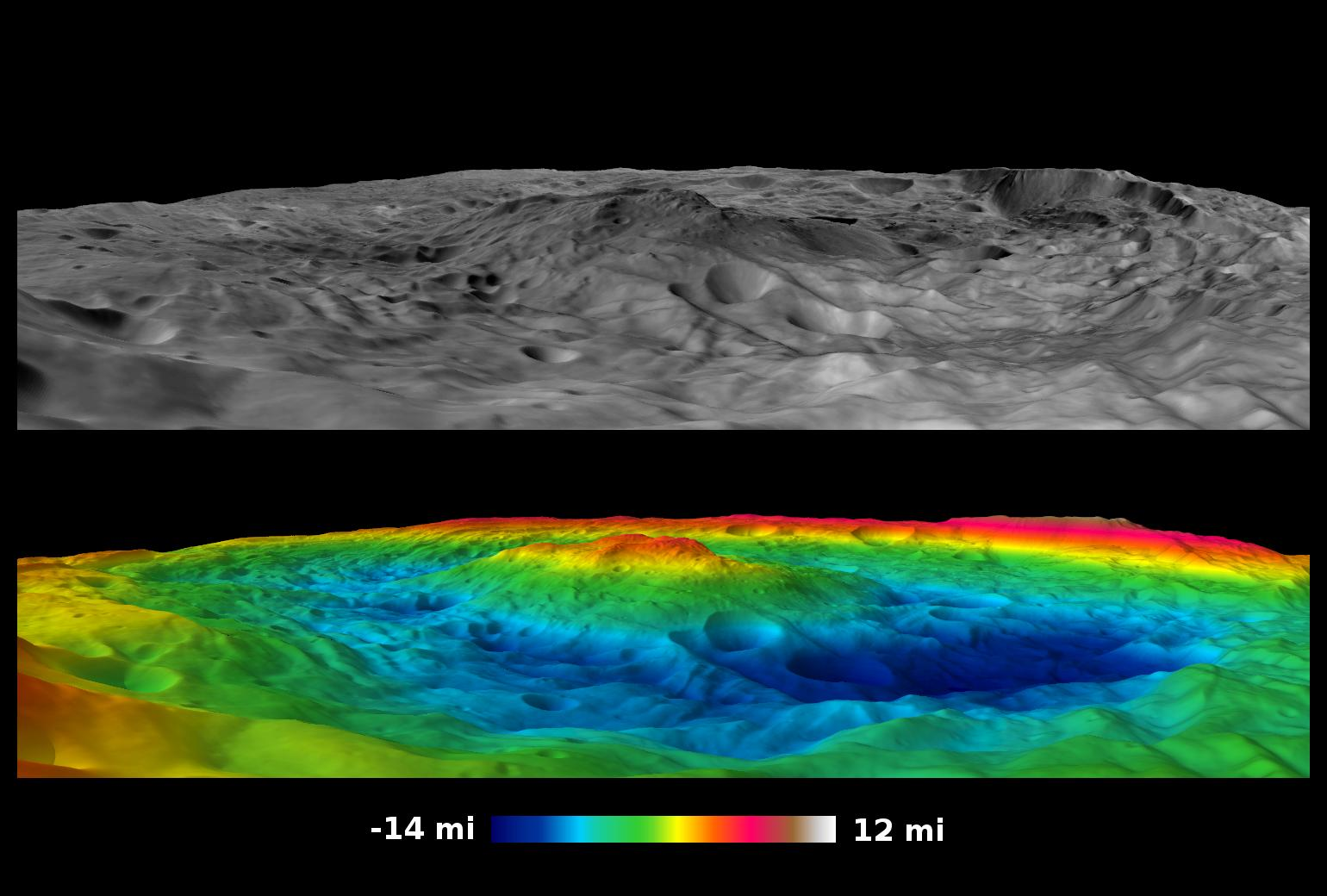
Imagen de síntesis en vista oblicua de Rheasilvia, en (4) Vesta
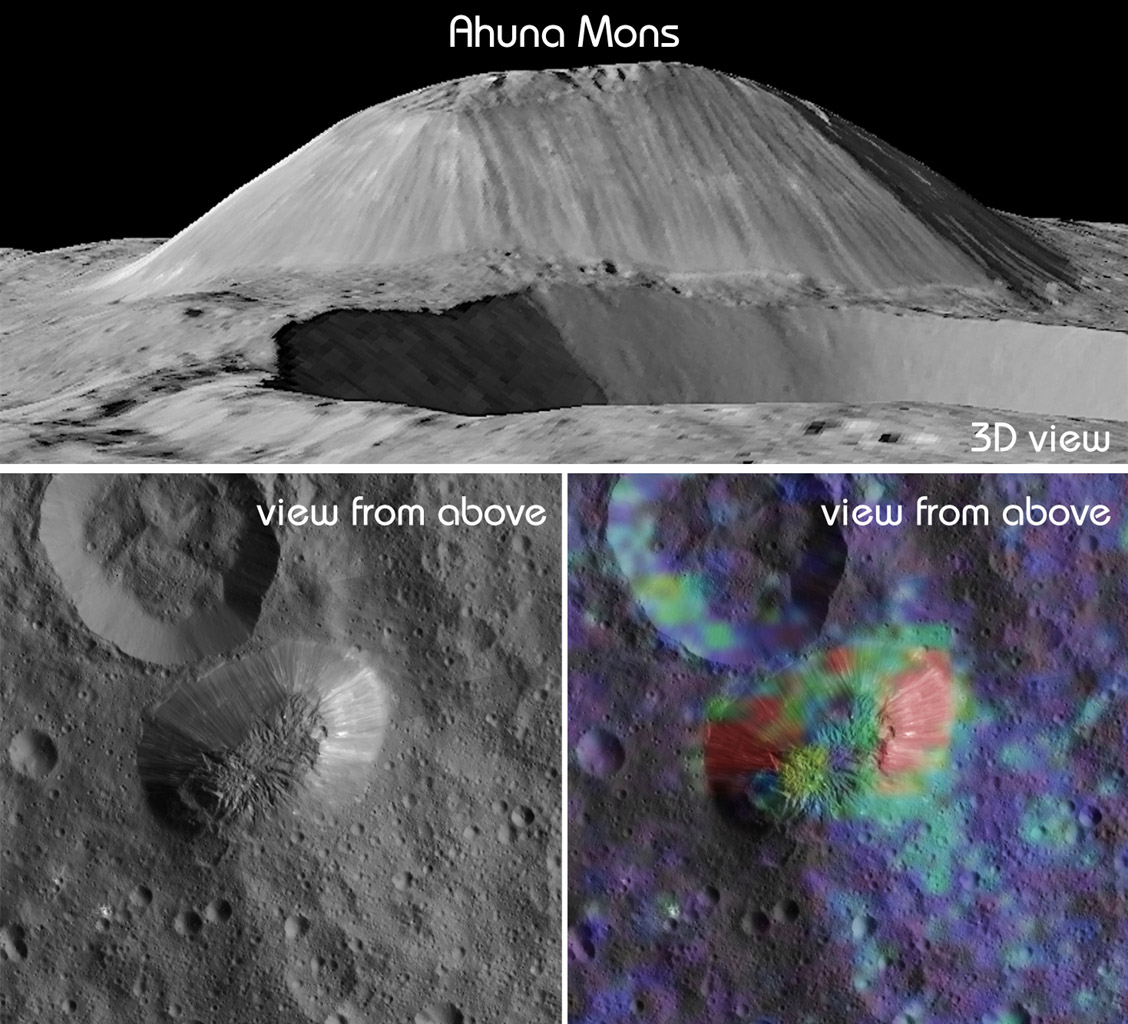
Vista del Ahuna Mons, en Ceres
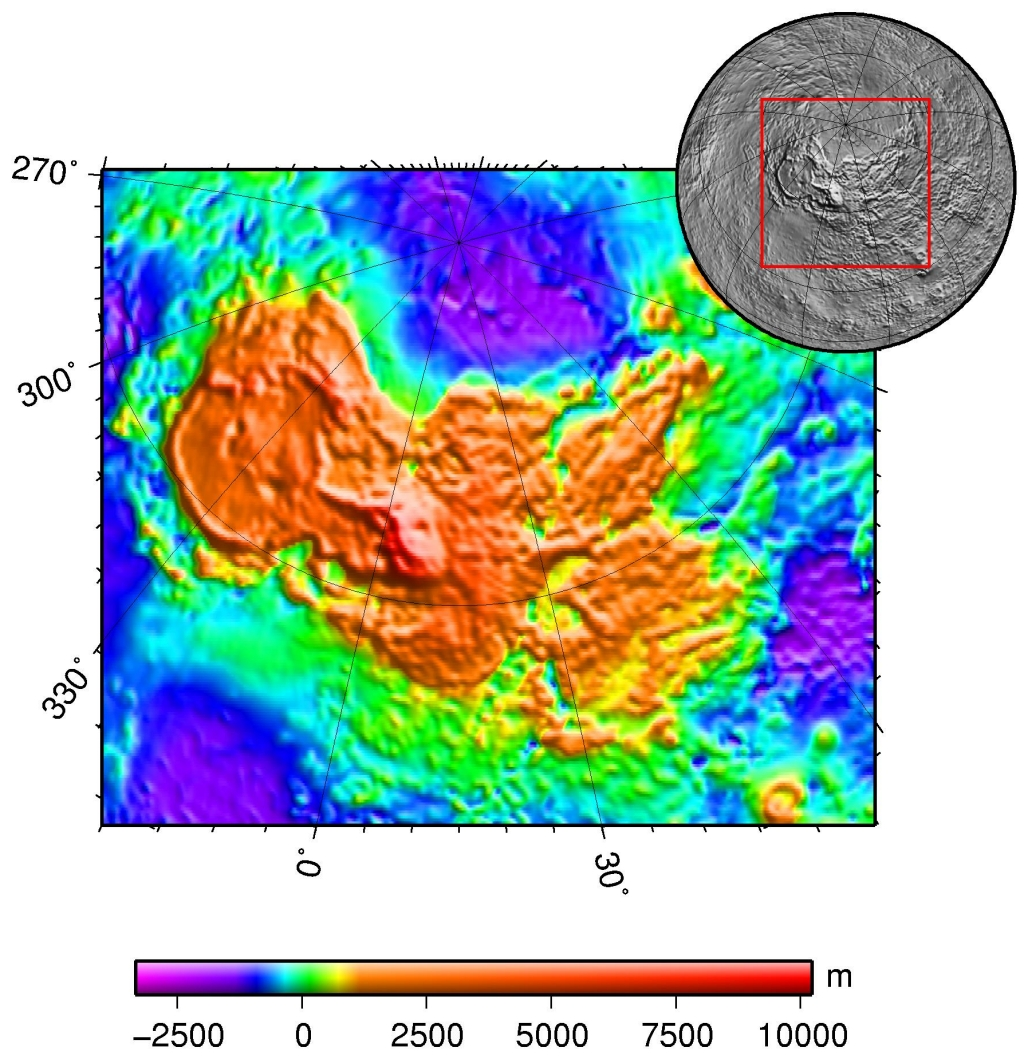
Imagen generada por computadora de Ishtar Terra, con los Maxwell Montes cerca del centro, en Venus
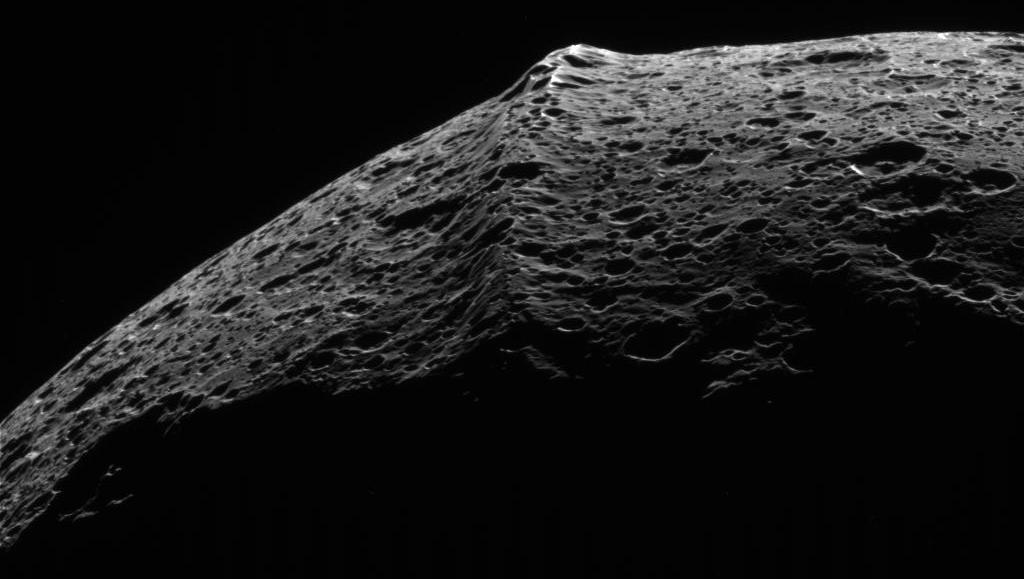
Vista de primer plano de la cresta ecuatorial de Japeto

### Hidrografía

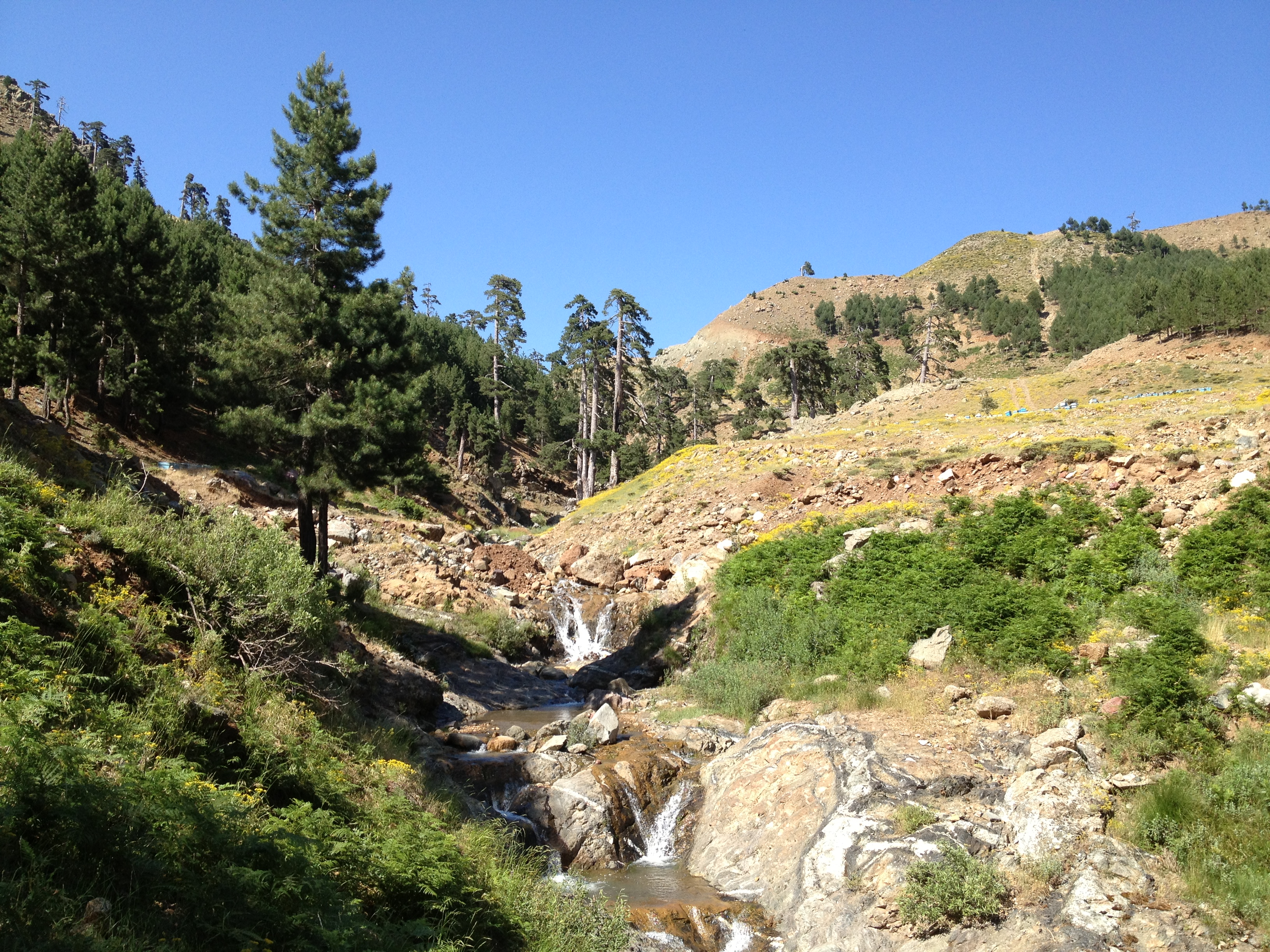
Vista del torrente Acısu en el macizo del Antitauro, en el sur de Turquía, en el límite entre las zonas de producción (graveras en el fondo) y de transporte (cuvetas en primer plano).

Las montañas son importantes recursos de agua dulce, debido a la precipitaciones que caen sobre ellas, a los mantos de nieve e incluso a los glaciares que se pueden formar allí y que constituyen un almacenamiento en forma sólida, lo que permite una regulación del caudal de los ríos hacia la llanura, Todos los grandes ríos se originan en las tierras altas. Es por eso que las montañas se consideran «castillos de agua».
El agua de las montañas fluye hacia las llanuras a través de la red fluvial y de las capas de agua subterránea. En las partes más altas y más empinadas, discurre a través de los barrancos, y los torrentes arrancan los sedimentos por erosión al nivel de la «zona de producción». El bloqueo y después la purga de los canales provoca un flujo de escombros que dejan aparecer la roca del lecho. En la parte intermedia se encuentra la «zona de transporte», que brota entre las rocas, formando cuvetas y pequeñas cascadas en «escalones». Al nivel del piedemonte se encuentra la «zona de depósito», con la pendiente más baja pero de mayor anchura, lo que permite la sedimentación.
Más de la mitad de la población mundial depende de esta agua; en zonas áridas y semiáridas, esta proporción se eleva a alrededor del 90 %. Por ejemplo, los diez ríos más grandes en el área del Hindú Kush–Himalaya abastecen ellos solos las necesidades de agua dulce del 20 % de la población mundial; el monte Kenia, solamente, también suministra agua a siete millones de personas.
Sin embargo, el cambio climático puede estar alterando los patrones de precipitación, incluida su distribución estacional y las capacidades de control del ecosistema. El retroceso de los glaciares reduce la capacidad de almacenamiento en agua dulce. Además, la explotación de áreas montañosas, particularmente a través de la deforestación, debilita su ecosistema y promueve la escorrentía de la superficie que entraña deslizamientos de tierra e inundaciones. A la inversa, la irrigación y la retención de agua para la hidroelectricidad aguas arriba contribuyen a las sequías aguas abajo.·

### Origen de las montañas

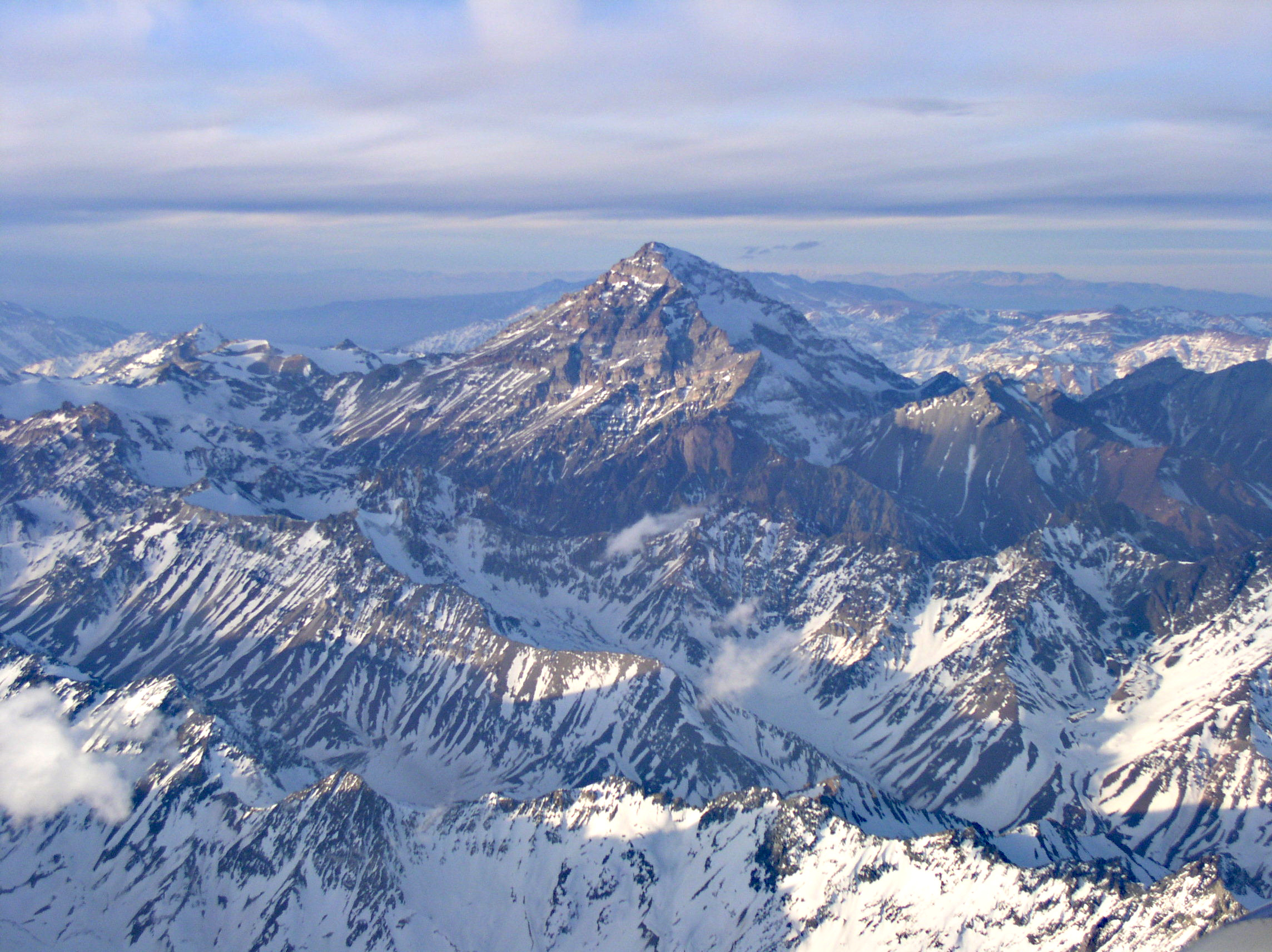
El Aconcagua (6960,8 m s. n. m.), en los Andes, es la montaña más alta del planeta fuera de Asia.

El origen de las montañas está en fuerzas endógenas, posteriormente modificadas por factores exógenos, como la erosión. Las orogénesis — (ὄρος/óros, lit., 'montaña' + γένεσις/génesis, lit., 'origen', esto es, 'origen de las montañas') que han dejado más huellas en el relieve y en la configuración actual de los continentes derivan del plegamiento herciniano, en la Era Paleozoica, y del plegamiento alpino, en la Era Cenozoica. En el Período Cuaternario las glaciaciones han erosionado las cadenas montañosas, dando lugar a muchos de los paisajes montañosos característicos. Un ejemplo de formación montañosa terciaria es la cordillera de los Andes.
En la historia de la Tierra ha habido al menos tres grandes períodos de formación de montañas:
- la orogenia caledoniana, cuyos relieves montañosos se formaron hace 400 millones de años, como sucede en Escocia (cuyo nombre latino era el de Caledonia), cuyo pico más elevado es el Ben Nevis.
- la orogenia herciniana, con relieves que se formaron hace 270 millones de años, como por ejemplo, los Urales (con el pico Narodnaya, de 1 873 m s. n. m.), entre Europa y Asia, y los Apalaches (con el Monte Mitchell, de 2 025 m s. n. m.), en Norteamérica.
- la orogenia alpina, con relieves montañosos elevados formando largas cordilleras, volcánicas o no, que se formaron hace unos 35 millones de años, como sucede en los Alpes, en Europa, y el Himalaya, en Asia. Son los relieves más jóvenes y muchos de ellos todavía se están levantando, resultando además que la erosión ha actuado sobre ellos durante menos tiempo, por lo que las montañas alpinas presentan las mayores alturas del relieve terrestre. Ejemplos representativos de este tipo de montañas son el Mont Blanc, de 4810 m s. n. m., y el Everest, de 8848 m s. n. m.

#### Procesos orogénicos

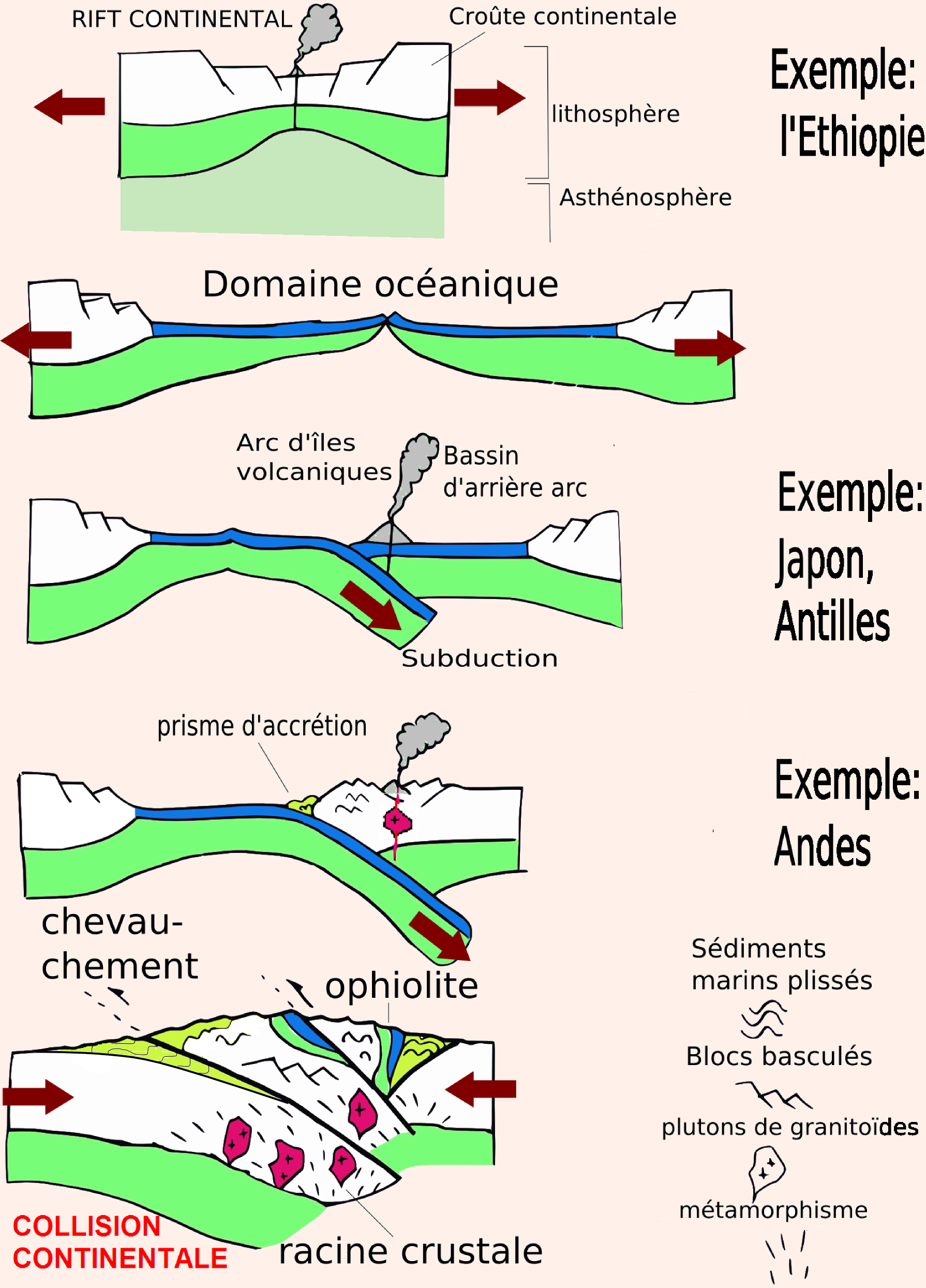
Modelado esquemático de un ciclo orogénico.

Los procesos de formación de los conjuntos montañosos implican frecuentemente movimientos tectónicos. Varios tipos de orogénesis derivan de ellos. Las fuerzas involucradas modifican el equilibrio gravitatorio por desplazamiento de las masas rocosas y afectan al geoide terrestre.
Cuando la litosfera continental se fragmenta y las dos placas comienzan a divergir, la extensión de la corteza hace que aparezcan fallas normales en el zócalo. A nivel de la corteza continental, son lístricos y compartimentan la base del zócalo en bloques basculados. La arista más alta del bloque, directamente debajo del borde de la falla, constituye la cresta de la formación montañosa, generalmente con una vertiente más pronunciada que la otra debido al ángulo de inclinación (buzamiento). Este relieve en hemigraben se observa a nivel de los rifts continentales, por ejemplo a lo largo del Gran Valle del Rift, y en los márgenes continentales pasivos. Con la aparición de la litosfera oceánica, las rocas magmáticas remontan a la superficie y forman una dorsal.
Cuando dos placas convergen, la litosfera oceánica, más densa, se hunde según un plano inclinado bajo la litosfera continental al nivel de la zona de subducción. Las rocas sedimentarias de la placa oceánica se comprimen en el borde de la placa superpuesta en el prisma de acreción, mientras que la corteza continental se espesa hasta formar una cordillera y las rocas de la litosfera oceánica, sumergidas en profundidad, se transforman en magma bajo los efectos de la temperatura y de la presión y después remontan por infiltración a la superficie para dar nacimiento a un arco volcánico, como en la cordillera de los Andes. En el caso de una convergencia entre dos placas oceánicas, se establece un arco insular a lo largo de la fosa oceánica, como el de las islas Aleutianas. El volcanismo asociado con una subducción suele ser explosivo. Se encuentra en una gran parte del Anillo de Fuego del Pacífico.
Si el océano se cierra por completo, la convergencia provoca una colisión continental manifestada por la creación de una cadena montañosa por plegamiento y encabalgamiento de una placa sobre la otra. El zócalo continental está atravesado por fallas inversas. Las rocas por encima del zócalo se desprenden y son acarreadas. Los bloques previamente inclinados son sobreelevados. El acortamiento horizontal de la corteza terrestre provoca su engrosamiento vertical, tanto hacia arriba como hacia abajo. La fusión parcial de las rocas en profundidad produce intrusiones de granito. El cinturón alpino está esencialmente relacionado con este proceso de colisión y plegamiento. A lo largo de los márgenes deslizantes, las tierras a ambos lados de la falla transformante se yuxtaponen, deforman y levantan por fricción entre las dos placas.

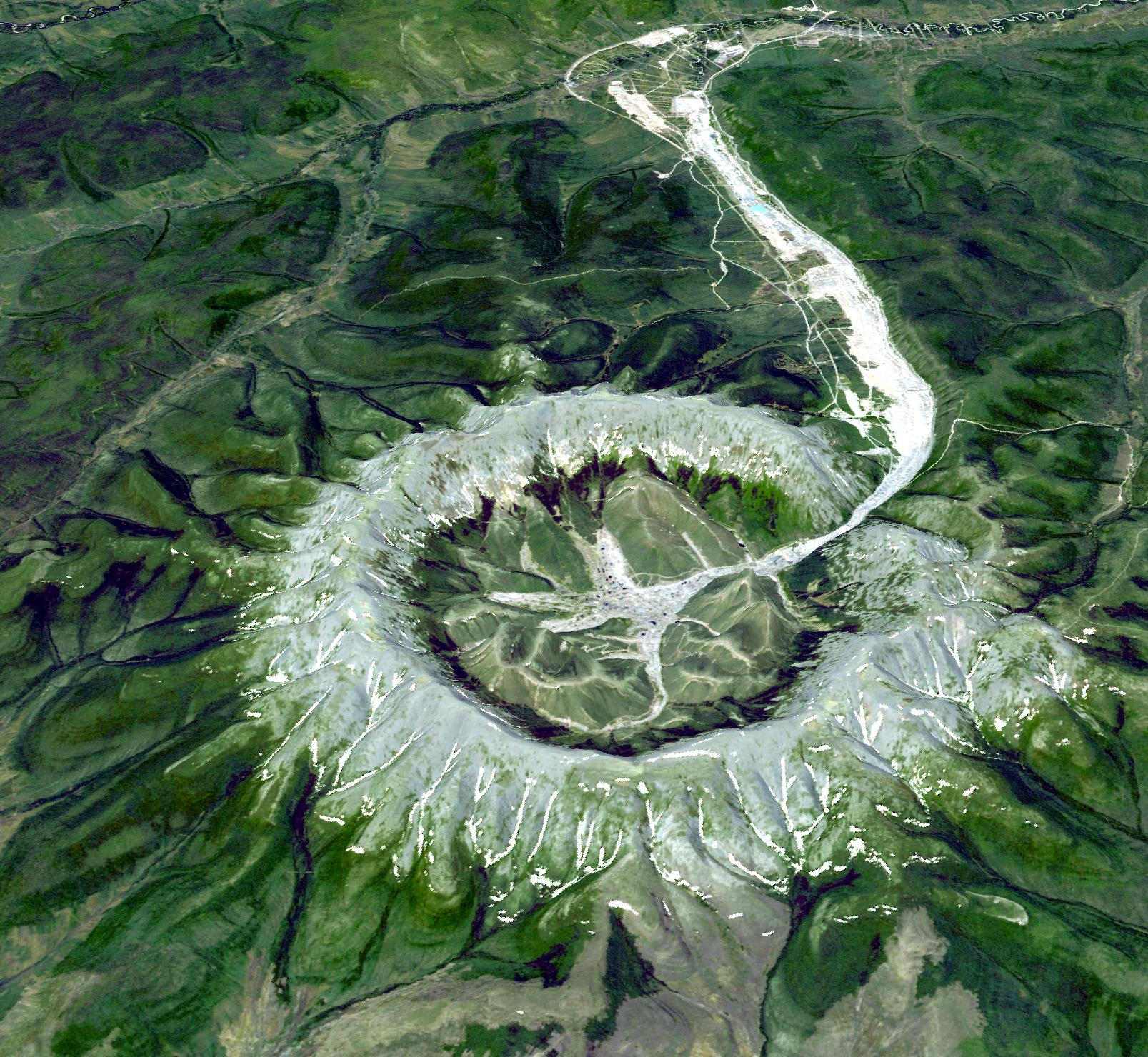
Representación 3D desde el sureste del macizo Kondyor (en el Krai de Jabárovsk, Rusia), constituido por un dique

Una pluma mantélica es una elevación de rocas muy profundas llegadas desde el manto terrestre. Serían el origen del volcanismo de punto caliente, que generalmente es efusivo. Con el desplazamiento de las placas tectónicas sobre el penacho, que permanece fijo, las rocas magmáticas forman cadenas montañosas. La cadena de montes submarinos Hawái-Emperador (de 5800 km) es un buen ejemplo. En el medio continental, este volcanismo puede provocar efusiones colosales de lava llamadas traps, como las traps del Decán en el momento del paso del subcontinente indio sobre el punto caliente de La Réunion.
Cuando durante uno de estos procesos el magma queda atrapado profundamente, se forma un plutón. Su intrusión en la corteza terrestre puede tomar la forma de un batolito, de un lacolito, de un sill, de un dique o de un neck. Luego puede deformar las capas superiores de la corteza continental, pero el relieve se revela principalmente por la erosión que conduce a la limpieza de las tierras circundantes; siendo las rocas que los forman más resistentes, puede aparecer como una formación montañosa. A veces aislada, puede presentarse como un inselberg. El macizo de Brandberg, por ejemplo, presenta muchas de estas características.
Otro fenómeno de levantamiento es causado por la isostasia, que no es estrictamente hablando un proceso de orogénesis; se califica como epirogénesis (literalmente 'nacimiento de tierra seca' o de 'tierra continental'.) Es causada por la erosión, un poderoso agente de distribución de masa o por un rebote postglaciar. En ambos casos, la corteza continental se aligera y sufre una compensación vertical ascendente, llamada anteclisa, de la parte de la litosfera. Si la relación entre la erosión de las cumbres y la erosión de los valles es positiva, las cimas ganan en altitud. Los Alpes escandinavos han sido considerablemente realzados y rejuvenecidos por este proceso.
Otros fenómenos más marginales pueden dar lugar a relieves de colinas,como las morrenas dejadas por los glaciares después de su retiro, como la morrena de Oak Ridges en América del Norte o la cordillera lacustre del Báltico en Europa. Lo mismo ocurre con los cráteres de impacto, que pueden presentar un pico central y sus bordes escarpados, como en el caso del cráter de Steinheim, asociado con el evento del Ries, y a veces múltiples anillos como el domo de Vredefort, el cráter más grande conocido en la Tierra (patrimonio de la Humanidad desde 2002).

#### Erosión y desaparición

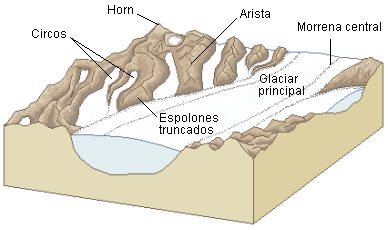
Croquis simplificado de un paisaje de montaña glaciar.

La erosión es un factor mayor en la compensación de la orogénesis. Al reducir la masa superficial de las montañas, participa en el levantamiento de las rocas presentes en profundidad, causando a su vez su erosión. Al nivel de las cadenas montañosas jóvenes, es del orden de 200 m por millón de años, mientras que es cuatro veces más baja de media en el conjunto de los continentes. En ausencia de elevación, todos los relieves de la Tierra se nivelarían en algunas decenas de millones de años solamente con la erosión. Por lo tanto, la compensación isostática es un mecanismo para volver a un estado de equilibrio al eliminar el relieve y la raíz de la corteza
La meteorización de las rocas involucra a varias formas de erosión. Entre las formas mecánicas, la termoclastia contribuye a la fragmentación de las rocas por variaciones de temperatura, y la crioclastia por la intervención además de ciclos de congelación y descongelación. La hidroclastia implica una alternancia de fases de humectación y de desecado de ciertas rocas que son capaces de absorber el agua, lo que finalmente conduce a su desintegración.
La erosión fluvioglaciar, bajo la influencia del propio peso del glaciar que se desliza y desgasta la roca, es responsable de la excavación de los circos y de los valles glaciares en forma de «U», también de la sobreexcavación de los umbilicales, que se llenan con lagos glaciares, y de la formación de picos piramidales o incluso de nunataks. La escorrentía suelta y conduce las partículas a través de los torrentes. La deflación es el fenómeno de la erosión eólica al desnudar el suelo y la corrosión de las rocas. El producto de estas formas de erosión mecánica se transporta por acción gravitacional y se deposita por sedimentación —por ejemplo en forma de morrenas, bloques erráticos, taludes y conos aluviales— y luego se transporta nuevamente hasta los océanos. Como resultado, el Himalaya ha perdido varias veces su volumen actual, transportado principalmente en forma de arenas y limos hasta el golfo de Bengala, que los acumula hasta 3000 km al sur del delta del Ganges con un espesor de hasta 10 km. La principal forma de erosión fisicoquímica, como parte de los procesos de alteración, es la disolución por el agua, que afecta principalmente a la caliza y da lugar a paisajes cársticos.

Formas de erosión glaciar
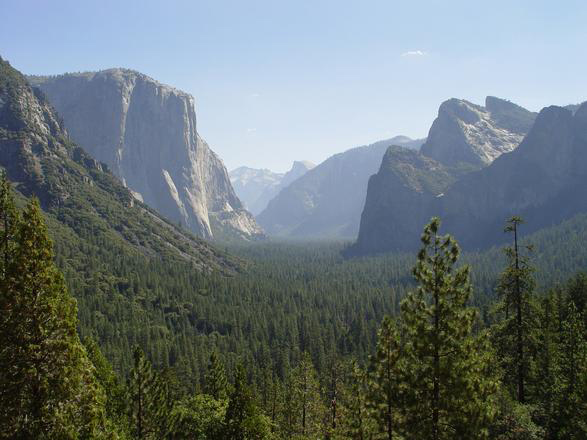
Vista del valle de Yosemite (California), valle glaciar «en U» surcreusée en el Cuaternario: paredes de rocas cristalinas intrusivas cretácicas de varios cientos de metros que dominan el fondo granítico del valle.
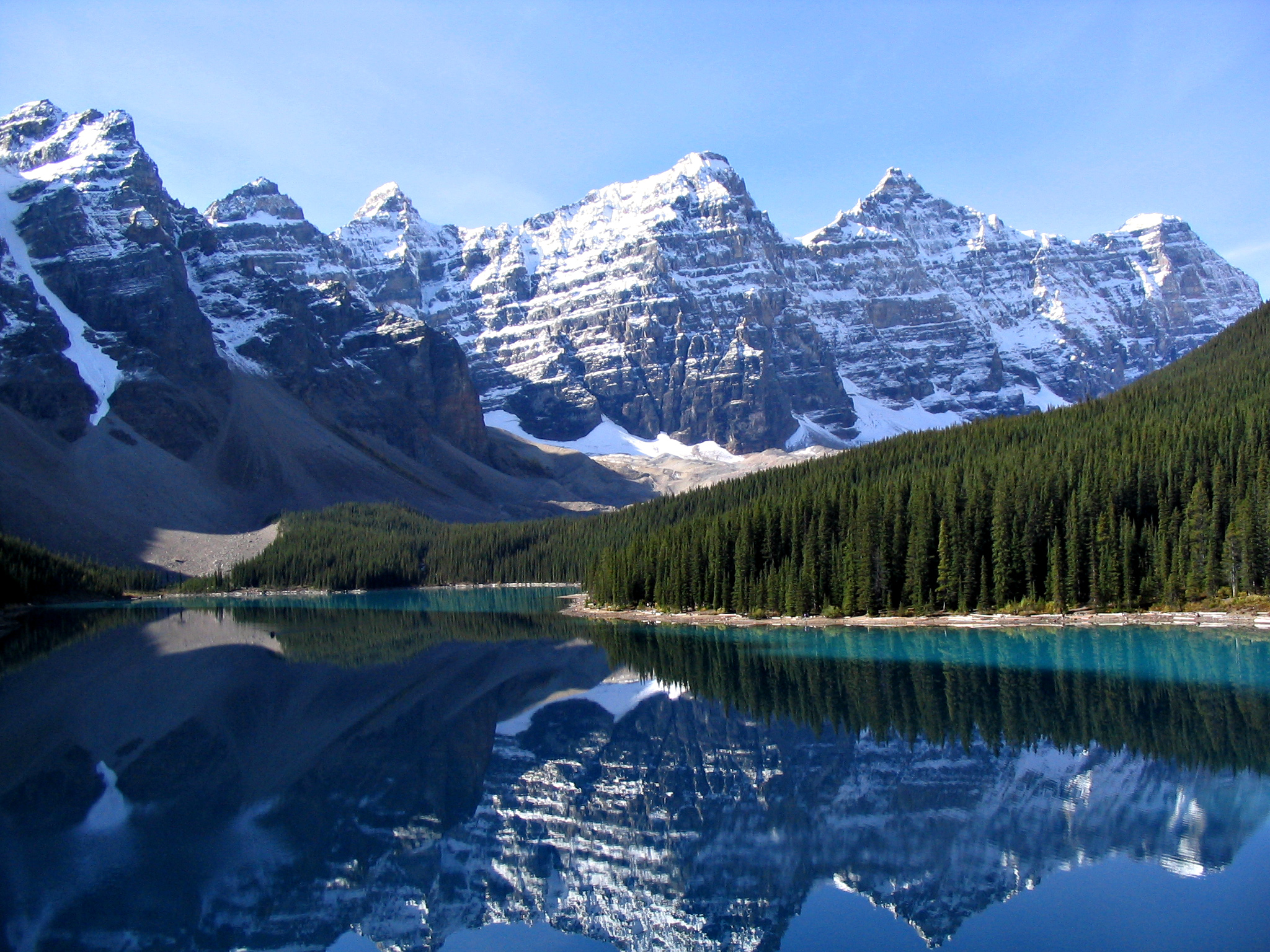
Vista del lago Moraine, en las Montañas Rocosas canadienses: son visibles, al pie de las laderas detrás del lago, taludes (a la izquierda) y morrenas (en el centro).
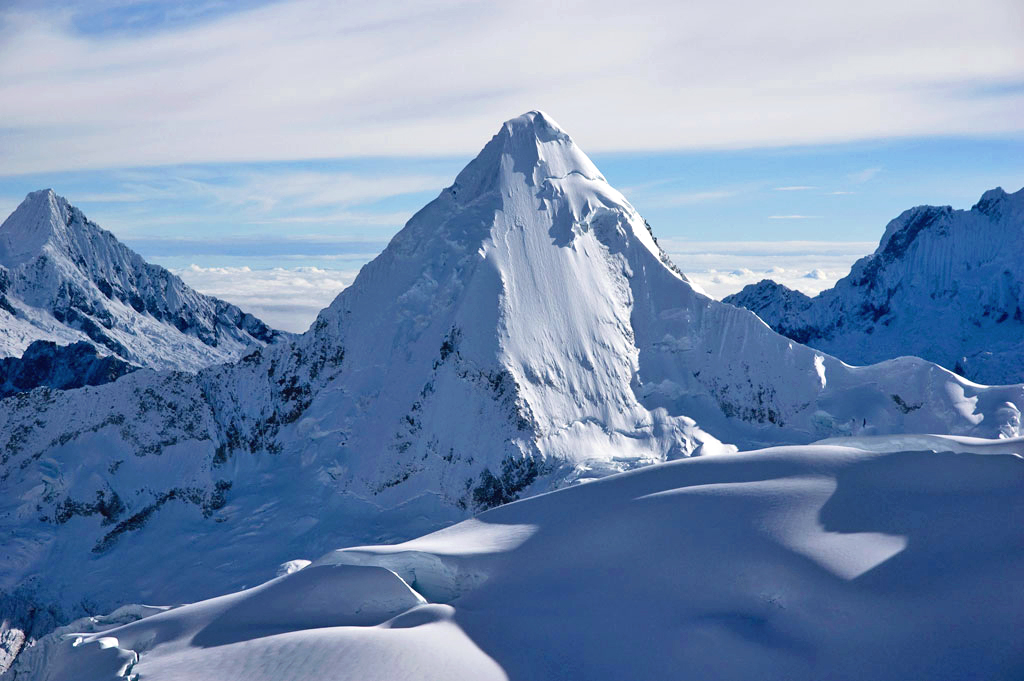
Vista del Artesonraju en Perú: un pico piramidal cubierto de nieve y de glaciares característico de la erosión en la alta montaña
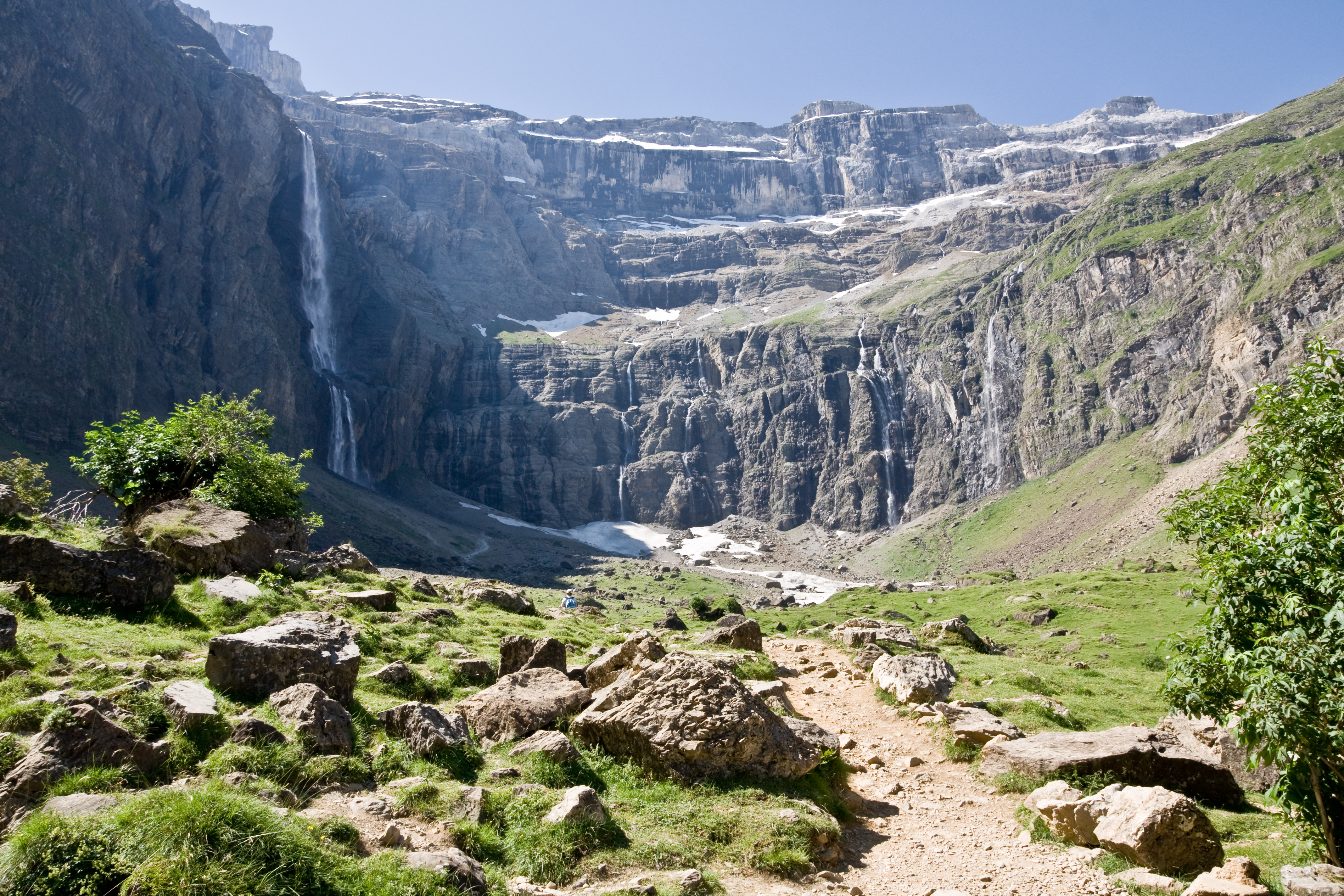
Vista del circo de Gavarnie, circo glaciar donde se precipitan varias cascadas en los Pirineos franceses.
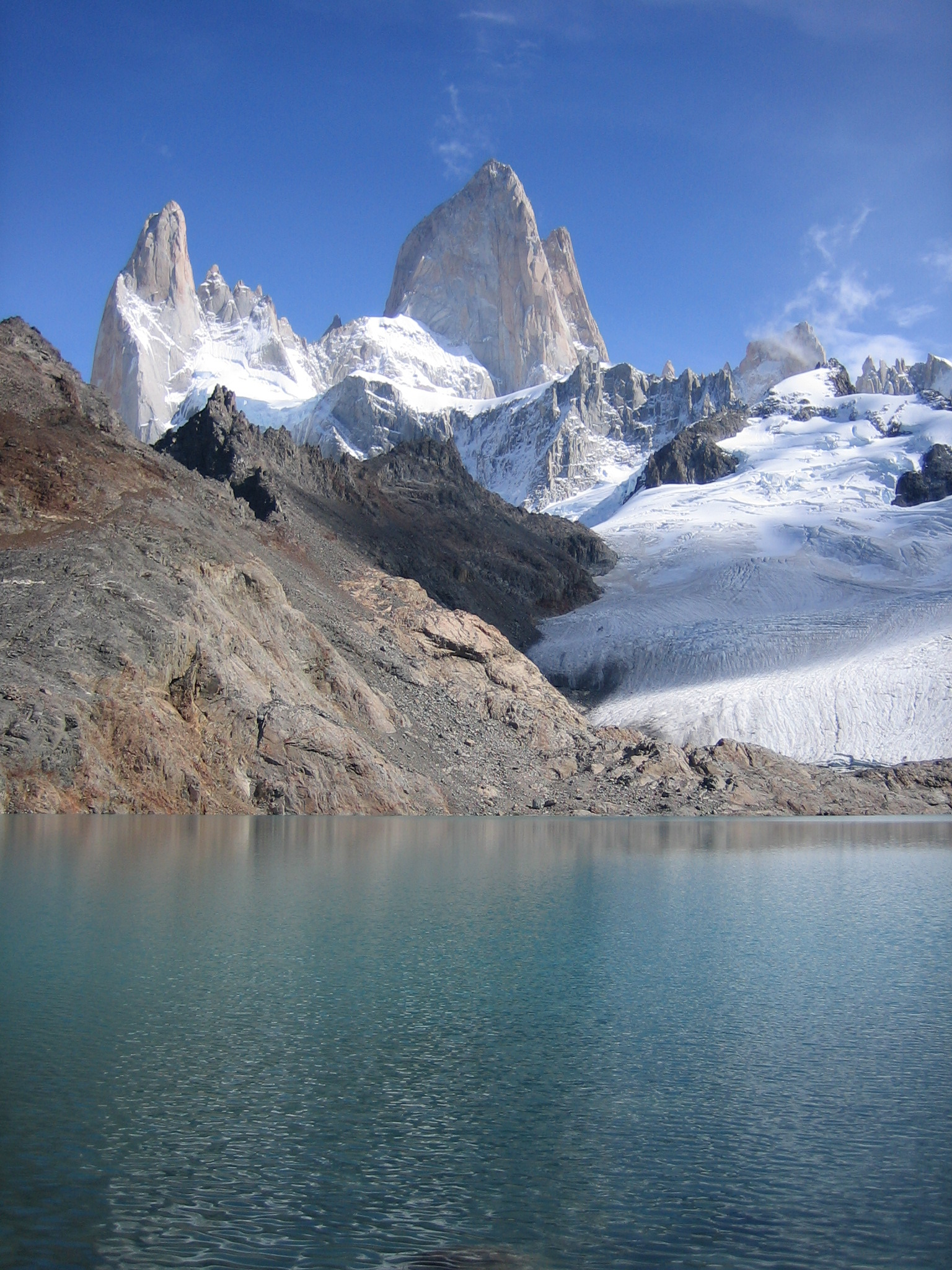
Vista del Fitz Roy, en Argentina, con cumbres aceradas que dominan un glaciar y un lago

Por tanto, los modelos de erosión no explican la rapidez de la desaparición de las cadenas montañosas a pesar de su levantamiento, ni la cantidad menor de la esperada de sedimentos acumulados en las cuencas. Cuando la convergencia tectónica y la colisión continental se ralentizan, se produce un fenómeno de relajación (la tensión horizontal debida a las fuerzas de convergencia cae por debajo de la tensión vertical litoestática), lo que resulta en la extensión y adelgazamiento de la corteza. De hecho, con su engrosamiento previo, la corteza se hace más dúctil por las modificaciones térmicas y físicas que ha sufrido. La subsidencia de los relieves es aún más pronunciada ya que las fallas normales ya atraviesan el centro de las cadenas montañosas. Entre las hipótesis que explican este fenómeno de extensión, llamado «convergencia sincronizada» o «post-orogénica», se incluyen la fluencia con derrame lateral en profundidad, la retirada del panel litosférico hundido, el desprendimiento por convección de la raíz litosférica y el desprendimiento del hundido. Esta extensión se puede ver en los Alpes y en el Himalaya, así como en la provincia geológica de Basin and Range en el oeste de los Estados Unidos.
Una antigua clasificación, derivada del trabajo de William Morris Davis, clasificaba las cadenas montañosas como tectónicamente «activas», las jóvenes que presentan generalmente pendientes fuertes y formas afiladas, e «inactivas», las viejas generalmente con formas más suaves, erosionadas.
Además, algunas erupciones volcánicas son responsables de la destrucción de los volcanes, especialmente las erupciones plinianas, freáticas y freatomagmáticas que tienen los índices de explosividad volcánica más altos. Los más destructivos se llaman «supervolcanes». En caso de vaciado de la cámara de magma, se forma una caldera, una gran depresión de orden kilométrico en el lugar de la cumbre.

Destrucciones eruptivas
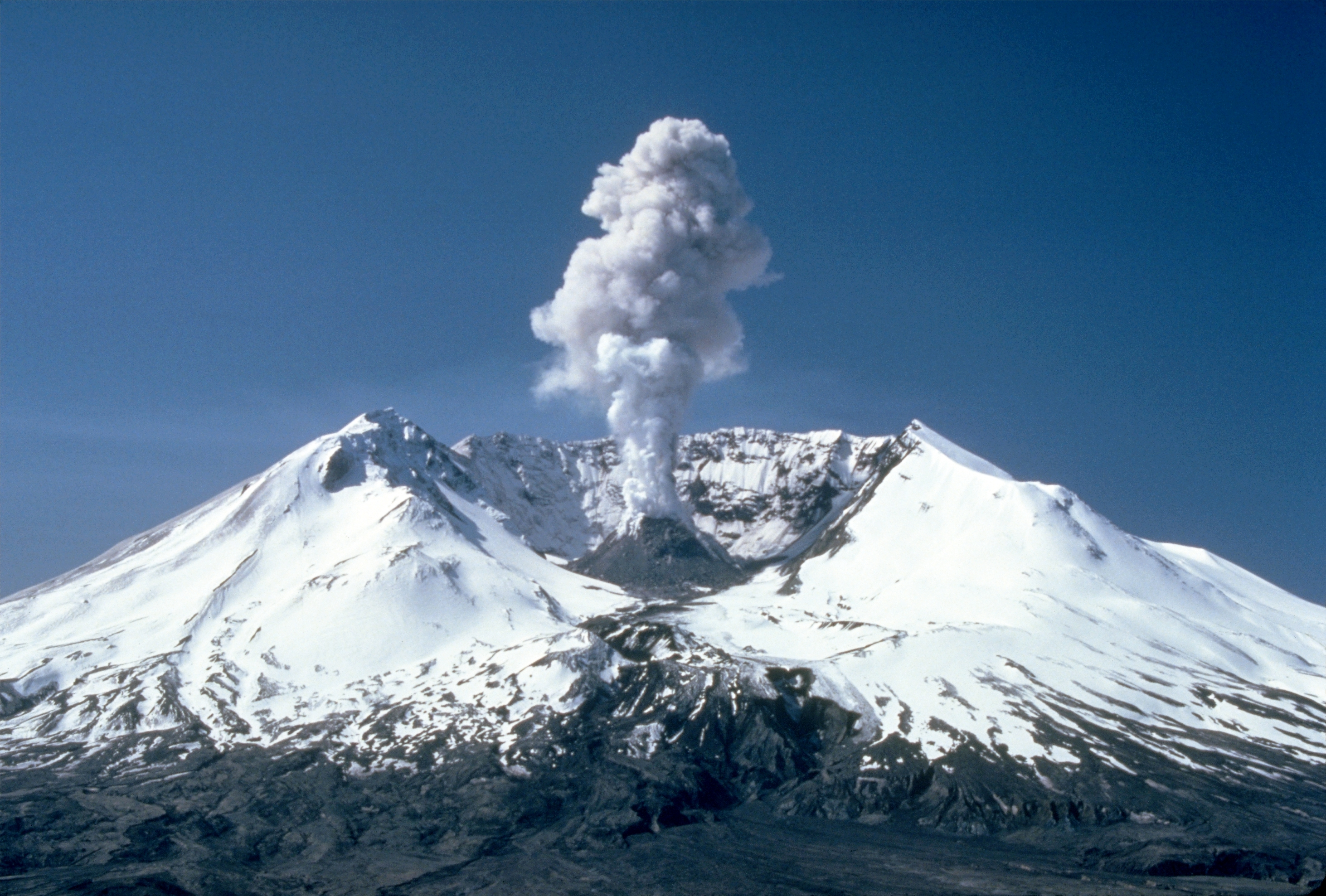
Vista del monte Saint Helens unos meses después de la erupción de 1980 después de haber destripado su cumbre
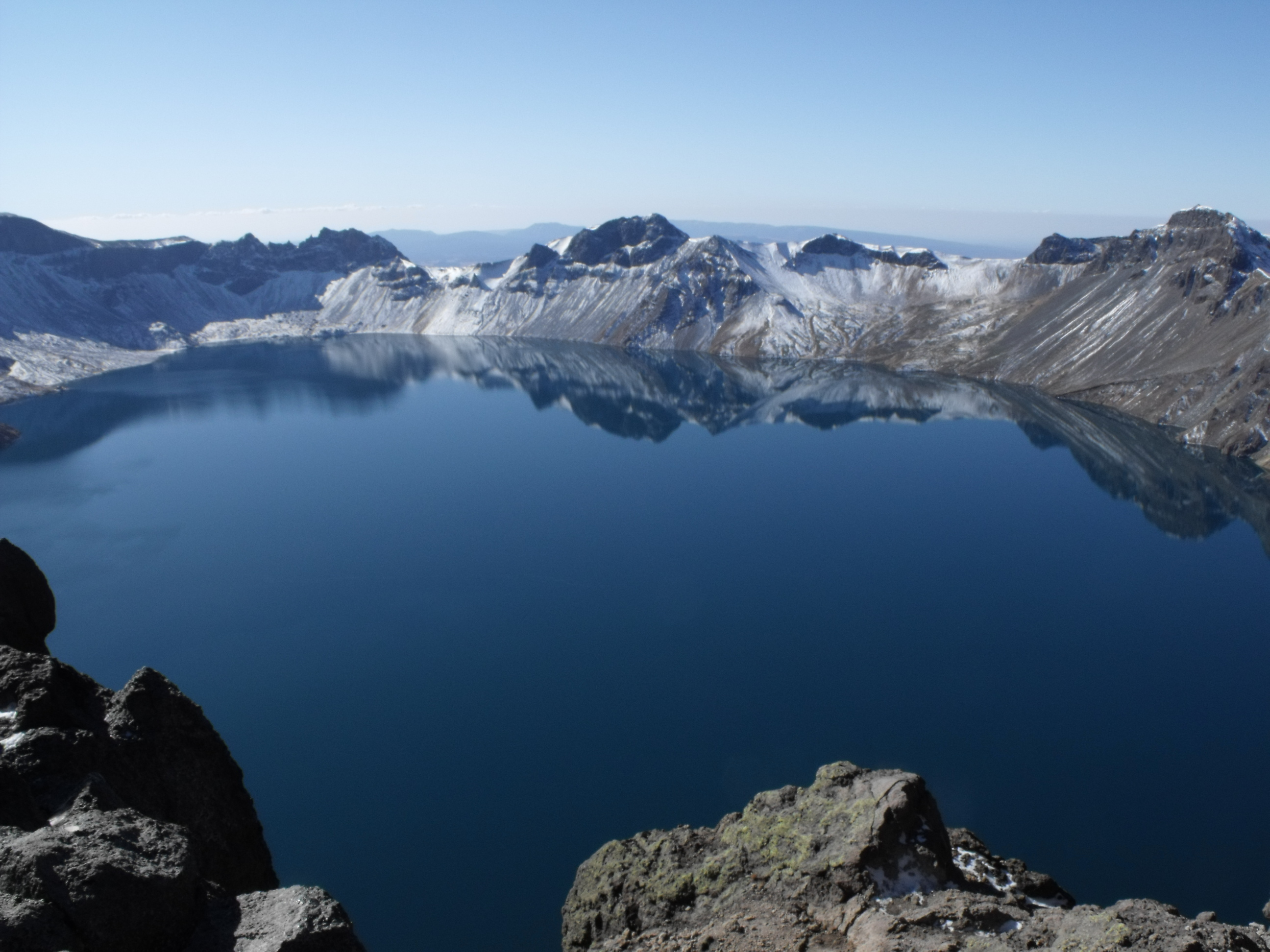
Vista de la caldera del monte Paektu, ocupada por un lago de cráter, entre China y Corea del Norte
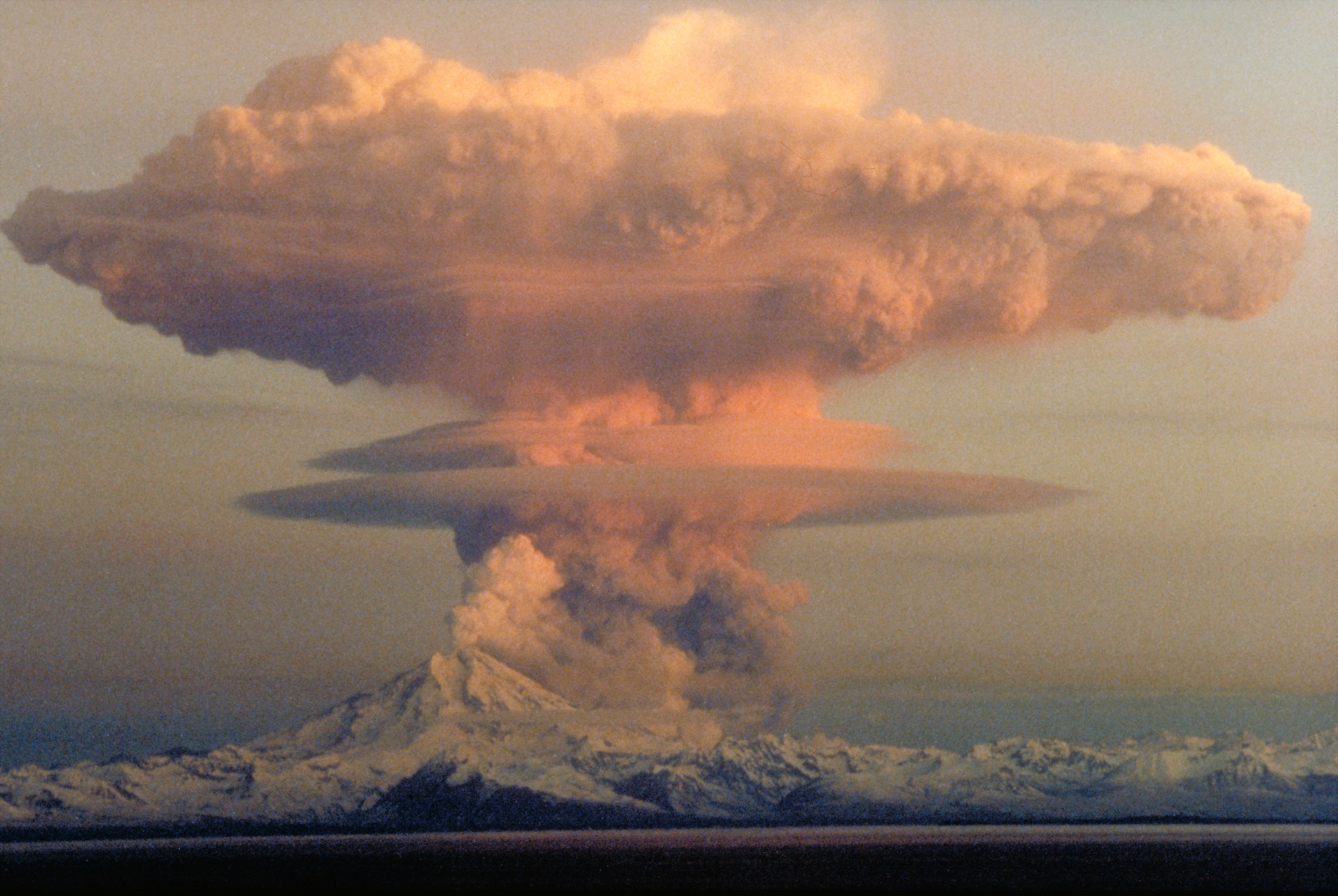
Columna eruptiva del volcán Redoubt, visto desde la península de Kenai (21 de abril de 1990)
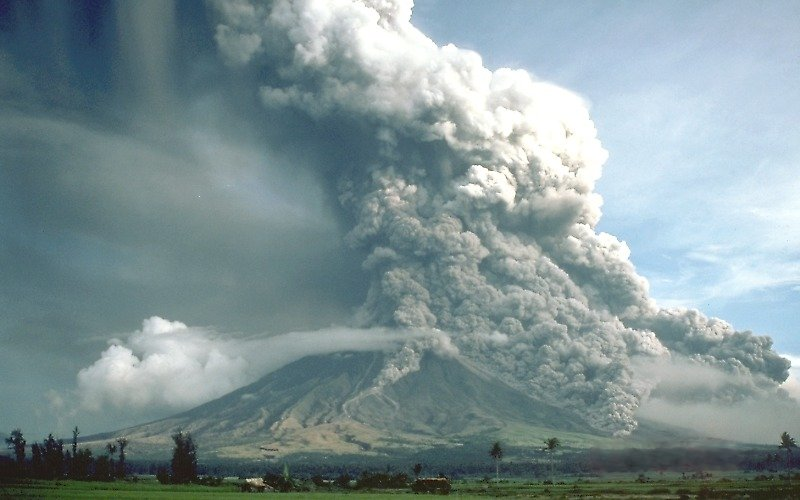
El volcán Mayón, en las islas Filipinas, un estratovolcán que presenta uno de los conos más perfectos del mundo.

#### Petrología

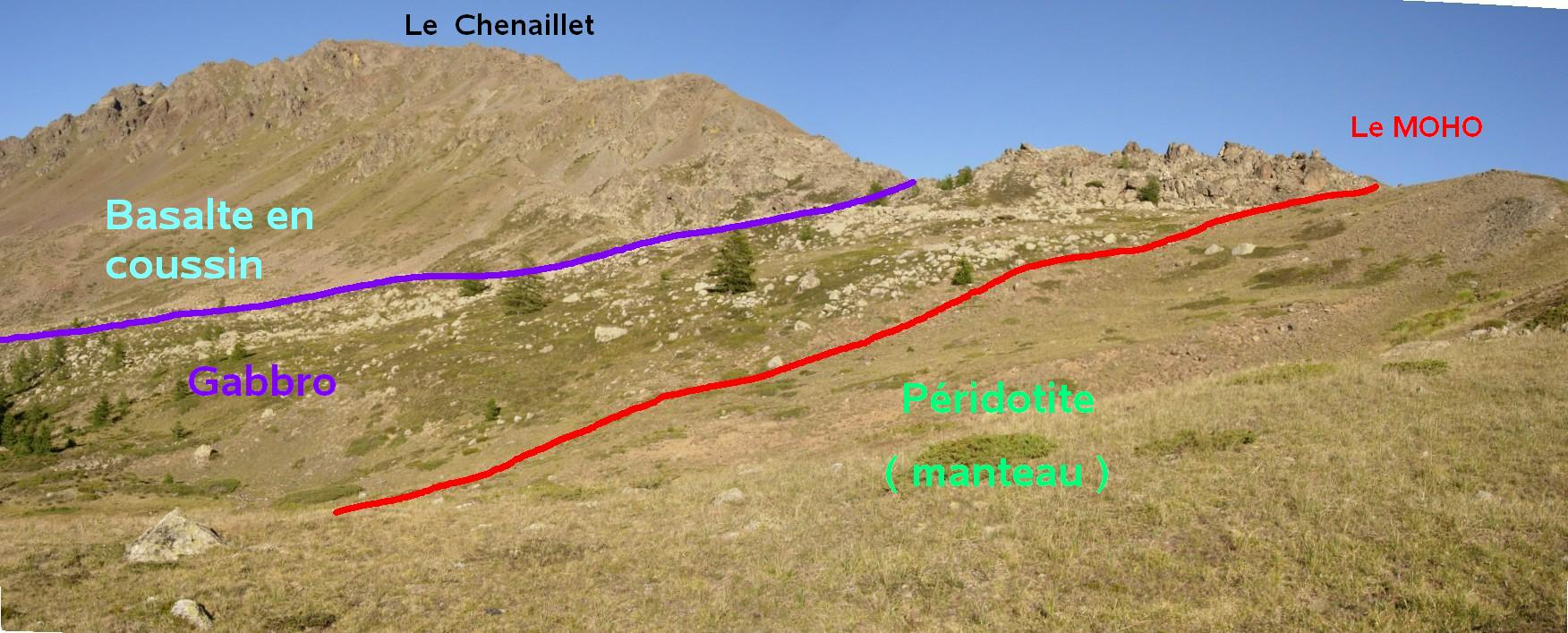
Vista anotada de una secuencia de rocas magmáticas de origen oceánico presente en ofiolita por encima de los 2500 m en el monte Chenaillet.

Debido a la variedad de los procesos de formación, las cadenas montañosas albergan una gran diversidad de rocas pertenecientes a las tres grandes familias: rocas magmáticas, sedimentarias y metamórficas.
Las rocas volcánicas de tipo explosivo, félsicas o intermedias, se encuentran en las cordilleras y en los arcos insulares asociados con las zonas de subducción: son riolitas, dacitas, traquitas, andesitas y fonolitas. Las rocas volcánicas de tipo efusivo, máficas, se encuentran en los volcanes de puntos calientes y en las dorsales mediooceánicas, principalmente de basalto. Las rocas plutónicas son el otro tipo de roca magmática, de tipo intrusivo. Cuando tienen su origen en el manto, equivalente al basalto, forman gabros y peridotitas presentes en las dorsales; en caso de obducción, se pueden encontrar gabros y basaltos en las ofiolitas en las cadenas de colisión. Cuando derivan de la anatexia de la corteza, las rocas plutónicas constituyen granitos, granodioritas, sienitas y dioritas; se encuentran en plutones al final de los procesos de subducción y en las cadenas de colisión, o después de la erosión en las cuencas sedimentarias, en forma de diques y de láminas (o sills).
Las rocas sedimentarias son comprimidas en los prismas de acreción en el frente de las cordilleras, así como en los relieves de pliegues y napas de acarreado de las cadenas de colisión. Las más comunes son las calizas, las dolomitas, las areniscas, las lutitas, las margas, los flysch y las molasas.
Las rocas metamórficas provienen de las rocas sedimentarias o de las magmáticas que han sufrido metamorfismo debido a las condiciones de calor y presión en la corteza terrestre, o a su contacto con el magma. Se encuentran principalmente en las cadenas de colisión, al nivel de bloques basculados que revelan el zócalo. Son principalmente gneis (y ortogneis, salidos del granito o de la riolita, y paragneis, salidos de las margas), anfibolitas (salidas del basalto), serpentinitas (de la peridotita), shales (de la lutita), mármoles (de la caliza y de la dolomita) y cuarcitas (de la arenisca).

### Clima

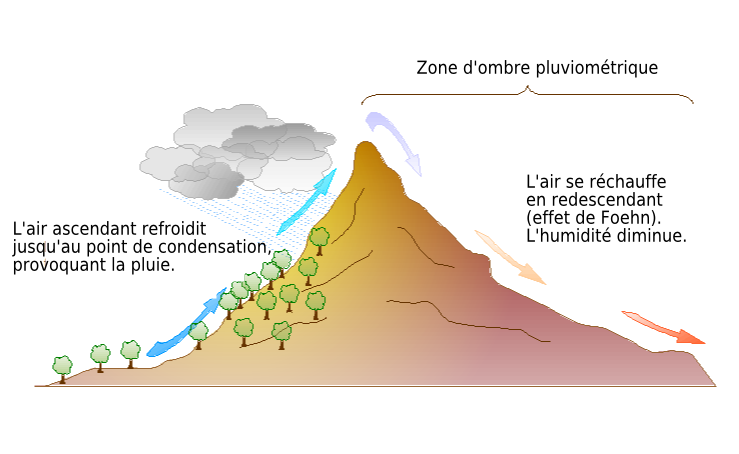
Diagrama de la aparición de una sombra pluviométrica.

Debido al gradiente térmico adiabático, la temperatura del aire disminuye de 0.5 °C a 1 °C cada 100 metros con la altitud, bajo una presión atmosférica normal de aproximadamente 1000 hPa al nivel del mar. La amplitud diaria es mayor, pero la amplitud anual es menor que en las tierras bajas. A veces, principalmente cuando hay un anticiclón, una capa de inversión puede colocarse en su lugar, invittiendo el gradiente de temperatura y atrapando las masas de aire frío en los valles. La diferencia de isolación entre la solana y la umbría crea importantes contrastes térmicos.
Cuando las masas de aire oceánico, cargadas de humedad, se encuentran con un relieve, son obligadas a elevarse por encima de la vertiente al viento y, por relajación, se enfrían, se condensan en forma de nubes espesas, y dan lugar a fuertes lluvias, a veces en forma de nieve. Ocasionalmente, una vez que se franquean las crestas, las masas de aire redescienden por la vertiente de sotavento y se comprimen, creando un efecto foehn. Se recalientan y se secan. La diferencia de precipitación en ambos lados es llamada sombra pluviométrica.
Según la clasificación de Köppen, el clima alpino, como el clima polar, corresponde a zonas donde ningún mes tiene una temperatura promedio superior a 10 °C. Su presencia varía mucho dependiendo de la latitud: en el norte de Suecia, por ejemplo, en el paralelo 68°N, está presente desde los 650 m de altitud, mientras que en el Kilimanjaro, cerca del ecuador, está por encima de unos 4000 m.

### Ecosistema

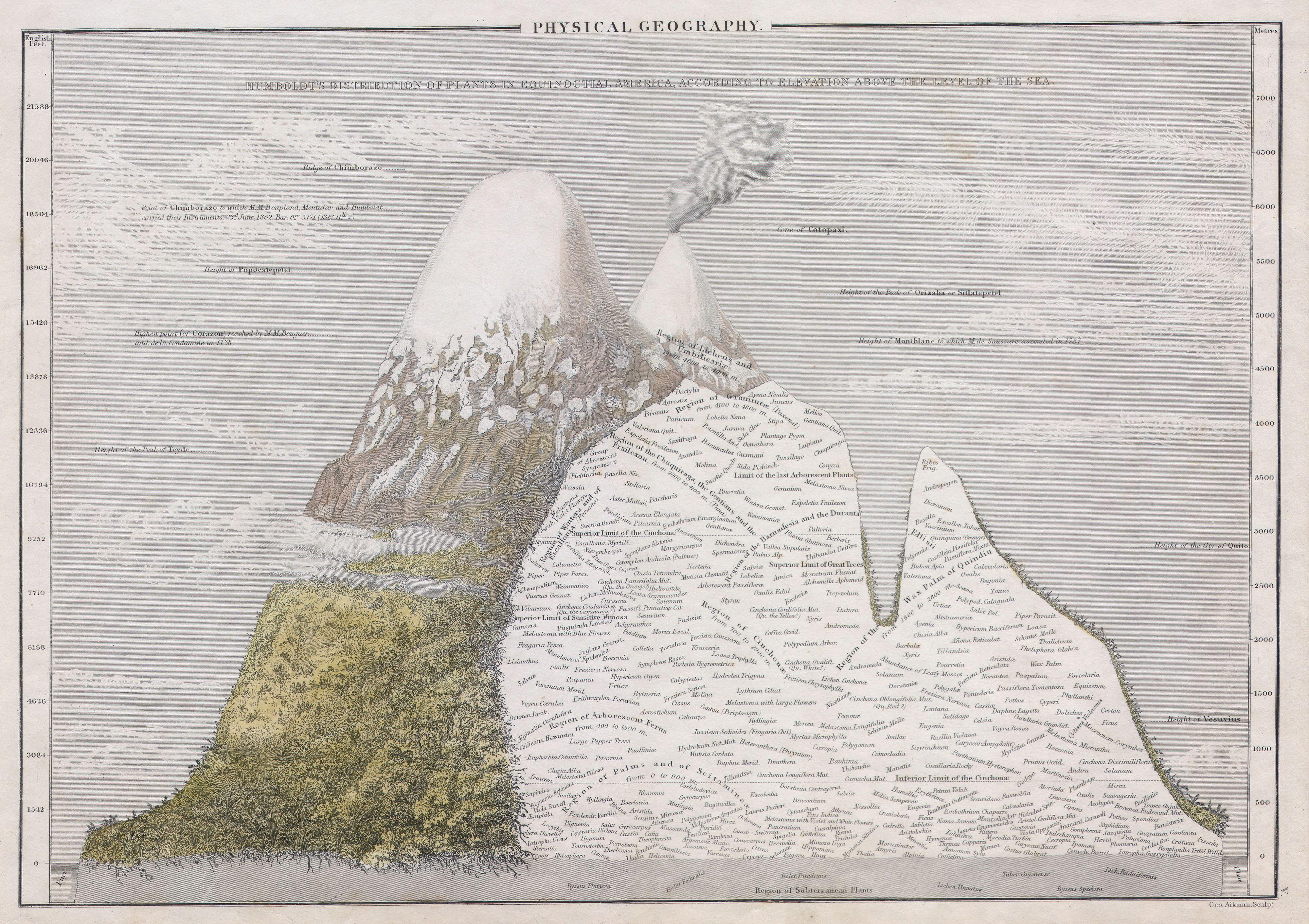
Distribución de plantas en América equinoccial conforme la elevación sobre el nivel del mar, hecha por Alexander von Humboldt.

Debido a la disminución de las temperaturas relacionadas con la altitud, todas las montañas, excepto en las regiones polares, tienen una estadificación altitudinal que les permite albergar ecosistemas específicos. En los pisos inferiores se encuentra una vegetación similar a la del llano circundante pero a medida que se asciende van apareciendo especies más hidrófilas y más resistentes al frío; tras las últimas especies arbóreas aparece la pradera alpina seguida del roquedo e incluso la nieve perpetua. Las especies presentes en cada uno de esos pisos y la altitud a la que están varía según los continentes y también con la latitud. Y también es desigual según si la vertiente está orientada a la solana o a la umbría y si está al viento o a sotavento. De los catorce biomas en los que el WWF clasifica las ecorregiones terrestres, son tres los total o principalmente influenciados por la altitud y el relieve:
- las praderas y matorrales de montaña y sus 48 ecorregiones,[134]
- el bosque templado de coníferas y sus 52 ecorregiones,[135]
- y los bosques de coníferas tropicales y subtropicales y sus 15 ecorregiones.[136]

Distribución de los principales biomas de montaña
Mapa de distribución de praderas y matorrales de montaña
Mapa de distribución de bosques templados de coníferas.
Mapa de distribución de bosques de coníferas tropicales y subtropicales.

Cada ecorregión montañosa presenta una cierta forma de insularización ecológica a gran escala de especies adaptadas a las condiciones más frías que en las llanuras y, que a veces encuentran un refugio en las tierras más escarpadas preservadas de las actividades humanas. Muchas de estas especies son relictas: invadieron las montañas templadas al final del último periodo glaciar, con la reducción de los biotopos fríos. En las zonas intertropicales, esta diferenciación es más antigua. El aislamiento de especies y su evolución contribuyeron al hecho de que las montañas alberguen casi la mitad de la biodiversidad mundial.
La calidad del suelo es un factor adicional que perturba la estadificación altitudinal. Son generalmente poco espesos en las partes más elevadas de las montañas debido a la erosión glaciar y fluvial (escorrentía), a la pendiente (deslizamientos de tierra) y a la termoclastia. Las plantas no disponen del nitrógeno necesario para su desarrollo. En las partes intermedias de las montañas, donde la descomposición y la meteorización son más activas, y las partes inferiores, donde los productos de la erosión y los nutrientes se acumulan, su crecimiento es por el contrario favorecido. A nivel local, debido a los suelos fríos y húmedos, se pueden establecer turberas y por la acidez del medio, contribuir a la biodiversidad. Los depósitos de material eyectado han construido especialmente a espesar y fertilizar los suelos en las zonas volcánicas.

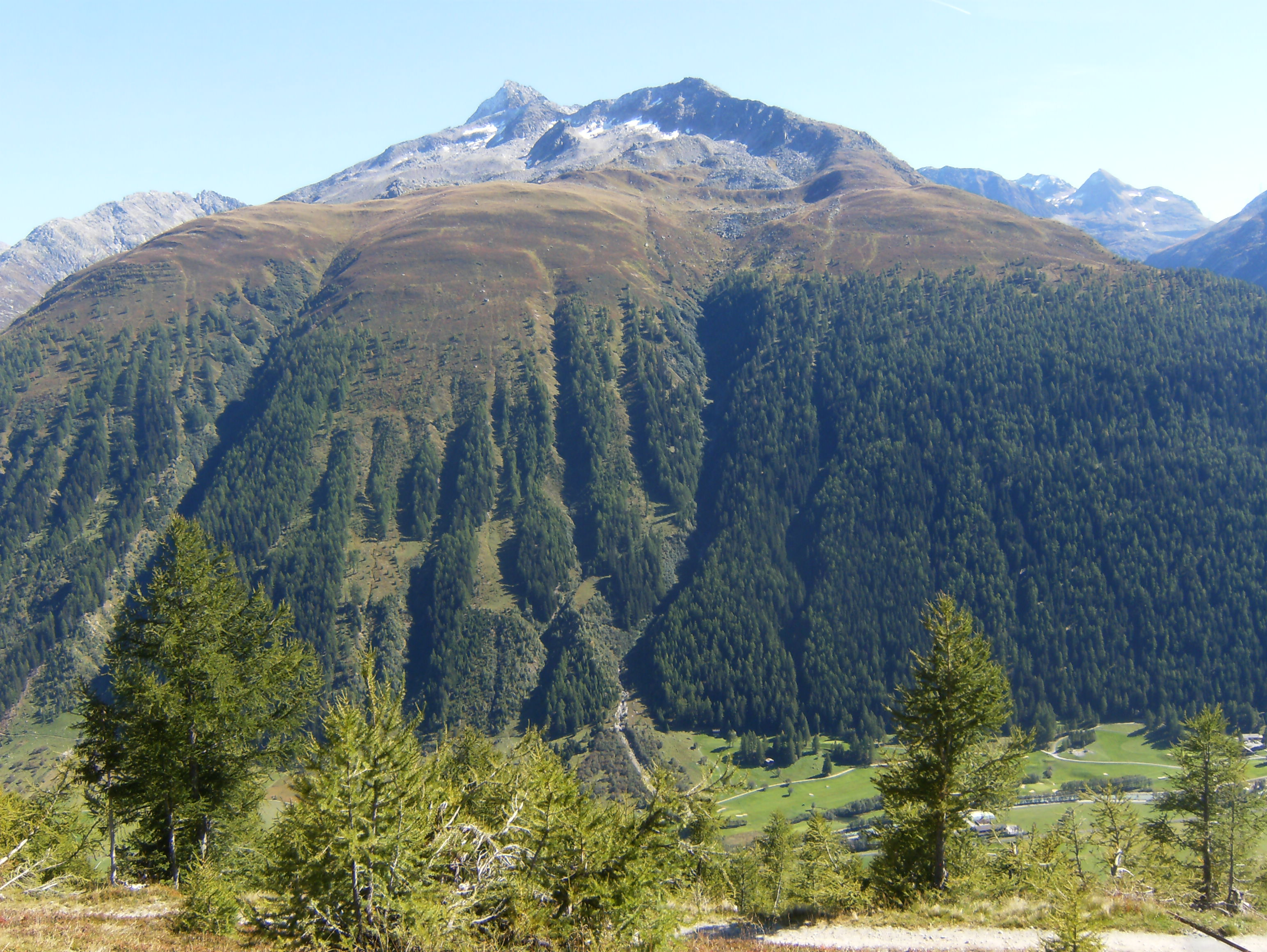
Vista del rango altitudinal en la vertiente norte de los Alpes lepontinos sobre Obergesteln: piso subalpino (bosque de coníferas), piso alpino (pradera alpina) y piso nival (roquedos y neveros).

Uno de los marcadores del rango altitudinal es la línea de árboles, que aparece en todas las zonas montañosas con la excepción de los desiertos calientes y fríos donde están ausentes. Por encima de este límite, en el piso alpino, las condiciones climáticas son demasiado rigurosas y el período de vegetación demasiado corto, así como la insolación es demasiado intensa, para permitir su desarrollo; son reemplazados por arbustos de cremimiento lento y plantas herbáceas. Estos tienen un período de crecimiento y de floración a veces limitado a los tres meses después del invierno en las regiones templadas, mientras que en las zonas intertropicales el crecimiento solo se ralentiza en la estación seca. El acolchado y la presencia de un plumón sobre las hojas son formas adaptadas contra el frío. La línea de árboles se sitúa a la altitud aproximada en la que la temperatura promedio del mes más cálido es de 10 °C, casi independientemente de la latitud. En el piso nival solo sobreviven unos pocos musgos y líquenes. A pesar de la insularización ecológica, se encuentra una diversidad de especies botánicas comparable en los pisos alpinos de todo el mundo y géneros similares a latitudes equivalentes. Incluso cuando los géneros encontrados son diferentes, especialmente en las zonas intertropicales, presentan una estrategia evolutiva convergente, como las de las especies Espeletia y Puya en los Andes septentrionales o las de Dendrosenecio y Lobelia en el África oriental, o en otros, incluso en las islas de Hawái y de Java, que mantienen sus hojas muertas, lo que les permite luchar contra el frío.

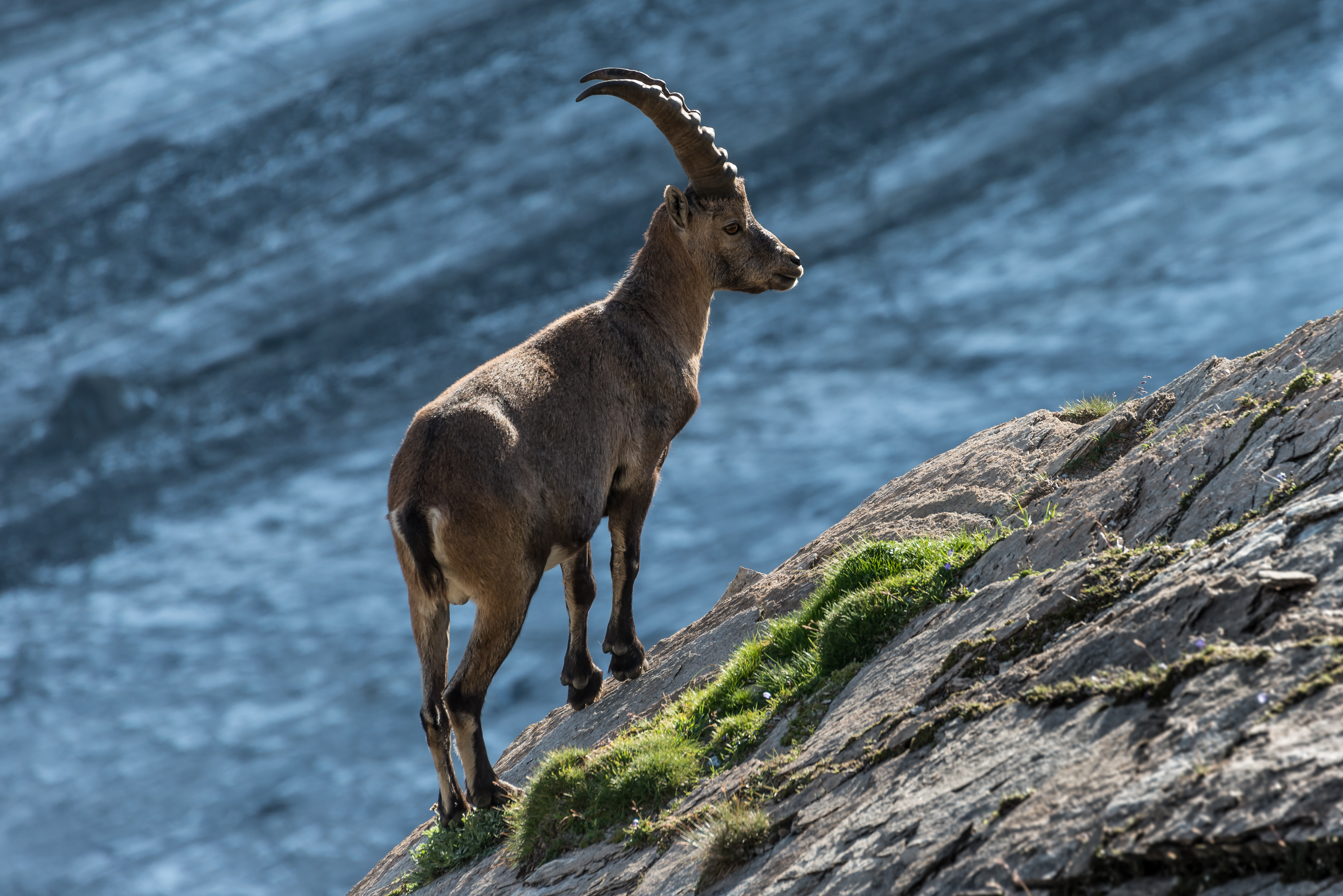
Vista de una cabra salvaje de los Alpes en el parque nacional Hohe Tauern.

En los bosques templados del hemisferio norte, las coníferas dominan el piso subalpino con pinos, abetos, piceas, alerces y enebros. Algunos bosques son mixtos y presentan una porción de planifolios (abedules, alisos, sauces, hayas, etc.). Las ericáceas son características de los sotobosques, generalmente húmedos y con estratificación vertical, así como de las landas. Los bosques templados del hemisferio sur están dominados por planifolios en las montañas, como las especies de eucalipto y de Nothofagus. En las zonas intertropicales, las montañas se caracterizan por un bosque nuboso de especies de hoja perenne. El género Polylepis se encuentra principalmente en la cordillera de los Andes, a nivel de la línea de árboles y por encima.
Las especies animales están menos limitadas por la altitud y las condiciones climáticas. Su presencia en las montañas refleja más que la flora su distribución regional. Si algunos grandes mamíferos (caprinos, ciervos, llamas, lobos, osos, leopardos de las nieves, puma, vicuñas, yaks), y otras marmotas o pikas, se han convertido en emblemáticos de la montaña, se debe principalmente a la presión ecológica ejercida por las actividades humanas. Muchas aves y pájaros tienen un comportamiento adaptado a las praderas abiertas y a las paredes rocosas de las montañas: cóndores, águilas, halcones, buitres. La migración y la hibernación son estrategias de adaptación.

### Población

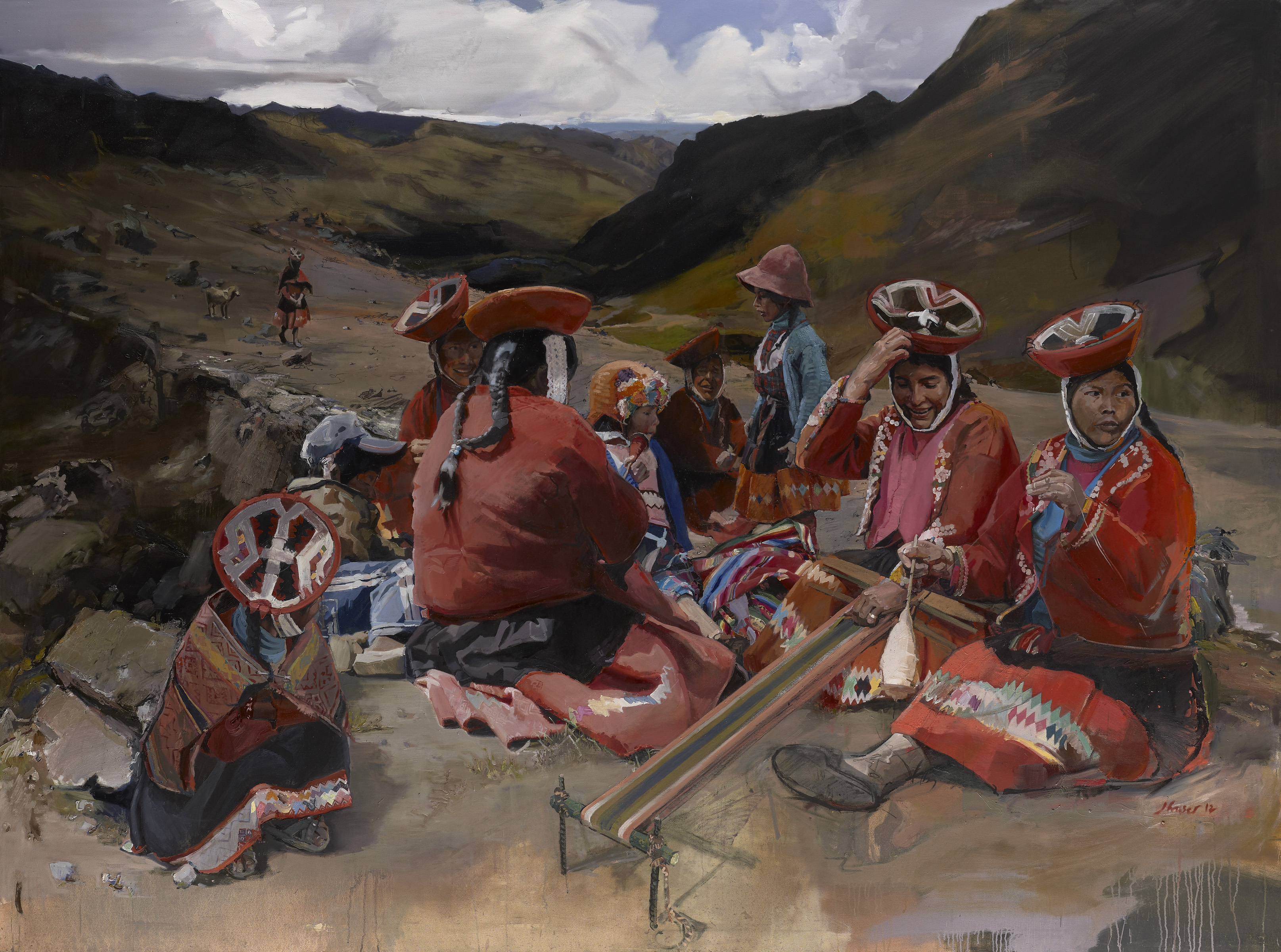
Pintura titulada Les Tisserandes (2012) que muestra una escena de la vida de los quechuas en las montañas andinas

En las zonas templadas, las montañas generalmente se consideran un ambiente rudo e incluso hostil, y de hecho, están menos pobladas que las llanuras que gozan de un clima más favorable. La presión más baja del aire, el clima más duro, la hidrología más irregular obligan a los organismos a adaptarse. Además, las vertientes mal expuestas al sol y la importancia de las pendientes hacen difícil una explotación agrícola. Sin embargo, en la zona intertropical, las montañas ofrecen condiciones climáticas más favorables que las regiones áridas que generalmente las rodean: en las montañas de los Andes, en África o en la meseta tibetana, las personas adaptaron su forma de vida y aprovecharon el entorno de las montañas, a veces hasta el punto de ver florecer civilizaciones desarrolladas.

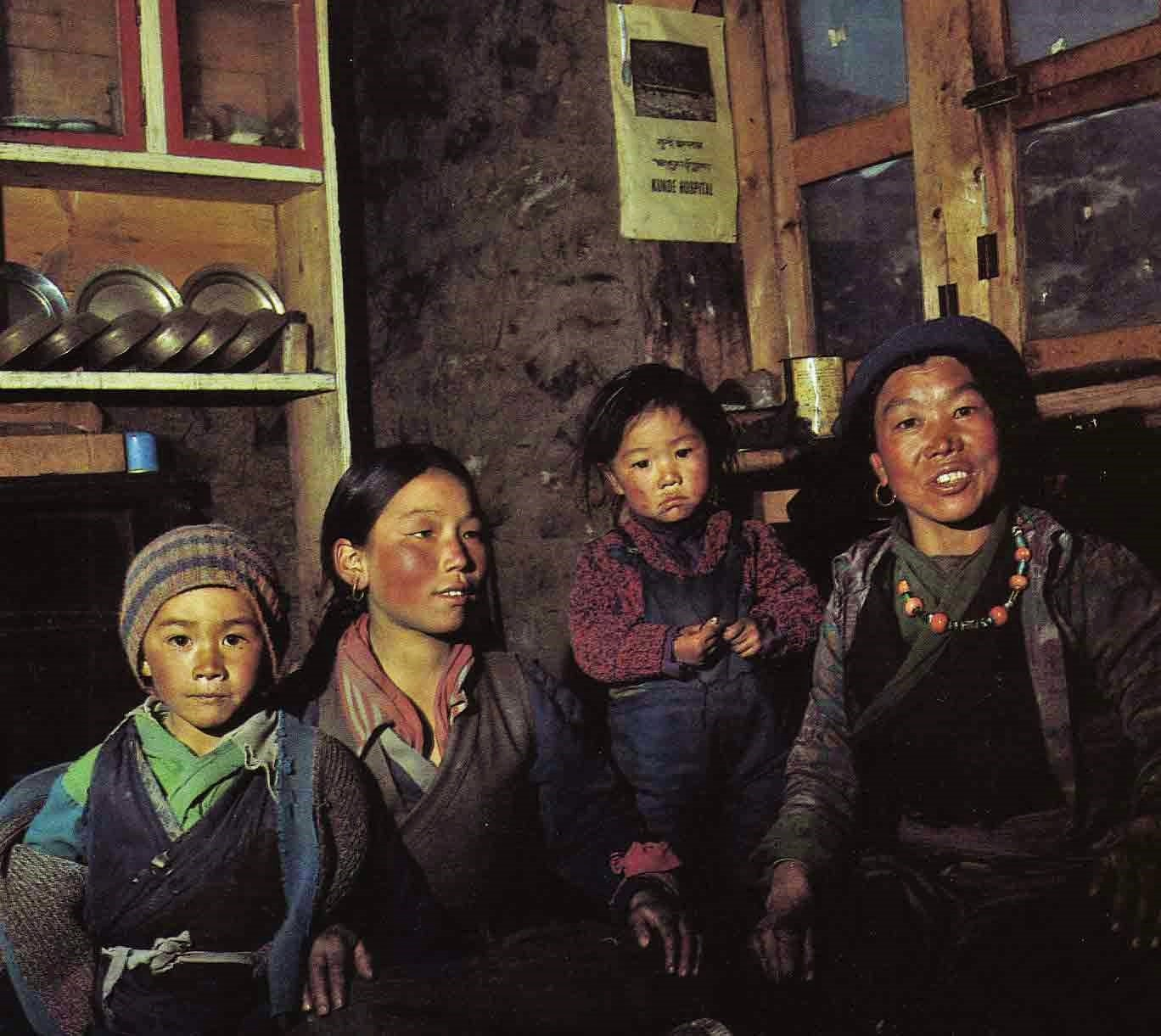
Vista de una familia sherpa en hábitats tradicionales.

Así, en el 2000, la población que vivía por encima de una altitud de 1220 m se estimó en un 10.2 % de la población mundial, con una densidad de 20,7 hab./km² (incluidas las regiones polares), con tres zonas principales, en el Gran Valle del Rift, en Yunnan y en la aglomeración de la Ciudad de México. Por encima de los 2130 m, es de alrededor del 3 %, esto es, una densidad de 12,8 hab./km². Al mantener un criterio de altitud de 1000 m, relativamente cerca del primero, y al agregar un criterio de pendiente para los terrenos entre esa altitud y los 300 m, según lo definido por el Centro de Monitoreo de la Conservación del Ambiente (UN Environment World Conservation Monitoring Centre, UNEP-WCMC), la población de montaña se estimó en un 15 % en todo el mundo, de ella la mitad en Asia y una cuarta parte en África. A mediados del siglo XX, era del 8 %. Fue en Europa donde la tasa de crecimiento fue la de más rápido crecimiento en la década de 1950, cuando era la más lenta en América Latina. En todo el continente americano, esta población de montaña es esencialmente urbana, agrupada en más del 40 % en metrópolis con más de 100 000 habitantes.
Las desigualdades son más pronunciadas en las montañas y los desastres naturales son más frecuentes en ellas. Las principal divisorias de agua entre las grandes cuencas hidrográficas sirven de fronteras naturales y políticas entre las poblaciones, particularmente en los países desarrollados, lo que resulta en su aislamiento y desarrollo de contrastes. Los desarrollos ideológicos y tecnológicos son a menudo más tardíos en las montañas, mientras que las prácticas religiosas y la ayuda mutua están más arraigadas.

## Historia: descubrimiento, estudio y conquista

Mapa de reconstrucción del mundo con sus montañas según lo descrito por Heródoto en sus Historias

La ocupación de los territorios montañosos comenzó en la Prehistoria antigua con la exploración de los territorios de caza y de recolección. Se transformóen el Neolítico con una mayor explotación, más diversificada en los recursos y con la movilidad de las prácticas.
Las primeras exploraciones registradas de montañas, de los griegos Heródoto y Anaximandro, o del italiano Petrarca, son obras de eruditos motivados por el deseo de conocerse a sí mismos. Los primeros europeos en aventurarse en las estribaciones occidentales del Himalaya fueron los soldados de Alejandro Magno, aunque probablemente nunca pasaron de la ciudadela de Aornos. Los griegos, entre ellos Eratóstenes, Estrabón, Plinio el Viejo y Amiano Marcelino, nombraron a la cadena Hemodi (o Hemodos, Emodos, Imaos), que significa 'cubierta de nieve'. Diodoro de Sicilia la identificó con la fuente del Ganges.
Hay también constancia de algunos ascensos históricos, como, por ejemplo, el del monje budista En no Gyōja que en 663 ascendió el monte Fuji, considerado ya entonces un monte sagrado.

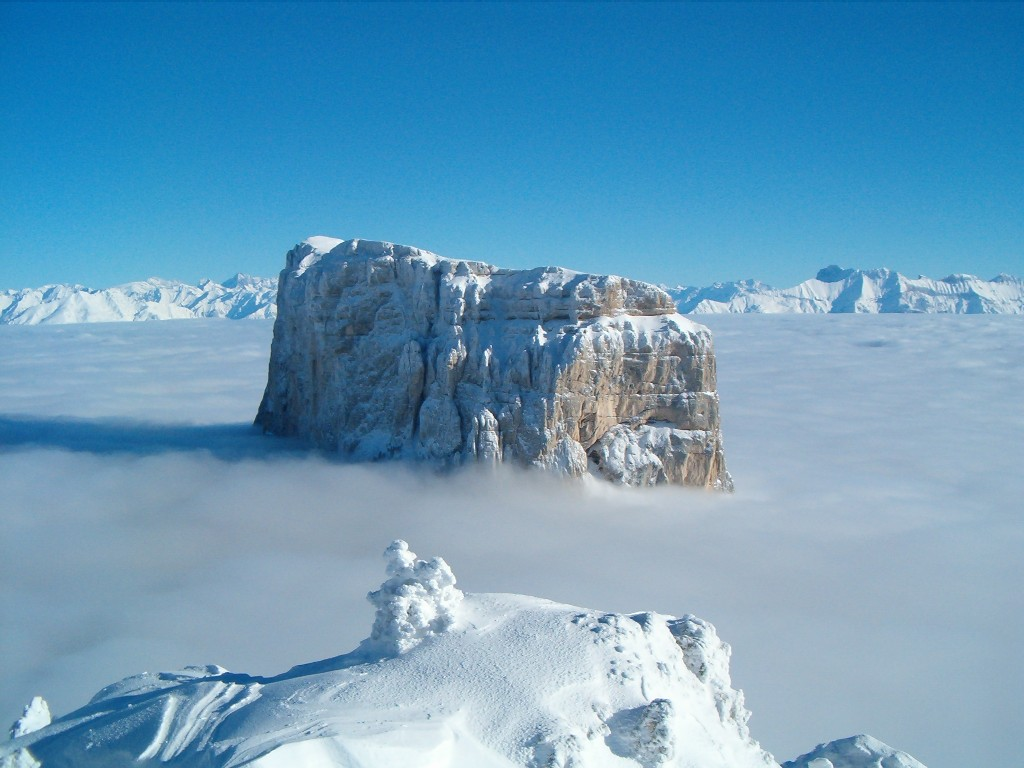
Vista del monte Aiguille, el «mont Inaccessible» que fue ascendido en 1492 por orden del rey Carlos VIII de Francia

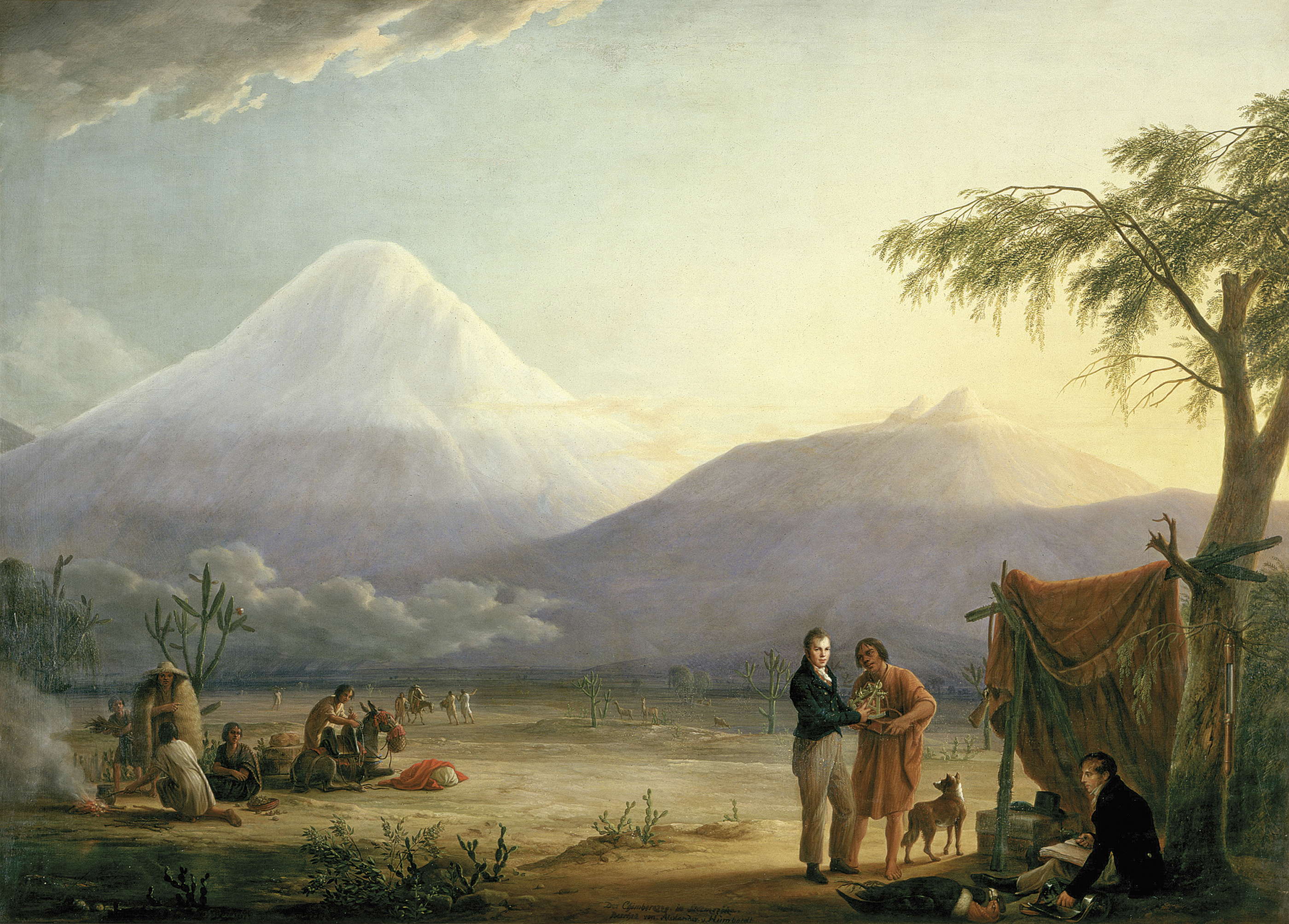
Alexander von Humboldt et Aimé Bonpland au pied du volcan Chimborazo (1806), obra de Friedrich Georg Weitsch (1758-1826).

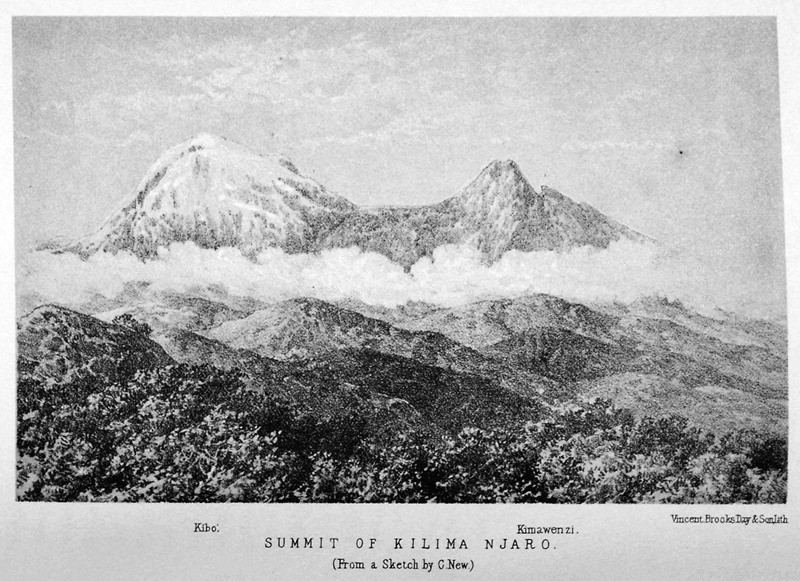
Kilimanjaro (1873), boceto de Charles New. Las montañas nevadas de África Oriental suscitaban la incredulidad de la comunidad científica que no esperaba encontrar nieves eternas en esas latitudes.

En el siglo IX, el monje y geógrafo irlandés Dicuil, estableció en el tratado De mensura Orbis terrae} una lista de las seis montañas más altas conocidas hasta ese momento: el Olimpo, el Athos, el Atlas, el Pelión, los Alpes y el Solurius, la supuesta culminación de la península ibérica. La geografía medieval, con autores cristianos y árabes como el geógrafo Ibn Hawqal, concebía las montañas como la obra de Dios que deseaba darle a la Tierra un «armazón». Avicena, en el siglo XI, daba dos causas geológicas para la formación de las montañas: los terremotos, que las elevarían del suelo y, en menor medida, la erosión que dejaría intactos los relieves más duros. Sus obras fueron enmendadas en el siglo XII por Alberto Magno. Restoro d'Arezzo también emitió una teoría sobre el origen de las montañas: tendrían por causa una forma de atracción de parte de las estrellas. Jean Buridan, en el siglo XIV, fue uno de los primeros en estar interesado en la propia altitud de las montañas. La historia de la conquista de las montañas en Occidente conserva la historia de algunas ascensiones notables, como la del rey Pedro III de Aragón que en 1285 coronó el pico Canigó (2784 m); la del poeta y humanista italiano Petrarca, que describió el extraordinario panorama ofrecido desde la cumbre del monte Ventoux, que habría ascendido el 26 de abril de 1336; la de Bonifacio Rotario (de Asti), que el 1 de septiembre de 1358 ascendió el monte Rocciamelone (3538 m), que en esa época se creía era la cima de los Alpes, para depositar una representación de la Virgen en agradecimiento por sobrevivir a su cautiverio en Tierra Santa durante las Cruzadas, y que el registro más antiguo de una escalada de montaña; la de Antoine de Ville y sus compañeros el 26 de junio de 1492, por orden del rey Carlos VIII de Francia, que coronaron la cima del monte Aiguille (2087 m), el considerado «mont Inaccessible» y que gozaba de una mayor popularidad en su tiempo que los gigantes de los Alpes, ignorados por la mayoría; o la de Francesco De Marchi y Francesco Di Domenico que en 1573 ascendieron el Corno Grande, la cima de los Apeninos.
Para los autores del Renacimiento, las montañas eran tanto el resultado de la erosión (Leonardo, Agrícola, Palissy) como relieves cuya existencia se remontaba a la creación de la Tierra. Ya en 1524 el suizo Aegidius Tschudi cruzó los cols de los Alpes centrales —Septimer, San Gotardo, Furka, Grimsel y Gran San Bernardo— y relató una historia que trascendió las fronteras. Tres décadas después, su compatriota Josias Simmler reveló al público la existencia de glaciares en el que fue el primer libro dedicado por completo a los Alpes, De Alpibus commentarius (1574). La historia natural de los siglos XVII-XVIII inauguró la aproximación científica a las montañas con las «teorías de la Tierra». Jean-Jacques Rousseau descubrió los Alpes por el consejo de su botánico, precedido en su andares por Joseph Pitton de Tournefort en el monte Ararat, de Pierre Bouguer y Charles Marie de La Condamine en los Andes ecuatorianos; Marc Antoine Louis Claret de La Tourrette, que mantuvo una correspondencia con Rousseau, amplió este trabajo en el Pilat, Dominique Villars en el Dauphiné y Louis Ramond de Carbonnières en los Pirineos. El naturalista Jean-Louis Giraud-Soulavie describió en 1780 el clima de montaña en la Histoire naturelle de la France méridionale y el escalonamiento de la vegetación en la parte meridional del macizo Central; Philippe Buache cartografió las montañas de todo el mundo en Essai de géographie physique en 1752. Alexander von Humboldt hizo un aporte importante: amante de la montaña, subió a varios picos notables, especialmente el Chimborazo, considerado en ese momento «el pico más alto del mundo». Determinó en particular unas «tablas de alturas» para las asociaciones vegetales y superó las causalidades lineales de los naturalistas anteriores para hacer de la montaña un ambiente en el que no buscaba estudiar su particularidad regional, sino de acuerdo con los principios de la geografía general. Como Rousseau y Carl Ritter, Humboldt también estaba interesado en la organización social de las poblaciones de montaña; este último escribió: «La configuración del suelo en el sentido de altura [...] puede jugar un papel importante en el dominio del hombre. Todo lo que hace nacer una variedad cualquiera de formas en un punto de la superficie terrestre (cadena de montaña, meseta...), todo accidente del suelo imprime un caché particular al estado social del pueblo que lo habita». Más adelante, Gottlieb Sigmund Gruner, Marc-Théodore Bourrit, Jean André Deluc y su hermano Guillaume-Antoine, Pierre Bernard Palassou y Louis Ramond de Carbonnières abordaron la alta montaña desde la perspectiva de su geología.

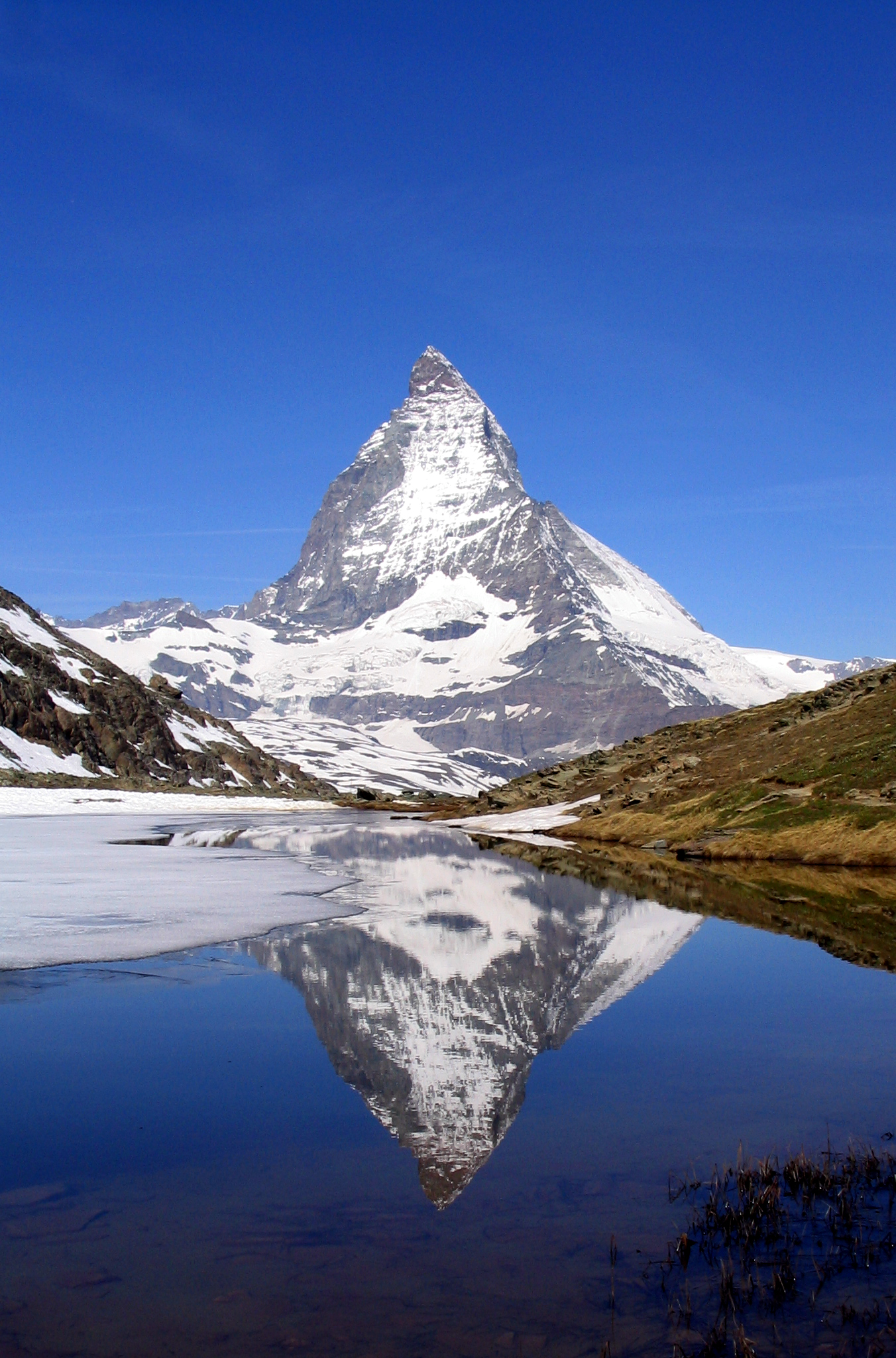
Vista de la cara este del Cervino, con la arista del Hörnli ascendida el 14 de julio de 1865 por Edward Whymper, Charles Hudson, Francis Douglas y Douglas Hadow, con Peter Taugwalder padre e hijo y Michel Croz (ver: Grandes caras norte de los Alpes.

Con la misma óptica, en 1786 el ginebrino Horace-Bénédict de Saussure, ofreció una prima al primero que ascendiese al Mont Blanc; el guía Jacques Balmat y el médico chamoniard Michel Paccardl llegaron por primera vez a la cumbre el 8 de agosto. El mismo Saussure lo consiguió al año siguiente, y con su relato, popularizó la práctica del alpinismo en Europa. La edad de oro de la conquista de los Alpes tuvo lugar entre 1854 y 1865 bajo el impulso de los británicos. Durante esa década se realizaron una gran cantidad de primera ascensiones de cumbres importantes, hasta concluir con la conquista del Cervino el último «gigante» alpino invicto, siendo la Meije finalmente ascendida en 1877.
Las noticias sobre la existencia de montañas nevadas del África Oriental suscitaban la incredulidad de la comunidad científica que no esperaba encontrar nieves eternas en esas latitudes. El Kilimanjaro fue descubierto en 1848 por Johannes Rebmann, el monte Kenia en 1849, por Johann Ludwig Krapf y el Ras Dejen en 1841, por Antoine d'Abbadie d'Arrast, pero que no reveló su existencia hasta 1849.
La exploración geográfica y el levantamiento cartográfico del Himalaya comenzaron verdaderamente en el siglo XIX con el trabajo notable del Gran Proyecto de Topografía Trigonométrica (Great Trigonometrical Survey) dirigida primeramente por George Everest, desde 1830 hasta 1843, pero que casi tomaría un siglo finalizar. Las tentativas de conquista de los altos picos se acometieron después de la Primera Guerra Mundial pero, aunque se conquistaron varios «7000 miles» y se superó la barrera de los «8000 m» durante la expedición al Everest de 1922, ninguna cumbre de esa altitud se logró. Después de la Segunda Guerra Mundial, de 1950 a 1960, gracias a la apertura política y a la ayuda de los pueblos sherpas y hunzas, trece de los catorce picos de más de 8000 m fueron ascendidos, ya que China reservó el Shishapangma, totalmente en su territorio, hasta 1964. (Ver: Anexo:Primeras ascensiones).
La geografía vidaliana de finales del siglo XIX y comienzos del XX, se centró en las interacciones entre los hombres y el medio natural. A partir de la enseñanza de Paul Vidal de La Blache, padre de la geografía regional francesa, los geógrafos de la escuela francesa, sea en tratados o manuales de geografía física general o en artículos (desde De Martonne, en 1909, hasta Pierre Pech y Hervé Regnauld, en 1994, pasando por Jules Blache, en 1933, y Pierre Deffontaines, en 1947) consideraron ya la montaña como una disposición de procesos y de factores que se convirtieron en objetos mismos de investigación científica.
El conocimiento de la montaña ha estado marcado durante mucho tiempo por el uso de estereotipos: los Alpes, en particular, como paradigma de cadena o de región montañosa; el piso alpino, como prototipo de piso ecológico; y la trashumancia como tipo de modo de vida de montaña. Luego, las investigaciones comparadas protagonizaron las monografías y las obras generales se hicieron más raras. Humboldt, que había explorado los Andes al mismo tiempo que Thaddäus Haenke, es a veces considerado como el precursor de la investigación comparada en la montaña. Estas, con Carl Troll definiendo las reglas, se convierten en un objeto de investigación que moviliza progresivamente a la comunidad científica internacional.
El International Biological Program de los años 1970, basado en la modelización de los procesos naturales, y el Programa sobre el Hombre y la Biosfera llamado Study of the impact of human activities on mountain movilizaron a especialistas muy diferentes en áreas geográficas para iniciar un análisis comparado de los sistemas de montaña. En la década de 1990, a raíz de la Cumbre de Río y de la Agenda 21, la montaña, identificada como un ecosistema frágil, se convirtió en objeto de atención internacional de la comunidad científica, de las organizaciones no gubernamentales y de las instituciones. La investigación mundial sobre las áreas montañosas está condicionada al análisis de los problemas involucrados y a la implementación de medidas concretas específicas en materia de protección del medio ambiente y de conservación de las culturas locales, es decir, en el desarrollo sostenible (con desafíos para las sociedades y economías posteriores: gestión de los recursos hídricos, limitación del riesgos ambientales), etc. Además, algunos científicos han llamado recientemente a fundar una «montología» y a desarrollar una reflexión sobre los paradigmas de la montaña, peculiarmente en términos de servicios ecosistémicos.

## Actividades

### Agricultura

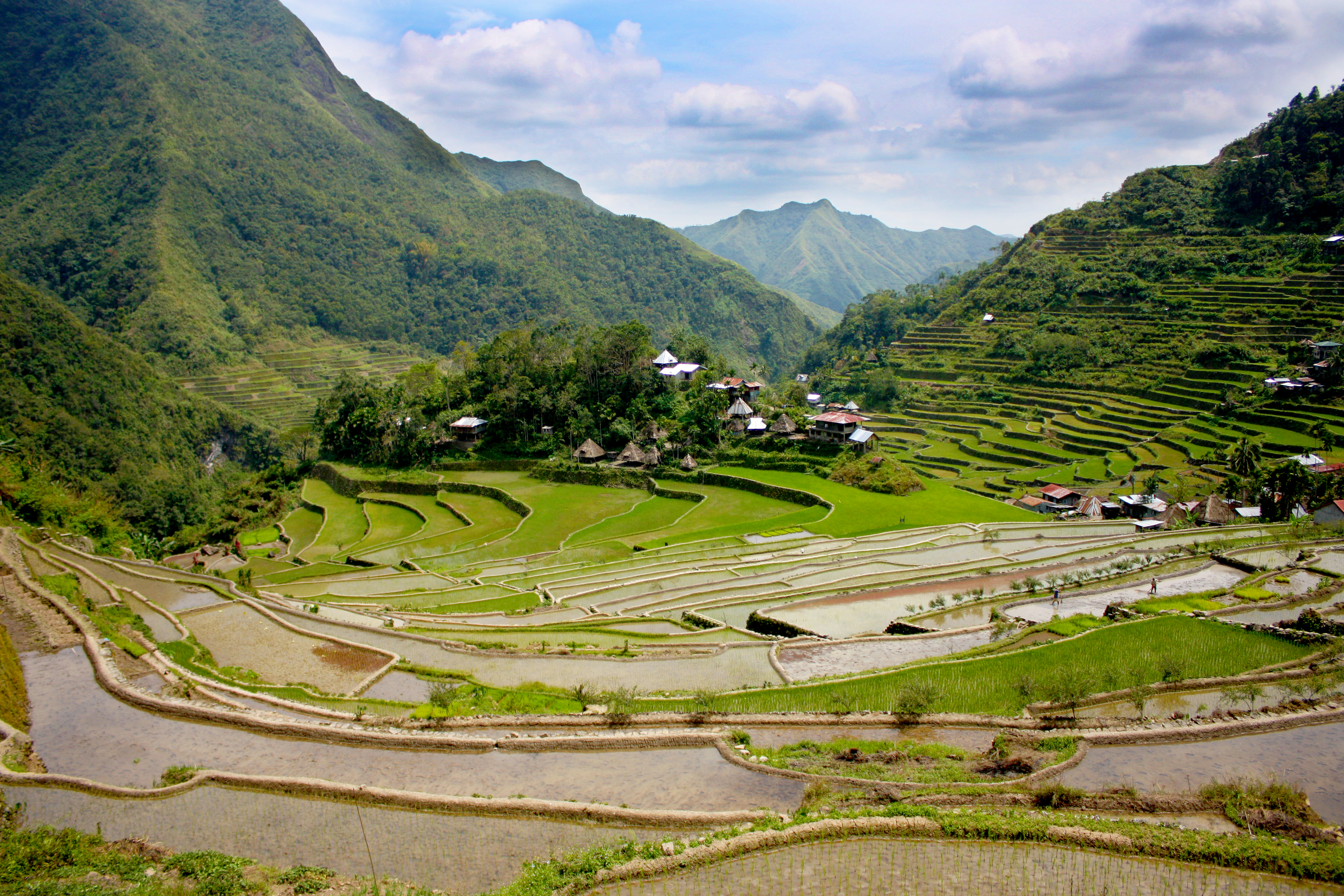
Las terrazas de cultivo constituyendo los campos de arroz de las cordilleras de Filipinas, patrimonio de la Humanidad desde 2005.

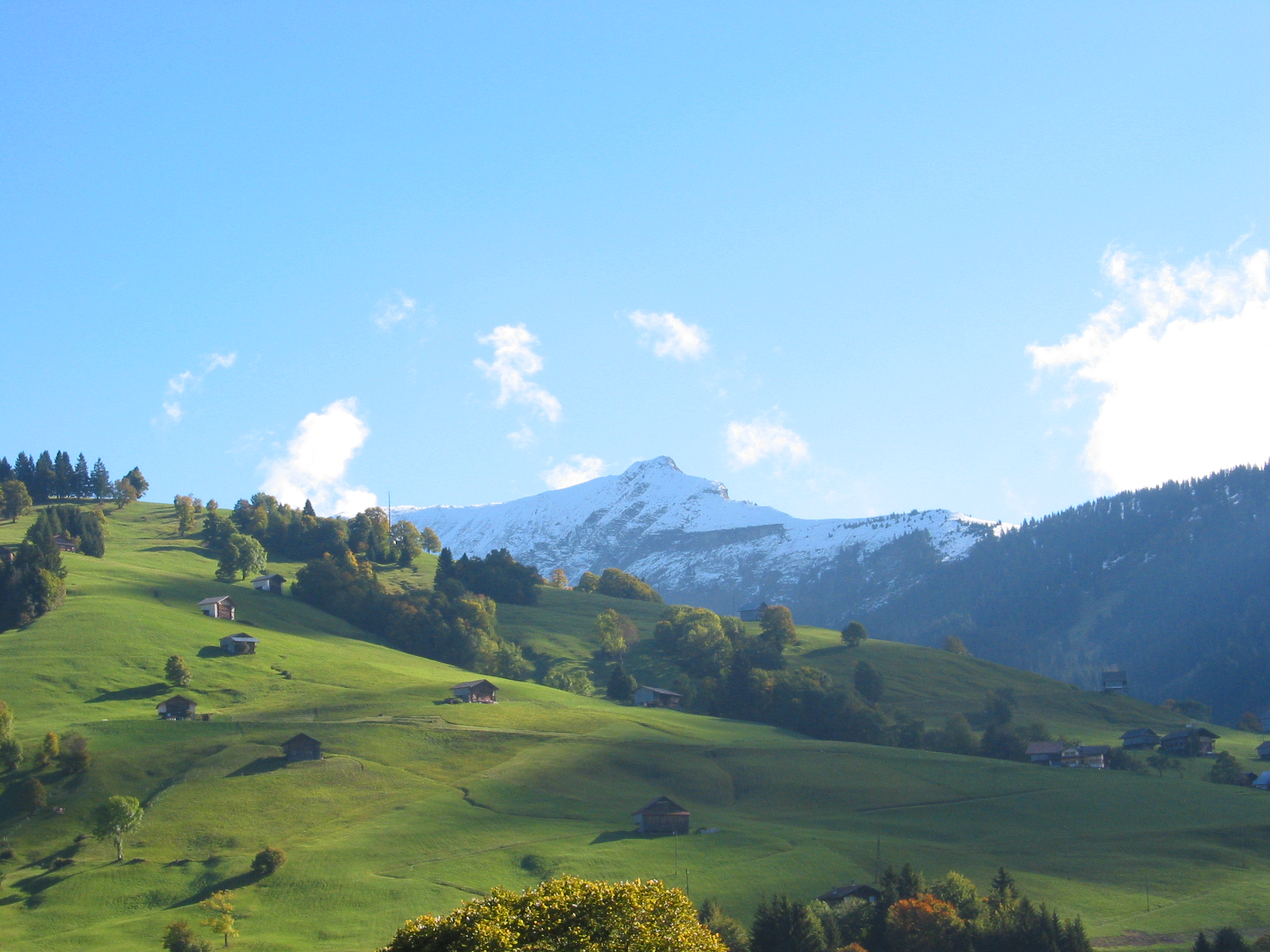
Vista de un paisaje de media montaña en los Alpes suizos con el Augstmatthorn (2137 m) en el fondo. El desbroce participa en la apertura de los prados alpinos.

Las prácticas tradicionales del cultivo y de la cría de ganado, así como el reciente abandono de las zonas montañosas, han configurado los actuales paisajes montañosos desde la zona templada hasta la zona intertropical. La montaña es el lugar de muchas actividades económicas del sector primario y de otras de mera subsistencia, como el pastoreo trashumante, que consiste en llevar a ovinos, bovinos, caprinos, llamas, alpacas, vicuñas o yaks a los pastos durante el verano, para la producción de queso, leche, carne y lana (como la cachemira). El pastoreo generalmente se establece en el piso alpino, donde hay biotopos de praderas alpinas, de puna, de páramo, etc. La cría estacional también se realiza en este piso o en algunas de las vertientes, debido a un ambiente demasiado árido, demasiado frío, poco soleado o demasiado empinado para la agricultura productiva.
Los cultivos de montaña también tienen una agricultura tradicional importante, centrada en la patata, la cebada y el trigo sarraceno, que se pueden cultivar en altitudes de 4000 a 4500 m en los Andes y el Himalaya. La cebada es el cultivo más común en esas altitudes en los Himalayas antes de la introducción de la patata, mientras que esta última lo fue antes en los Andes, anterior al cultivo de coca. Otras plantas tienen menor adaptabilidad altitudinal como el maíz, el trigo y la alfalfa, que aun así se pueden cultivar en los mejores sectores andinos e himalayos a altitudes superiores a 3000 m. Las especies y variedades originarias de climas tropicales de baja y media altitud, como el arroz, el café y el té, tienen áreas de crecimiento en altitudes medias de hasta aproximadamente 2000 m. El cultivo en terrazas permite irrigar los suelos en pendiente, evitando la escorrentía y luchar contra su erosión. Está muy extendido en vastas regiones montañosas del mundo: en Asia, especialmente en el Sudeste, en la cordillera andina, en África y hasta en la cuenca mediterránea (restanques en Provenza).
Al igual que la agricultura, la silvicultura da forma a los paisajes de montaña y además proporciona caminos de acceso y mantenimiento de las áreas recreativas. También asegura la preservación de las esencias locales. El desbroce, practicado con generalidad en muchos lugares y épocas, a diferencia de la silvicultura, no tuvo ni tiene por objetivo un uso sostenible de los bosques, sino que pretendía abrir parcelas cultivables y pastos para los rebaños.

### Hidroelectricidad

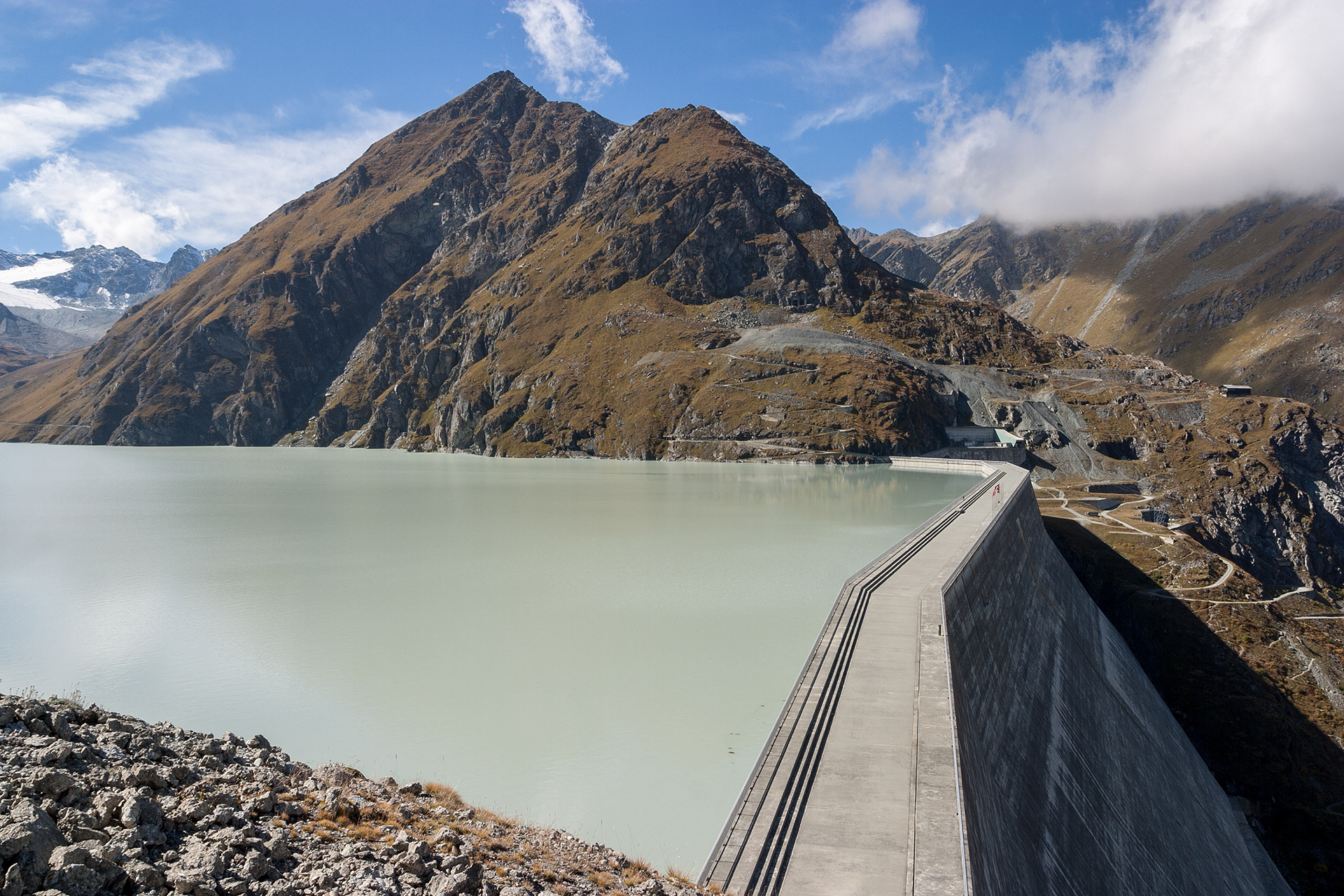
Vista de la presa de la Grande-Dixence, la presa de gravedad más alta del mundo, en los Alpes de Valais, Suiza.

Las caídas y saltos de agua hicieron posible, gracias a la energía mecánica, hacer girar las turbinas hidráulicas. Fueron utilizadas desde la década de 1830 para satisfacer las necesidades de la industria del papel, especialmente en los Alpes, donde había las materias primas disponibles: agua y madera. En 1882, Aristide Bergès, quien inventó la fórmula de la hulla blanca, construyó un embalse en el lago del Crozet en la cadena de Belledonne, instaló un conducto forzado con una caída vertical de 500 m para conectarla a sus fábricas en Lacey y acoplarla a su turbina, una dinamo Gramme. Así, al acoplar un generador eléctrico a una turbina, fue posible producir energía hidroeléctrica. Las presas se utilizaron para almacenar una energía potencial de peso. La topografía de las montañas y la altura de la caída hacen que sean lugares muy adecuados para la construcción de represas hidroeléctricas y para la formación de lagos artificiales.

### Turismo y ocio

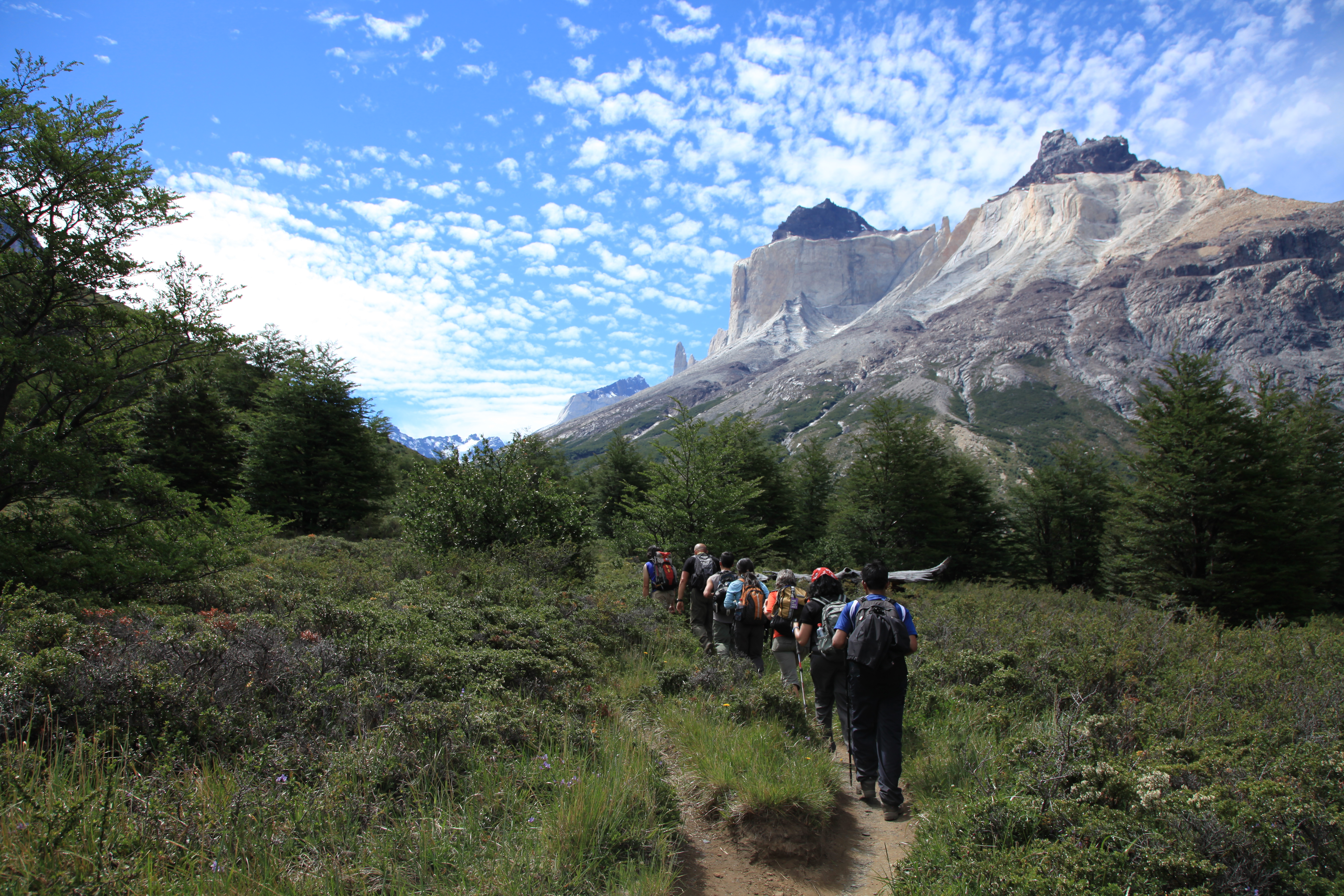
Vista de excursionistas caminando en el parque nacional Torres del Paine en Chile

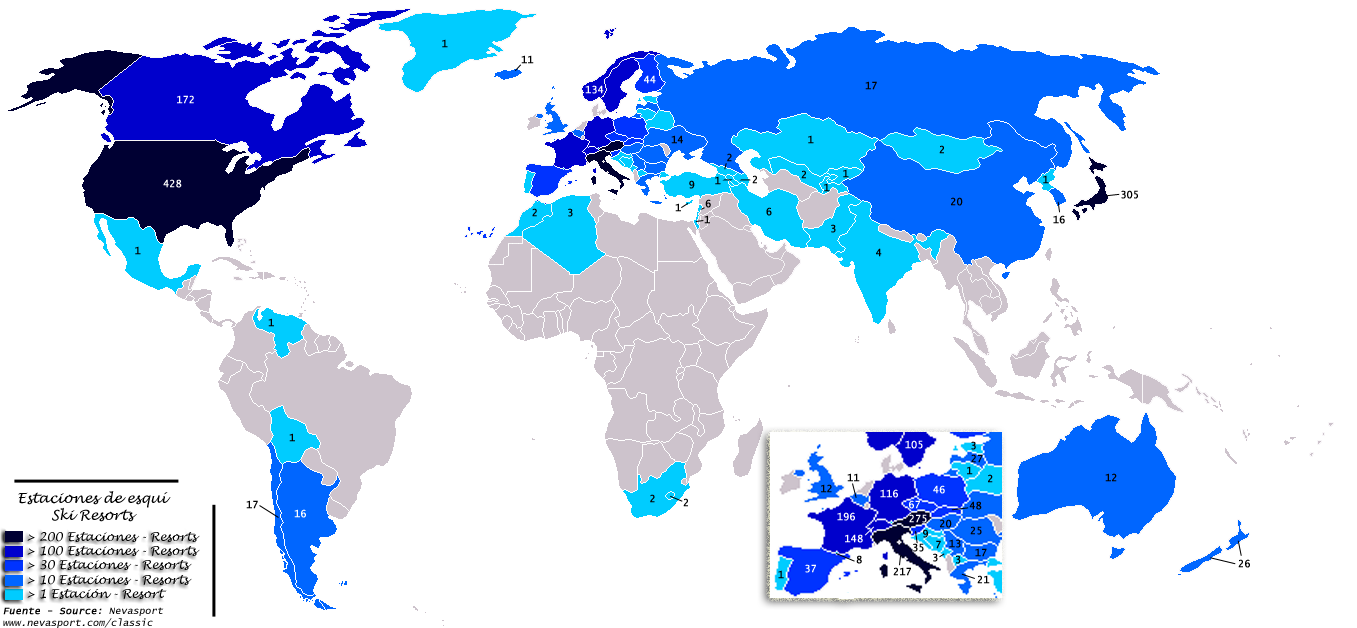
Estaciones de esquí en el mundo por país

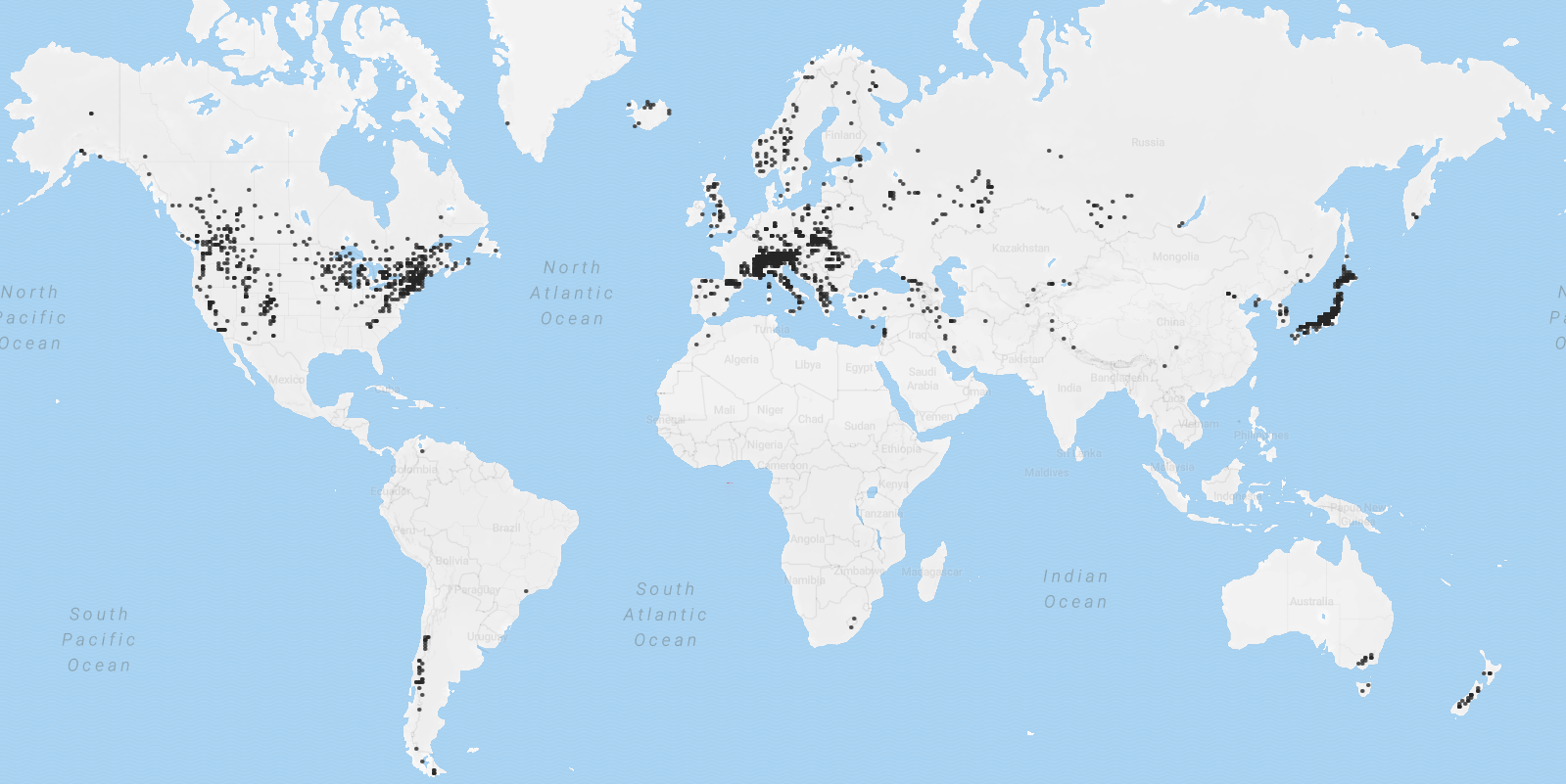
Mapa de localización de las estaciones de esquí en el mundo

La convivencia con las prácticas tradicionales agrarias y silvícolas de nuevas actividades económicas, como el turismo, están dando nuevos potenciales a los territorios de montaña. Proporcionan un ambiente favorable para el deporte, el recreo y el descanso. Sin embargo, requieren de infraestructuras de transporte y, a veces, de alojamientos, así como de servicios no sempre compatibles con las recientes protecciones medioambientales.
La montaña es un espacio cada vez más transitado. Anteriormente, a grandes altitudes, eran el dominio exclusivo de los pioneros del alpinismo, pero ahora cada vez son más ampliamente visitadas. Sin embargo, la montaña no es un área de recreación ordinaria y segura: los riesgos de las pendientes pronunciadas y los terrenos inestables (placas de nieve que probablemente evolucionen en avalanchas, derrumbes y deslizamientos de tierra, flujos de lodo, crevasses, simas, etc.); y los fenómenos meteorológicos que evolucionan en las zonas montañosa muy rápidamente y con frecuencia intensamente. Los rescates de montaña se utilizan para ayudar a los enfermos y a las víctimas de accidentes o enfermedades, con frecuencia con la ayuda de helicópteros.
El modelo económico de los complejos de deportes de invierno se basa esencialmente en el servicio de remontes y mantenimiento de pistas, en el entrenamiento de actividades en la nieve, en el alquiler de equipos, y en el alojamiento y servicios de alimentación. Hay en el mundo 3595 estaciones de deportes de invierno en 80 países, y en 2016, de ellas unas 2000 disponían al menos de cinco remontes mecánicos que se distribuían en 66 países, mayoritariamente en el hemisferio norte. Solo Chile, Argentina, Sudáfrica, Lesoto, Australia y Nueva Zelanda tienen estaciones en el hemisferio sur. El 47 % están en Europa occidental —el 35 % solo en los Alpes—, el 21 % en América, el 19 % en Asia-Pacífico y el 13 % en Europa del Este y Asia Central. Además de los Alpes, las cadenas montañosas con más estaciones son los Cárpatos, los macizos del centro de Alemania, los Sudetes, los montes Apalaches, los Alpes escandinavos, las montañas japonesas, las montañas de la cadena costera del Pacífico y las Rocosas. Los países que cuentan con más estaciones son Japón (547), Alemania (498), Estados Unidos (470), Francia (325), Italia (349), Canadá (288) y Austria (254), Suiza (194) muy por delante de otros países (España (35), Chile (19) Argentina (18) y Bolivia (1). Sus dominios esquiables ofrecen oportunidades para la práctica del esquí alpino, del snowboard y otras formas de esquí acrobático en pistas acondicionadas, así como del esquí nórdico en terrenos más ondulados.
Las raquetas de nieve permiten desplazarse sobre la nieve tanto en la montaña como en la llanura, en plena naturaleza o sobre senderos balizados. El esquí de montaña, ya sea como ocio, es decir, esquí de travesía, o en su forma competitiva, esquí-alpinismo, que se lleva a cabo en pendientes muy pronunciadas fuera de las estaciones utilizando en el ascenso pieles de foca pegadas bajo los esquís para evitar el retroceso ladera abajo.
El alpinismo, del que deriva el esquí de montaña y toma prestadas técnicas de progresión, es evolucionar en alta montaña, con la ayuda de cuerdas, arneses, crampones y piolets. Se desarrolló a partir de mediados del siglo XIX. El guía de montaña es un profesional formado para supervisar a los alpinistas aficionados, especialmente en la alta montaña. Algunas décadas después, el alpinismo dio origen a la escalada, con el objetivo no ya alcanzar las cumbres, sino de trepar por vías graduadas según su dificultad por paredes verticales o en rocas con las manos desnudas. En el medio natural, se practica principalmente en verano. Las vías ferratas se distinguen por el hecho de que las paredes están permanentemente equipadas con escalas, puentes tibetanos y cables metálicos para el aseguramiento constante. La escalada en hielo, que apareció en la década de 1970, y que consiste en ascender por pendientes heladas, y el dry-tooling, nacido a finales de la década de 1990 en paredes de roca, utiliza el equipamiento del alpinismo pero con las técnicas de escalada.
En las zonas de baja y media montaña, cuando la progresión ofrece poca dificultad, es posible practicar senderismo por senderos, generalmente antiguos caminos tradicionales. Cuando se realiza durante varios días y en regiones particularmente salvajes, se habla de trekking. Las noches que marcan las caminatas durante varios días se pueden pasar en refugios de montaña o en vivac, como en el alpinismo. El trail es una forma de carrera a pie de larga distancia hecha por un sendero, a menudo en el medio de las montañas, mientras que la carrera de montaña se practica fuera de los senderos. La bicicleta de montaña (MTB) es la práctica del ciclismo en zonas montañosas.
El vuelo en ala delta, un ala triangular bajo la que el piloto está colgado sobre el vientre, o en parapente, bajo el que está sentado, requiere lanzarse desde un relieve después de tomar un poco de velocidad y permite disfrutar de la aerología propia de las montañas. La speed riding es un derivado del vuelo en parapente conjugado con un par de esquís que permite al practicante descender por una montaña tan rápido como le sea posible, rozando sus laderas, alternando el vuelo y el deslizamiento. El paralpinismo es una disciplina de salto BASE que consiste en saltar desde lo alto de un acantilado y luego abrir el paracaídas.
Los torrentes permiten practicar el barranquismo avanzando por desfiladeros y cascadas, alternando resbalones, saltos en cuencas naturales y descensos en rápel. El piragüismo, incluyendo el rafting, es descender las corrientes en embarcaciones propulsadas por un remo. La vocación de la espeleología es explorar las redes subterráneas, particularmente en los macizos kársticos.

Actividades invernales
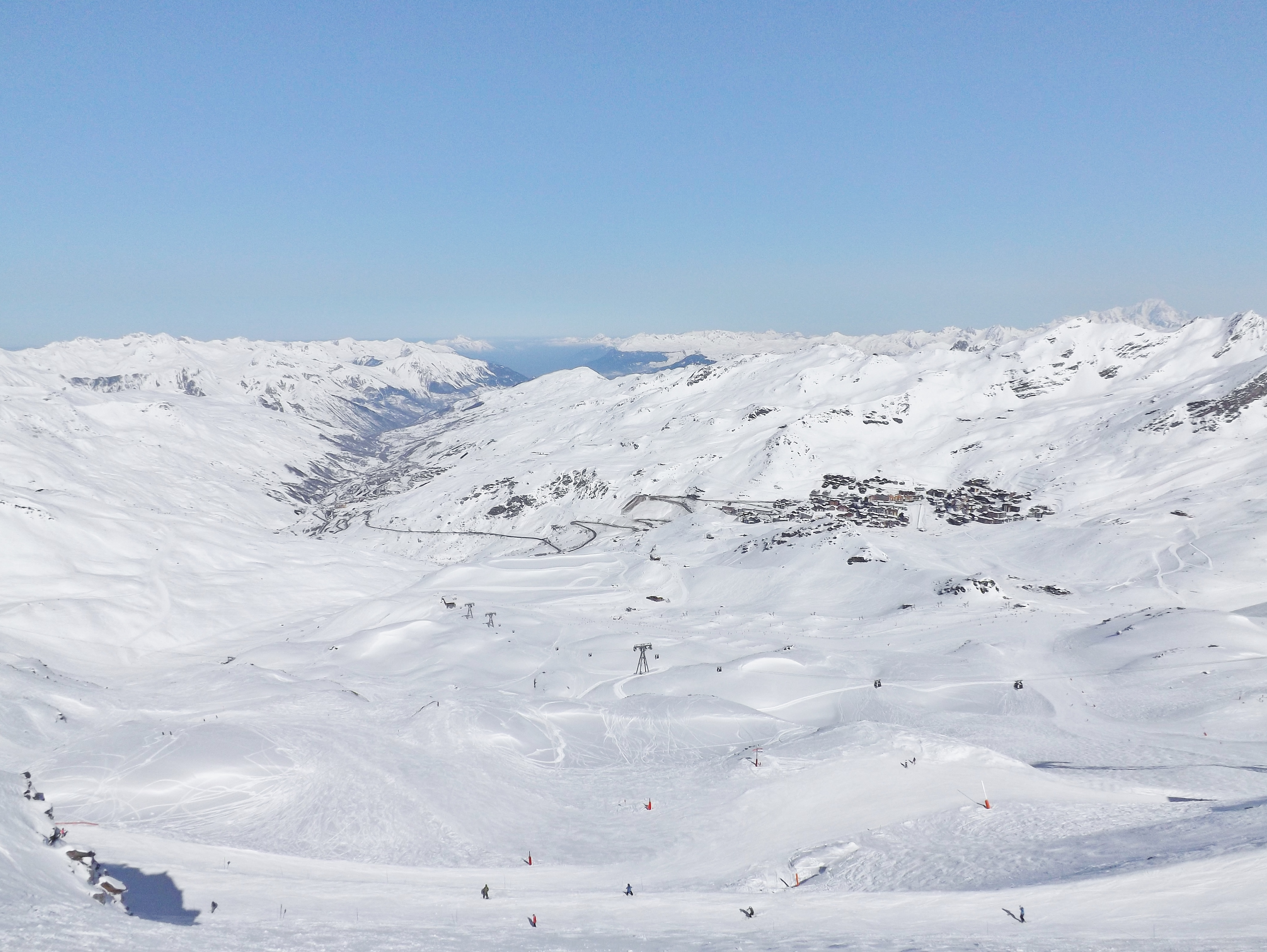
Uno de los grandes dominios esquiables alpinos, Val Thorens
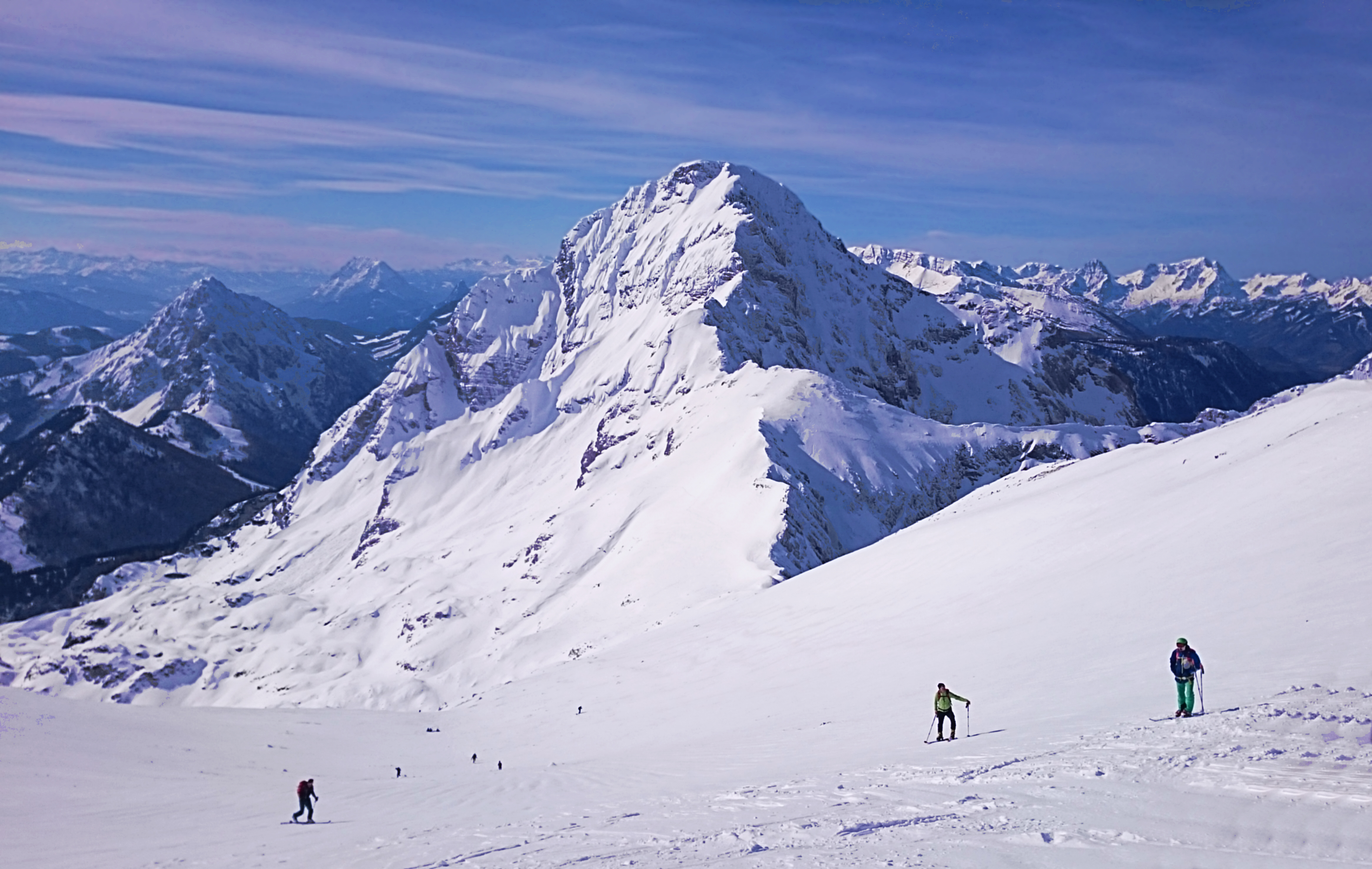
Esquiadores de travesía, ascenso al Scheiblingstein a través de Lange Gasse.
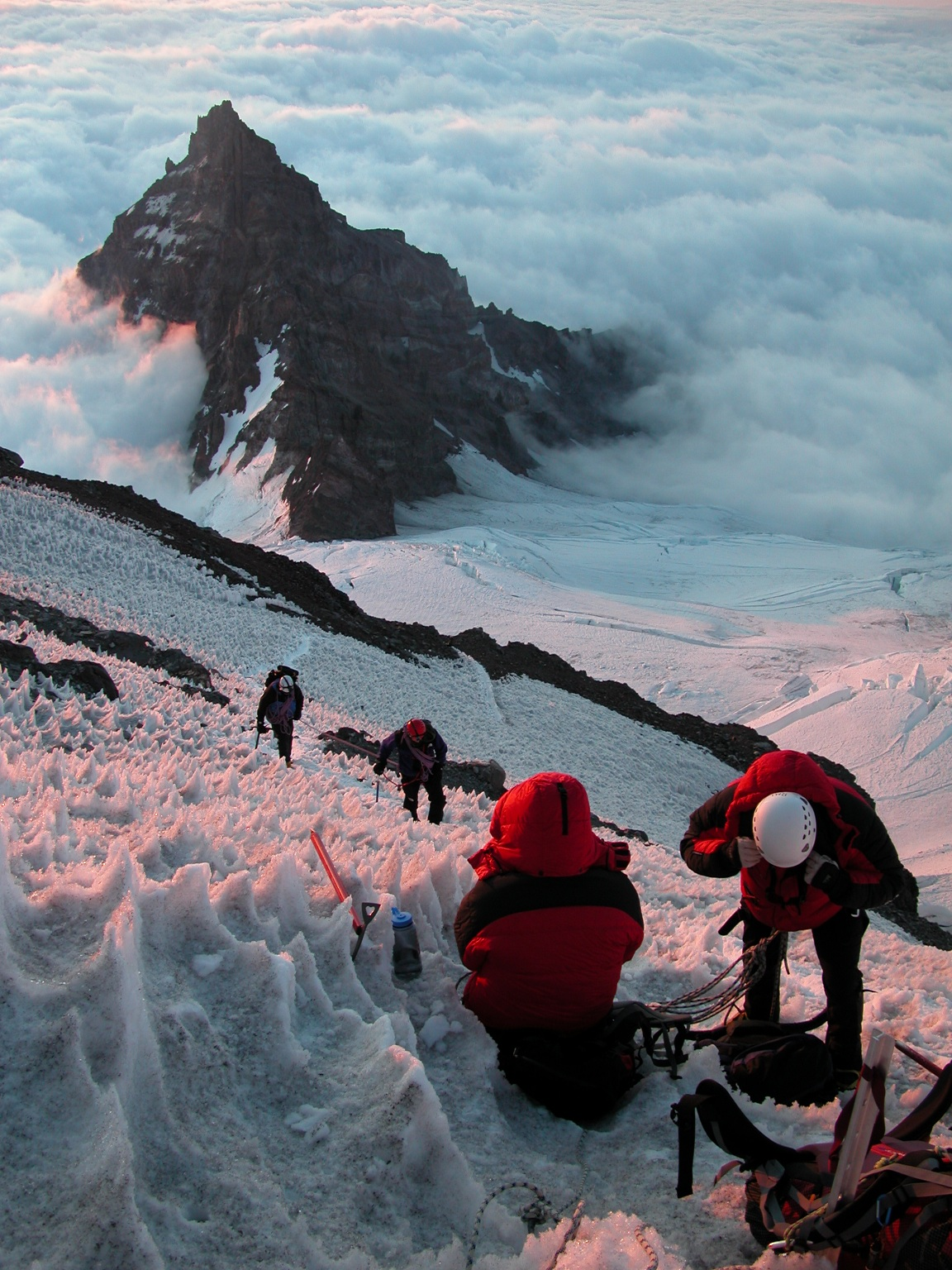
Escaladores ascendiendo al Mount Rainier, Washington. Entre la niebla, el Little Tahoma
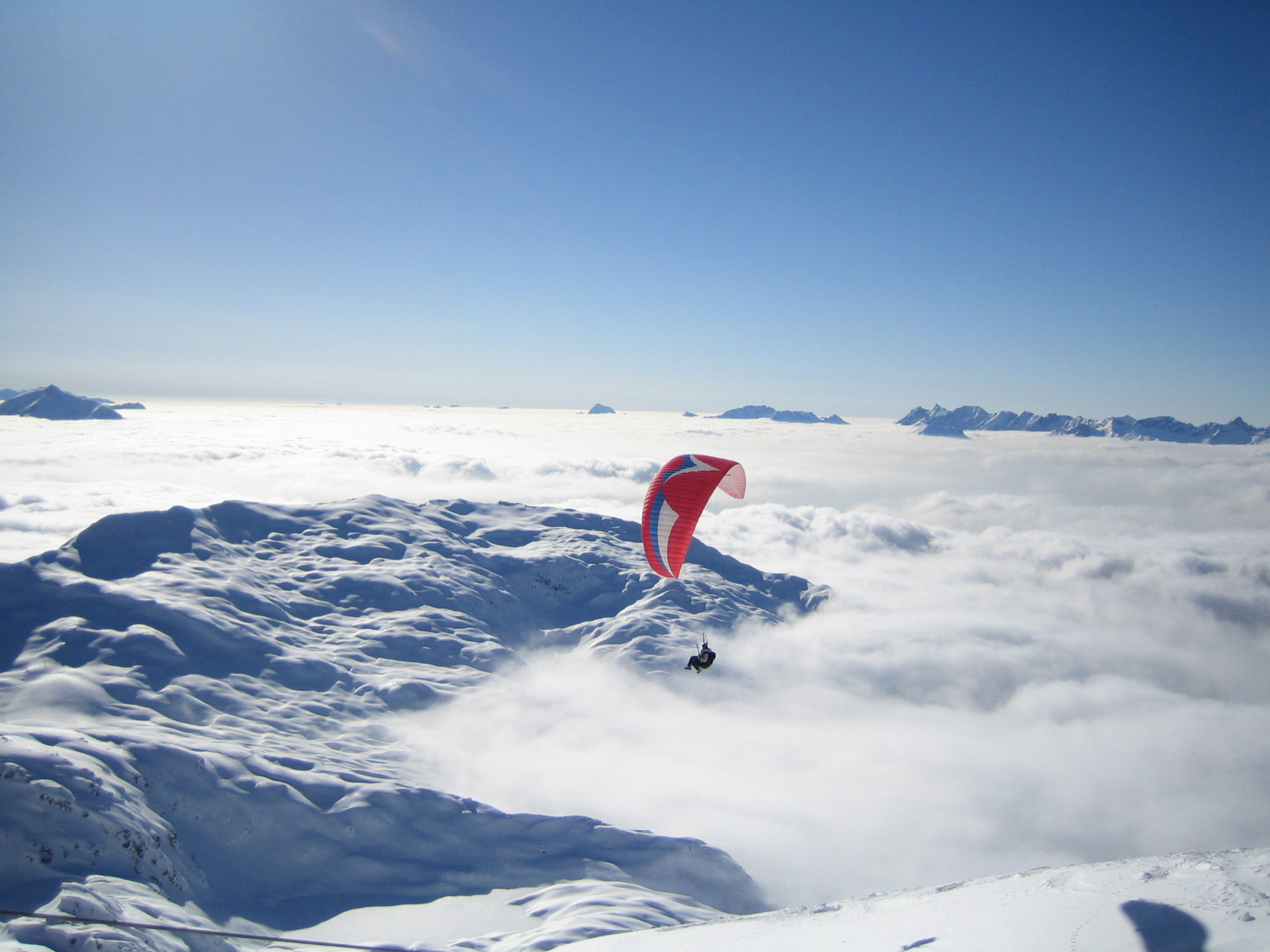
Vista de un parapentista sobre un mar de nubes después de despegar de Brévent, en Chamonix-Mont-Blanc

### Protección medioambiental
Las zonas montañosas albergan una importante biodiversidad con un frágil equilibrio ecológico. Representan alrededor del 30 % de las áreas terrestres protegidas. Fuera de la Antártida, 17 al 18 % de las áreas montañosas están protegidas, un poco más que el promedio del 12 al 15 % de todas las áreas terrestres, pero en Eurasia y en África, representan solo del 10 al 15 % del área montañosa frente al 23 al 32 % en los otros continentes. De las 4000 áreas clave de biodiversidad censadas en montaña en el mundo, solo el 20 % están total o parcialmente protegidos. La protección de las montañas ha sido reconocida como un objetivo principal para el desarrollo sostenible en la Cumbre de Río en 1992.

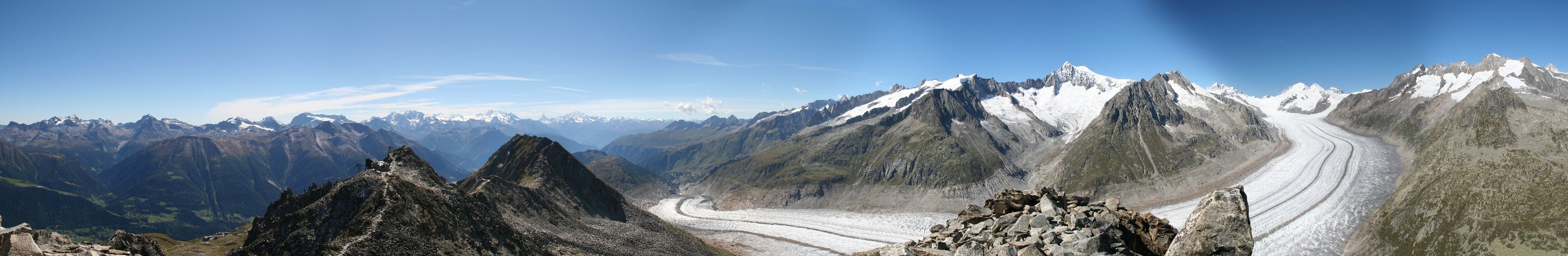
Vista del glaciar de Aletsch, el glaciar más largo de los Alpes, ahora protegido como parte del sitio del patrimonio de la Humanidad de la UNESCO «Alpes suizos de Jungfrau-Aletsch» (2001)

## En la cultura

### En las artes

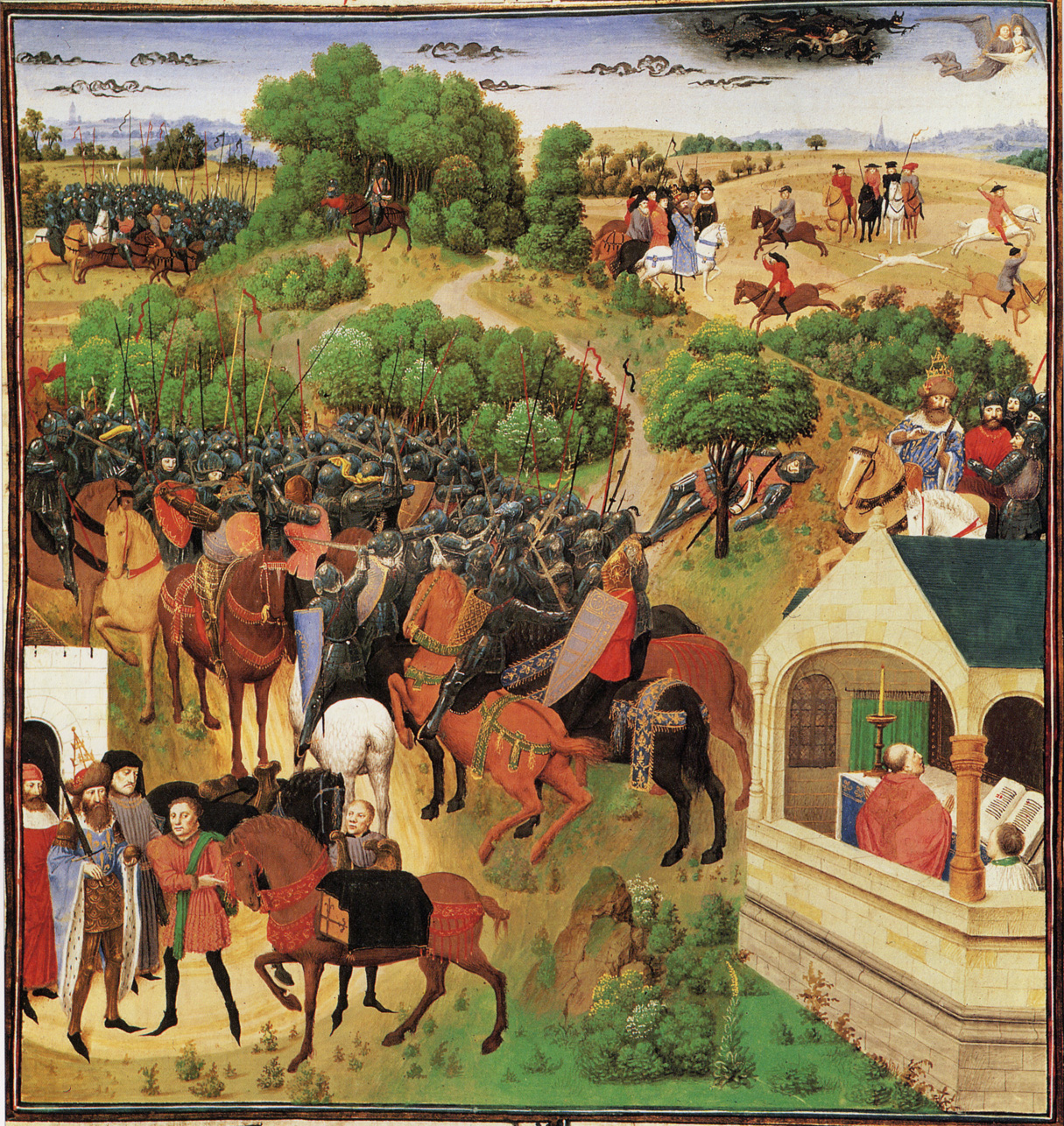
Ocho momentos de la Chanson de Roland (iluminación).

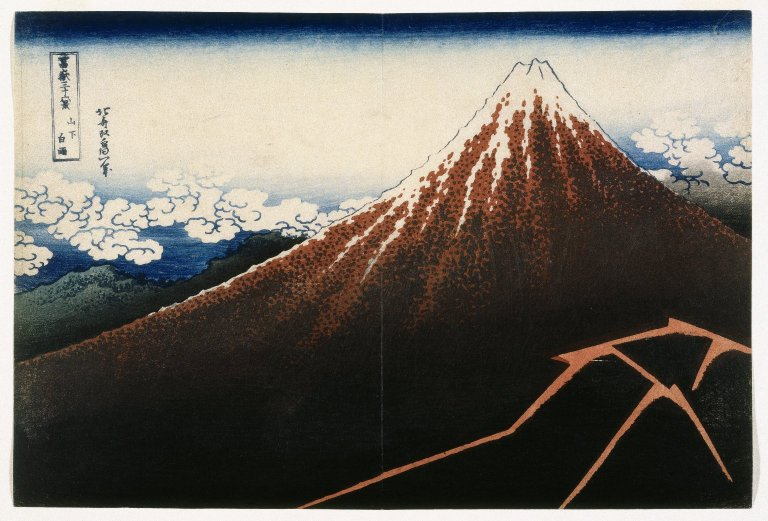
Tempestad bajo la cima (ca. 1823), la n.º 32 de las Treinta y seis vistas del monte Fuji de Hokusai (1760-1849)

En la mitología céltica irlandesa, la montaña era un lugar maravilloso asociado al sidh, al Otro Mundo, donde permanecían los Tuatha Dé Danann, habitantes míticos de la isla; también era un lugar de sepultura. Desde la antigüedad, la poesía didáctica, por ejemplo en los escritos del geógrafo y poeta Avienus, en Description de la terre, evocó misteriosos paisajes montañosos, pero en un estilo muy normalizado. La montaña tenía una imagen colosal, tanto en la mitología griega, con Atlas, como en el cuento de caballería de Chrétien de Troyes, Yvain, el Caballero del León, en el siglo XII. En la canción de gesta apareció el mito de la montaña hueca, como el volcán Etna donde residirían el rey Arturo y su corte, o el Untersberg donde, según las versiones, Carlomagno o Barbarroja esperarían cada cien años su resurrección. También se menciona la montaña en la Chanson de Roland, en los Pirineos, en el Aspremont, la montaña homónima ubicada en el extremo sur de los Apeninos en Calabria, o incluso en el le Moniage Guillaume que tiene lugar en las estribaciones meridionales del Macizo Central: es a su vez épica, espantosa, aterradora, salvaje, desolada, idílica. La montaña, sus grutas, sus cuevas y sumideros, por lo general conservaron hasta el siglo XVI una imagen maldita, «tragando» a los hombres que se aventuraban allí; y los volcanes, en particular, eran vistos como la boca del infierno en la tradición judeocristiana.
La evocación artística de la montaña surgió especialmente en China —donde, asociada con el agua, simbolizaba el paisaje,— y luego en Japón en el siglo VIII, en particular en la poesía con Man'yōshū.. Era un lugar familiar, de retiro espiritual, donde se reencontraban con espíritus, incluso al final de la vida; se observa esta visión en la literatura japonesa de Izumi Shikibu en el siglo X y hasta hoy, con Yasushi Inoue, Haruo Umezaki, Jirō Nitta y Kenji Nakagami. El monte Fuji era un símbolo de la pintura, especialmente para Hokusai y sus Treinta y seis y después Cien vistas del monte Fuji, y en la literatura, por ejemplo para Kanoko Okamoto, a la vez montaña sagrada y destino turístico.
Después, desde el final del siglo XII, la imagen de la montaña comienza a evolucionar en la literatura occidental, donde se convirtió en el teatro de hazañas, de descubrimientos, de heroísmo. Así, para Gervase de Tilbury en su Livre des merveilles del siglo XIII, adquiere una carácter mágico, muy parecido a la visión celta. Aparece en el fondo de las pinturas en el siglo XV en Europa, posiblemente transmitido a lo largo de la Ruta de la Seda bajo la influencia de la dinastía Song. Alrededor de 1470, Antonio Pollaiuolo, Andrea Mantegna, Leonardo da Vinci o Albrecht Altdorfer hacen dibujos científicos desde la cima de las montañas, mientras se organizan las primeras ascensiones reales. La representación cartográfica de las cadenas montañosas, sin embargo, siguió siendo durante mucho tiempo una repetición de «ampollas» sin tener en cuenta la importancia o la distancia entre los relieves. A continuación, la montaña se impuso más ampliamente en el arte occidental en el siglo XVIII. Journal de voyage en Italie, escrito en 1580-1581 por Montaigne, no se publicó hasta 1774. Los Alpes son evocados principalmente en la literatura clásica a través de los testimonios deTito Livio y de Lucano que transmiten su cruce por Hannibal. El mito se modernizó cuando Bonaparte cruzó el paso del Gran San Bernardo. De hecho, hasta el inicio del siglo XIX, la pintura de las montañas y de paisajes en general, quedó relegada detrás de la pintura de historia, debido a la jerarquía académica y era una creación predominante de taller, especialmente en Francia, donde se resistió hasta al romanticismo e incluso al realismo. Sin embargo, se volvió muy popular entre el público.

Evolución de la representación de la montaña
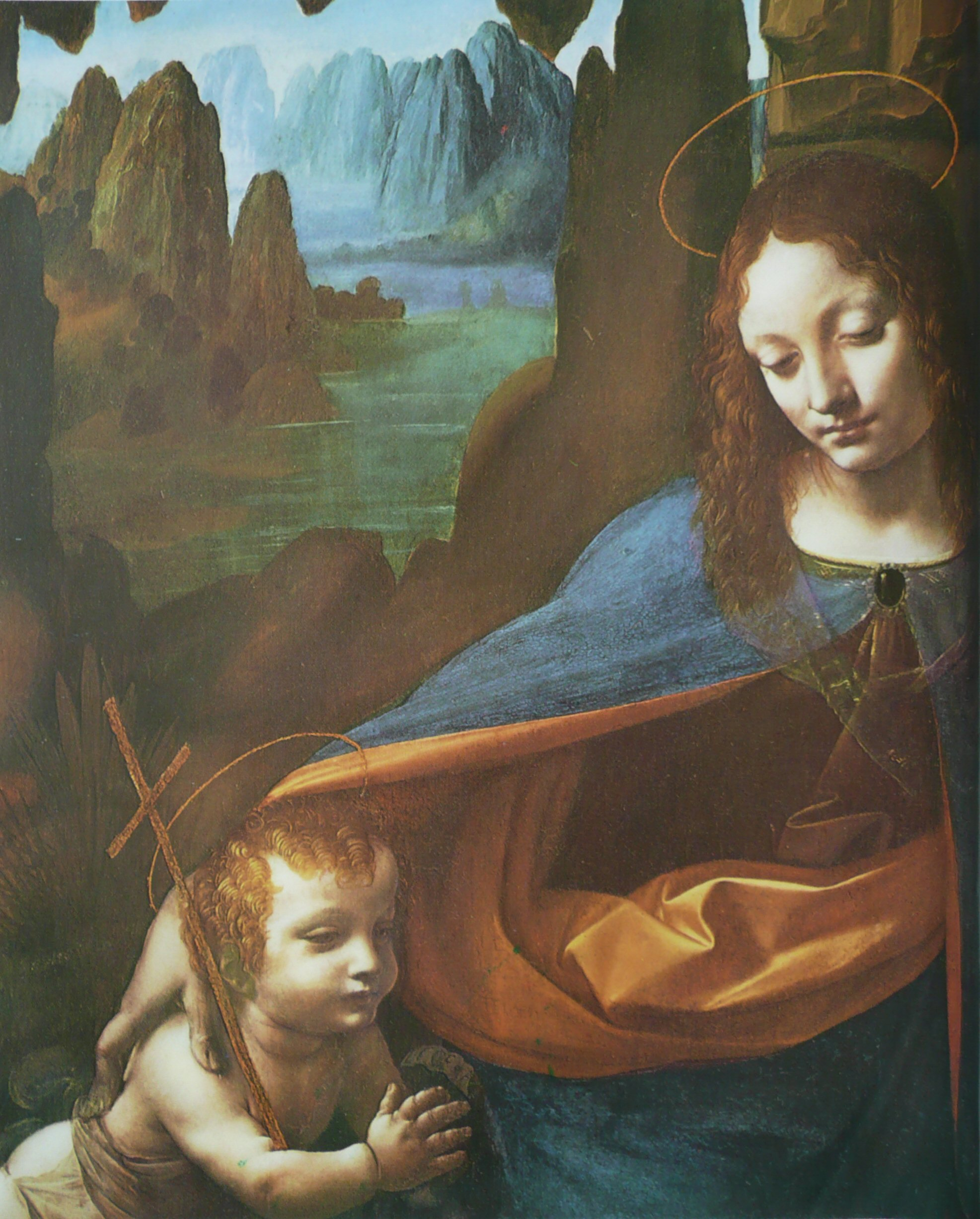
La Vierge aux rochers (1483-1486), de Leonardo: paisaje de montaña típico introducido por los pintores renacentistas como fondo
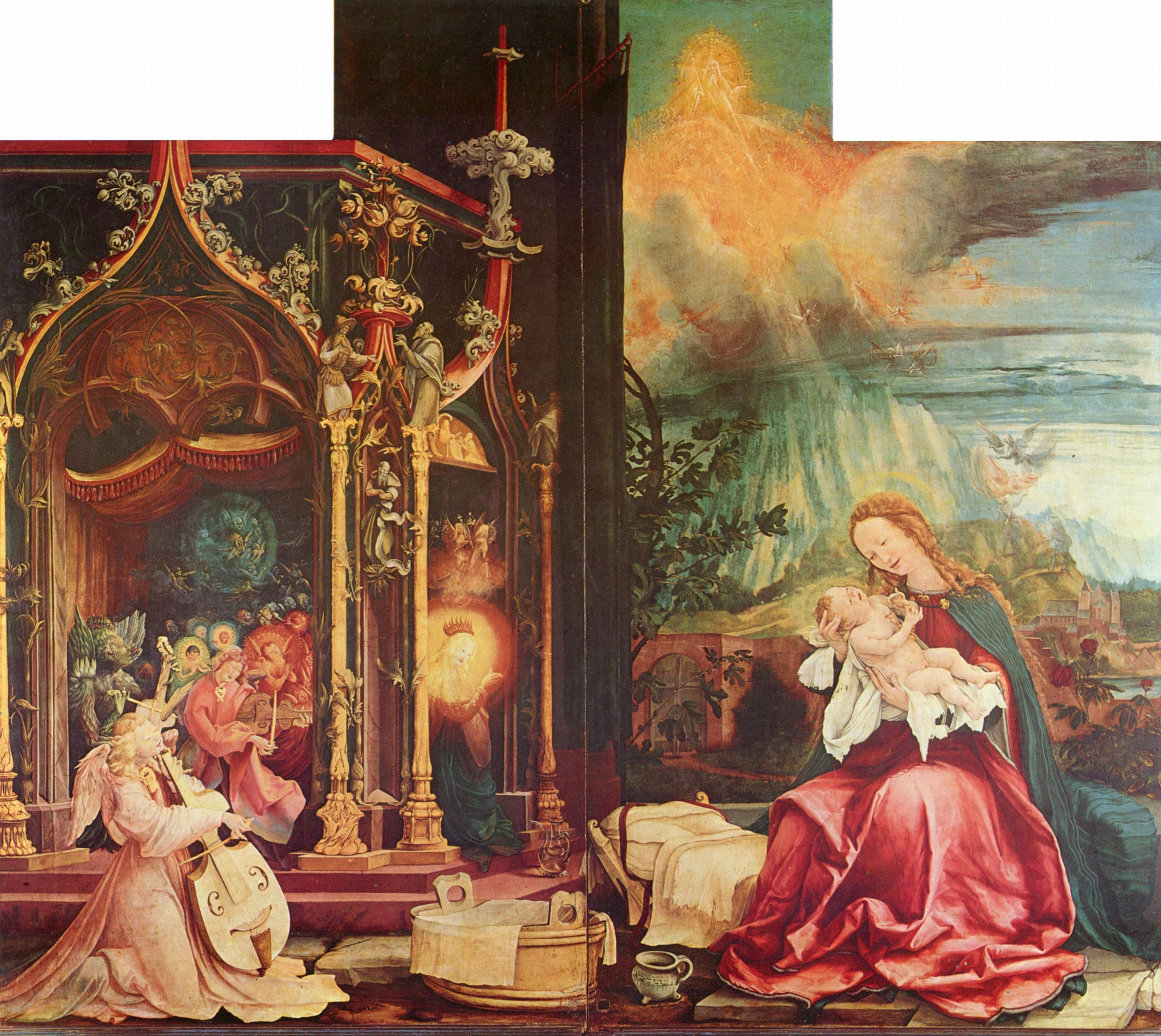
El volcán cuyo cono acanalado se levanta tras la cabeza de la Virgen del retablo de Isenheim (1512-1516) es «...la montaña más bella de la antología alpestre»
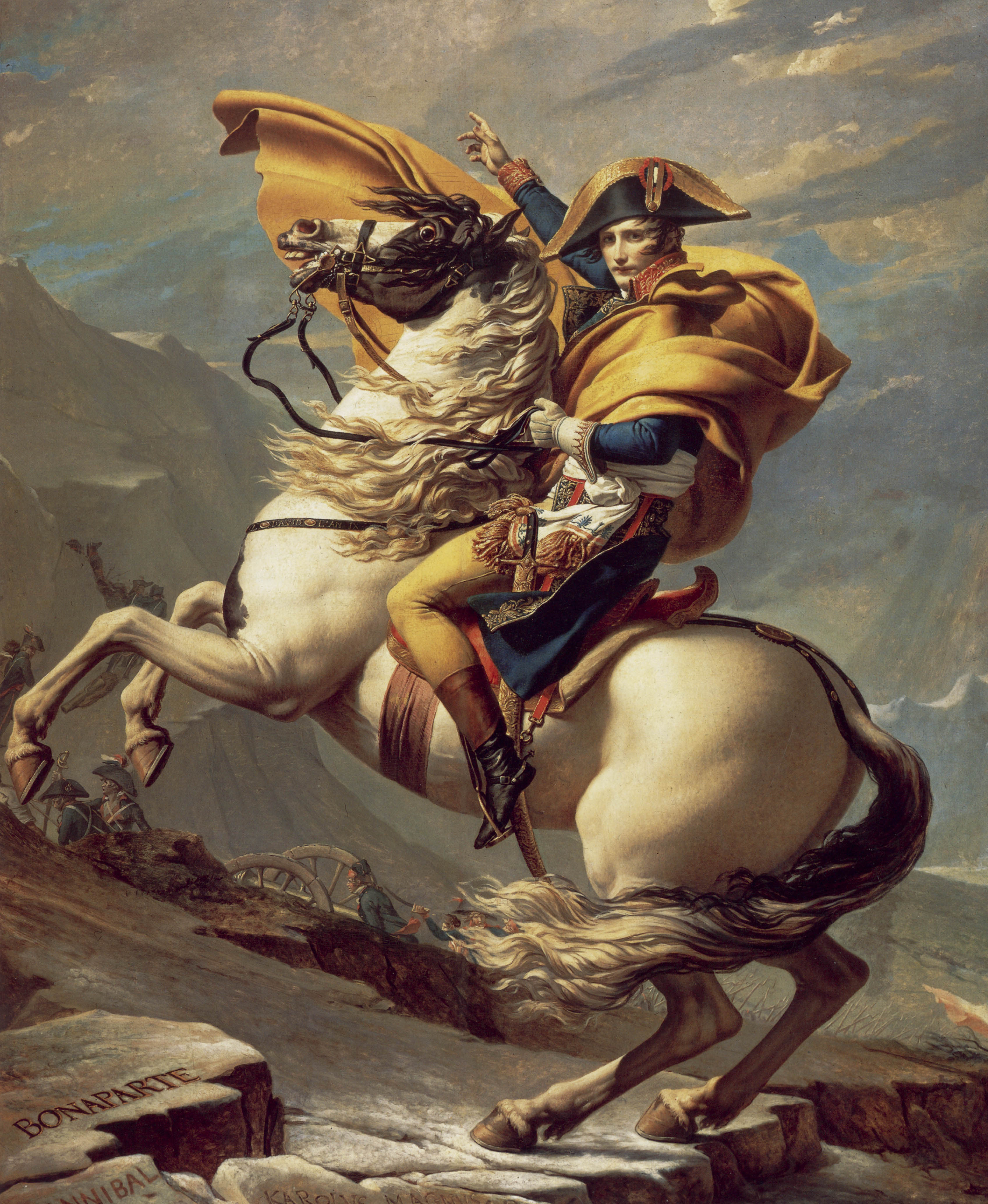
Bonaparte franchissant le Grand-Saint-Bernard (1801), de David: la montaña aparece como decoración según la tradición clásica.

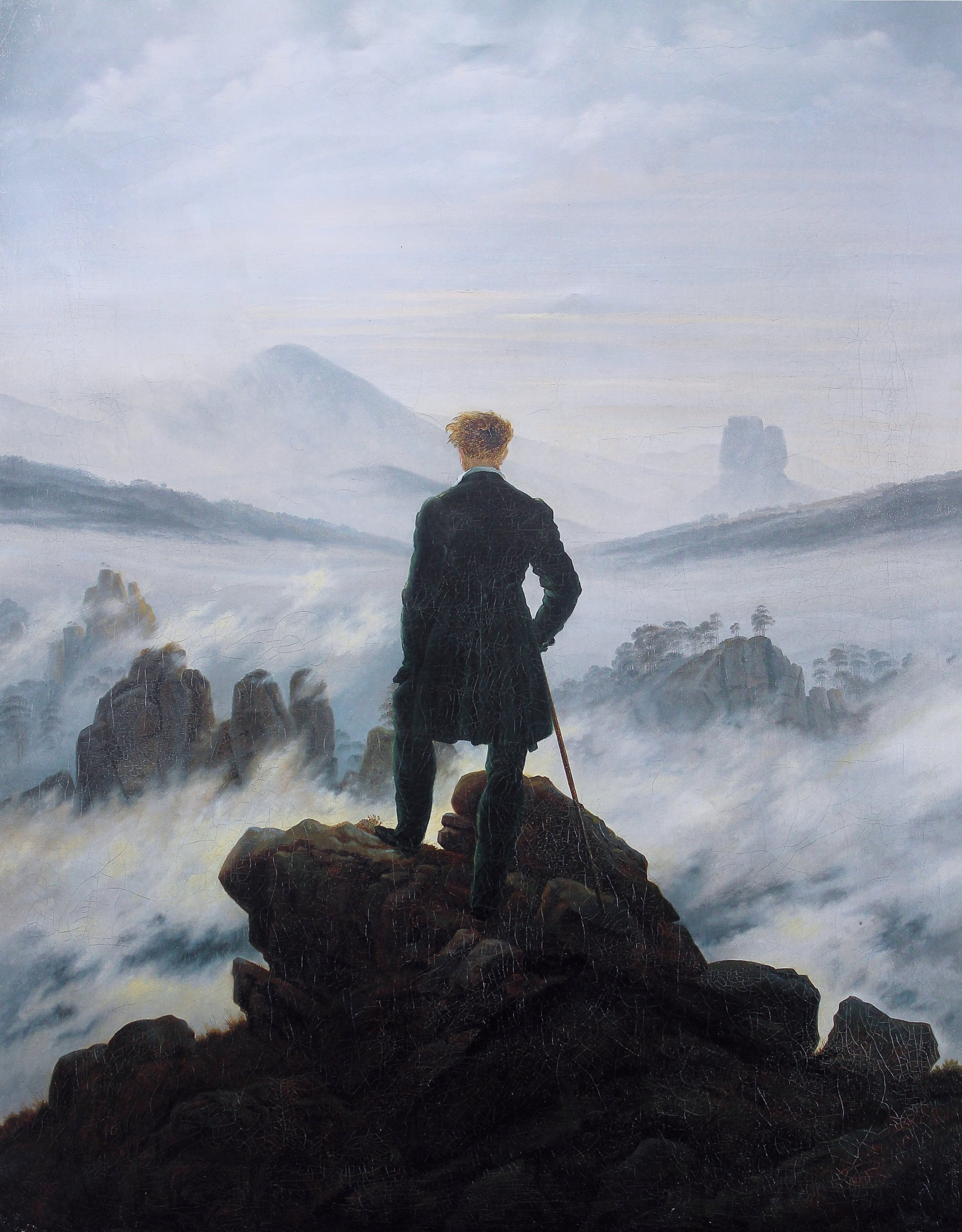
El caminante sobre el mar de nubes (1817-1818), de Caspar David Friedrich (1774-1840)

Si las montañas conservaron durante mucho tiempo un carácter sagrado —como en la tradición judeocristiana, con el monte Sinaí y el monte Ararat  o en la tradición budista,—, metafísico y onírico o maquiavélico, su representación pictórica se mantuvo a nivel simbólico. Para P. Budry: «Los artistas del Cuatrocientos van a hacer un gran consumo de montañas, cada uno a su manera personal o provincial, de modo mágico (Gozzoli, Lippi, Piero di Cosimo, Basaiti) o patético (Masaccio, Mantegna, Buonconsiglio, Bellini) o constructivo, como Piero dei Franceschi, o pintoresco, en fin, como Ghirlandaio o Botticelli [...]. El volcán cuyo cono acanalado se levanta tras la cabeza de la Virgen del retablo de Isenheim es sin contradicción la montaña más bella de la antología alpestre», La precisión de su representación pictórica aumentó gradualmente, adquiriendo maestría en la representación alpina con el neerlandés Ruisdael» (c. 1628-1682) y ya plenamente con el idealismo, primero en Suiza por Caspar Wolf, luego en Inglaterra con William Turner y John Ruskin, y finalmente en Alemania, en particular con la escuela de Dresde, con Caspar David Friedrich, Carl Gustav Carus, Carl Blechen y el noruego Johan Christian Dahl. Esta misma evolución se refleja en la literatura, por ejemplo, con el trabajo del historiador Jules Michelet, La Montagne, en 1868, o con Histoire d'une montagne de Élisée Reclus en 1876, que describe tanto la naturaleza como a los hombres.

Representaciones realistas de la montaña en el romanticismo
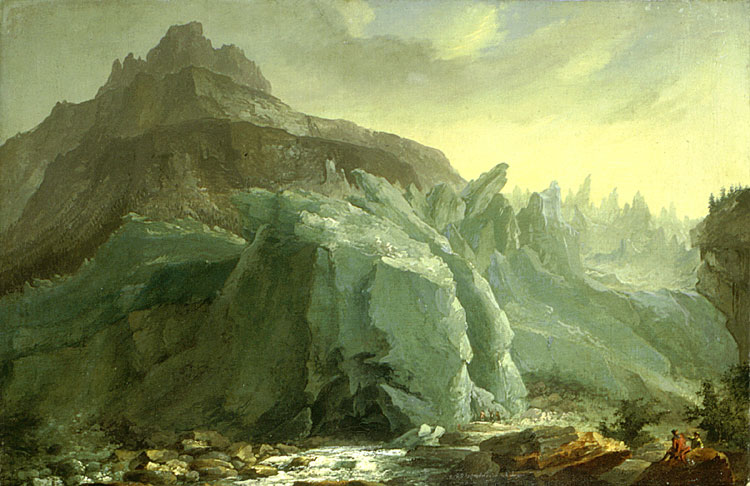
Le glacier inférieur de Grindelwald avec la Lütschine et le Mettenberg (1774-1777), obra de Caspar Wolf
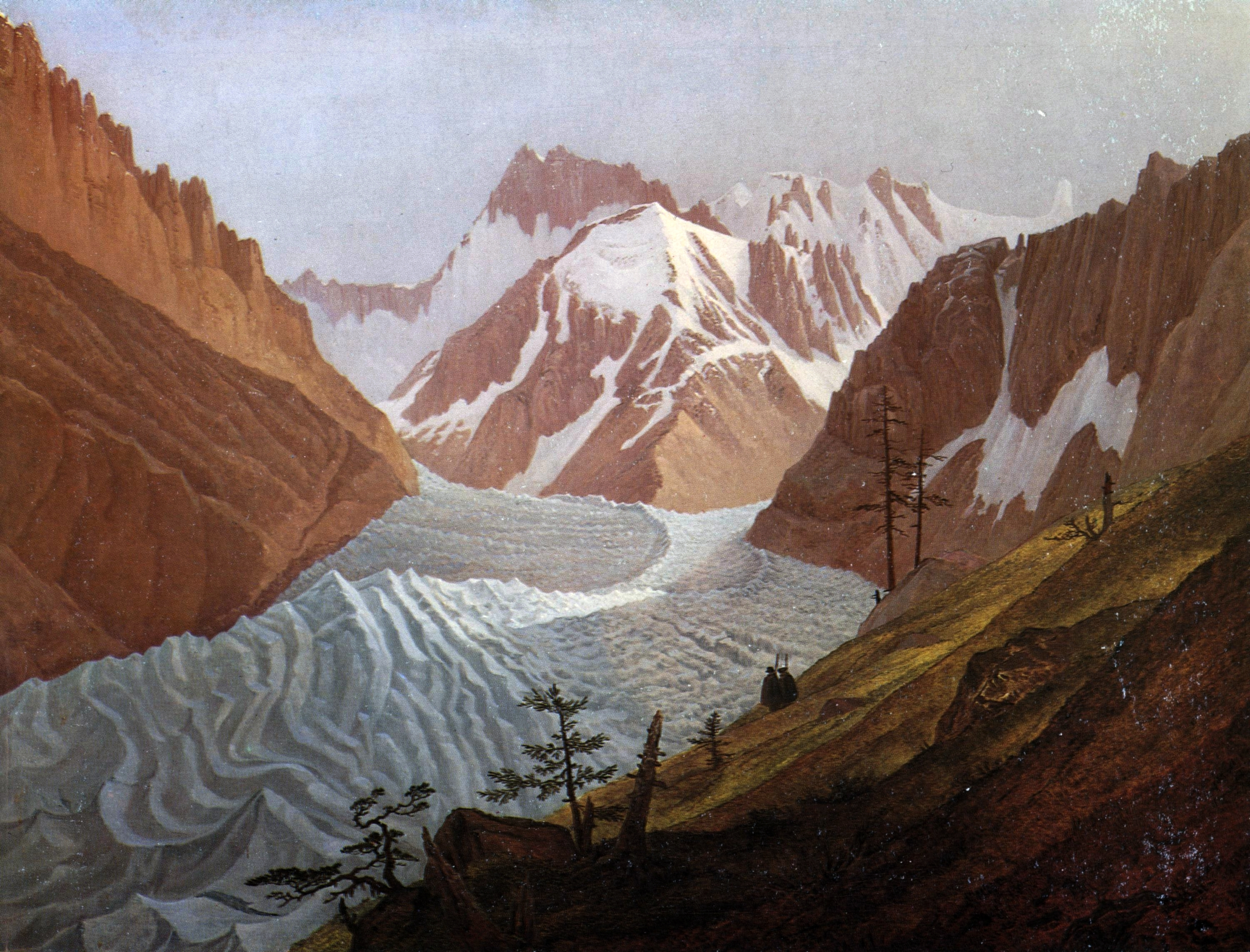
Das Eismeer bei Chamonix (1825-1827), de Carl Gustav Carus (1789-1869)
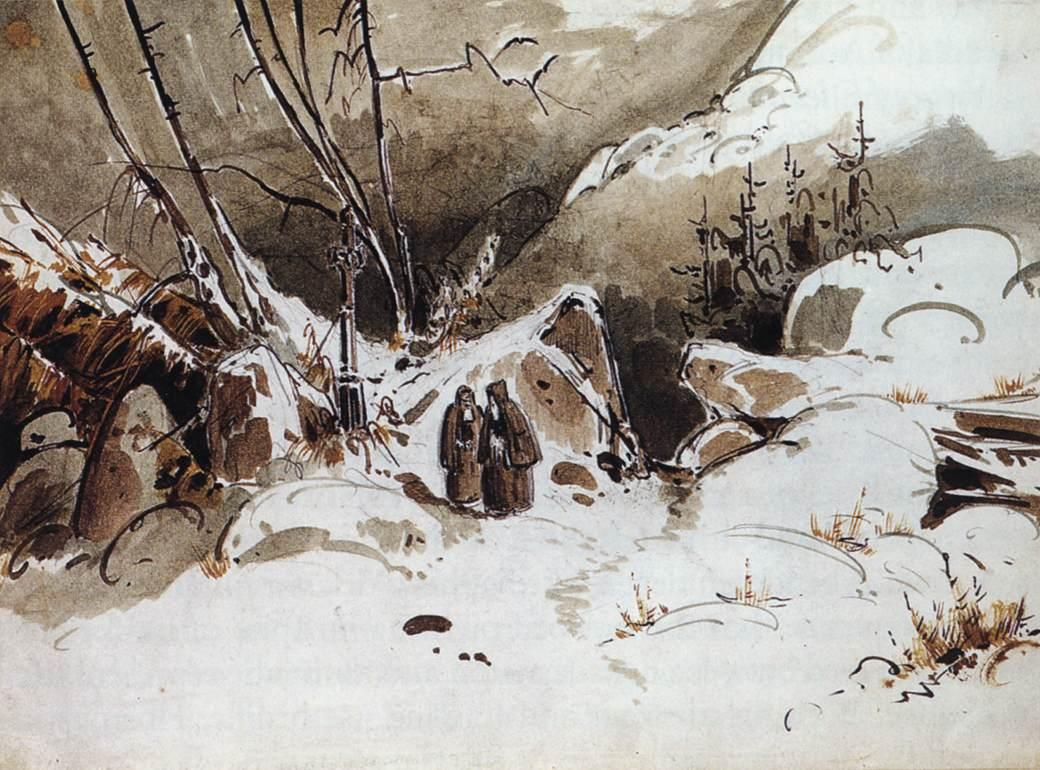
Alpine Pass in Winter with Monks (1833), de Carl Blechen (1798-1840)
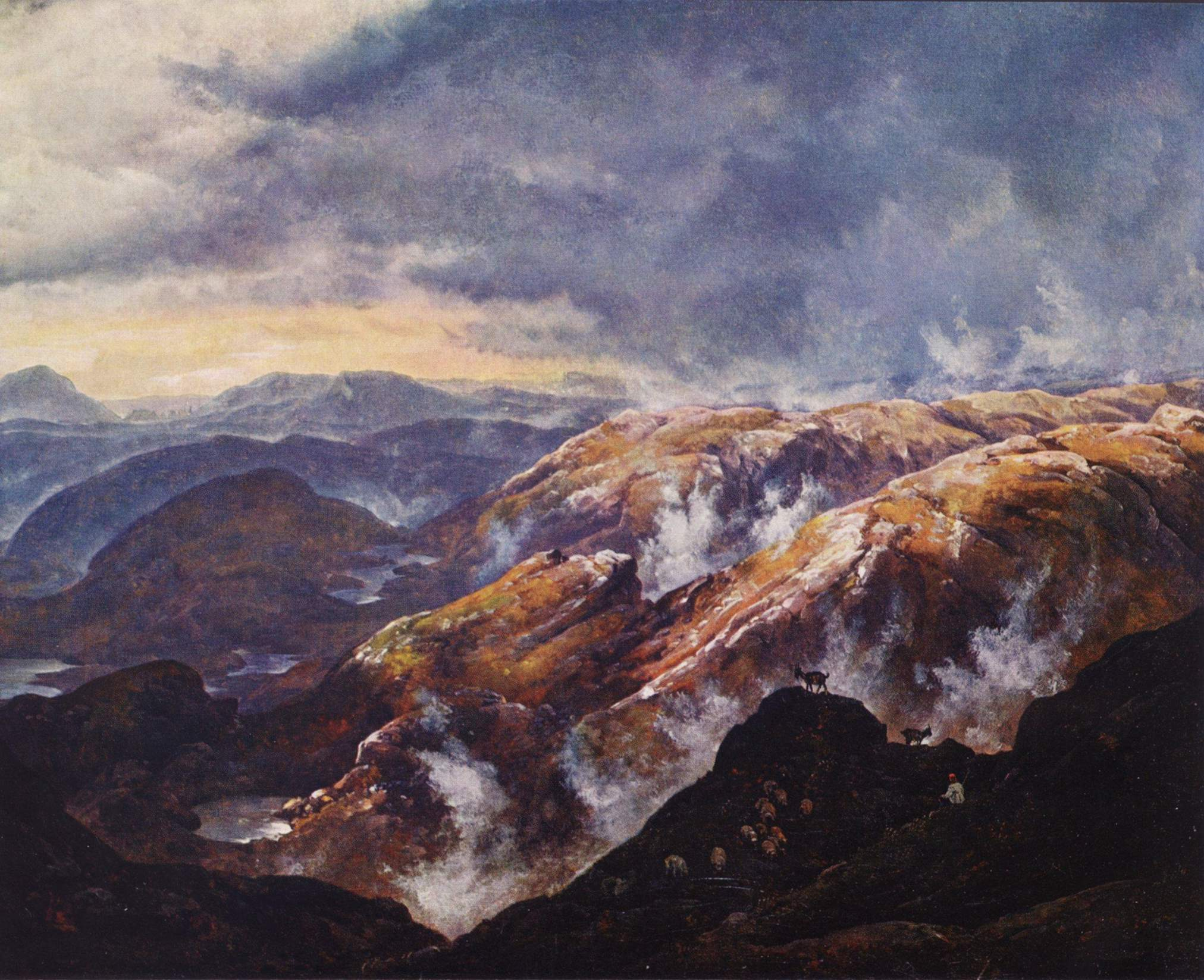
Near Lyshornet (1836), del noruego Johan Christian Claussen Dahl (1788-1857)

Al final del siglo XIX la montaña era objeto de una investigación estética, símbolo del ciclo de la vida en Giovanni Segantini, captadora de la luz para Claude Monet y Ferdinand Hodler o incluso disminuida bajo los trazos de la montaña Sainte-Victoire en el caso de 80 obras de Paul Cézanne. En la obra de Friedrich Nietzsche, Así habló Zaratustra, la montaña vehícula incluso los valores de pureza de soledad, de la meditación, del poder y de la libertad. Esta visión es ampliada por Jack Kerouac en En el camino. En un momento en que cada vez son menos las zonas montañosas inviolables, el imaginario no está excluido de las publicaciones científicas de Raoul Blanchard, y varias novelas continúan haciendo una búsqueda de sentido a las ascensiones: Premier de cordée (1941), de Roger Frison-Roche, Carnets du vertige (1950), de Louis Lachenal, o incluso Les Conquérants de l'inutile (1961), de Lionel Terray. El Tour de Francia también ha participado en el establecimiento de una mitología popular de la montaña, incluido el ascenso al Mont Ventoux, y viceversa.

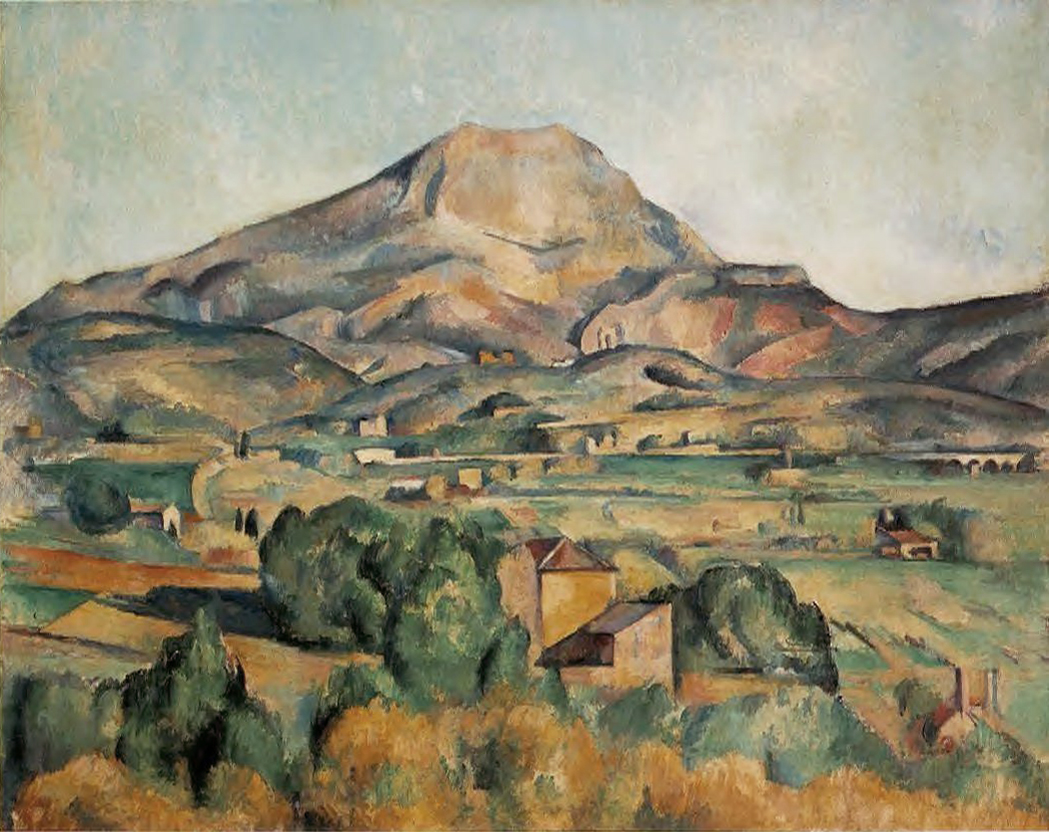
La montaña Sainte-Victoire vista desde Bellevue, obra de Paul Cézanne, ca. 1885: representación impresionista.

En las películas El gabinete del doctor Caligari (1920), de Robert Wiene, y Metrópolis (1927), de Fritz Lang, la presencia de la montaña se sugiere en forma geométrica como un entorno urbano. En Nosferatu el vampiro (1922), Murnau toma préstamos de Caspar David Friedrich en El caminante sobre el mar de nubes. Al igual que en la pintura, las primeras apariciones cinematográficas de las montañas reales se relegaron al rango de decoración, pero con el objetivo de probar que el séptimo arte era capaz de reflejar la realidad del mundo. Sin embargo, esta voluntad se enfrentará a la imposibilidad de representar en un mismo campo la inmensidad de la montaña en su conjunto y la figura humana de los personajes, el tema mismo de la historia. Así, los primeros westerns se abren a menudo con un campo amplio sobre un paisaje de montaña que se estrecha gradualmente sobre convoyes, rebaños y siluetas humanas. Este proceso hacía posible dibujar al personaje y sus supuestos valores en su entorno. Al reducir el tamaño de la montaña a la figura humana en un mismo cuadro, el personaje parece estar familiarizado con el paisaje. A nivel técnico, un amplio campo sobre un paisaje montañoso completo requería una cámara de focal corta que acelerase el desplazamiento de los objetos móviles hacia las líneas de fuga y deformaba las verticales. Para garantizar su integridad, es necesario colocar señales visuales. Además, las primeras películas no tenían la calidad necesaria para garantizar los contrastes, al igual que la toma de sonido no podía adaptarse a las condiciones de filmación en exteriores. La adaptación Premier de cordée (1945), de Louis Daquin, fue por ello un desafío. Al colocar la montaña fuera de campo, en el lugar del espectador, se sugiere su presencia y permite ofrecer mediante los movimientos de la cámara un amplio panorama visual sobre una llanura, como en Murieron con las botas puestas (1941) o Río Rojo (1948).
Finalmente, la generalización de la fotografía aérea logró mostrar fielmente, a veces con un enfoque documental fuera del ojo humano, la integridad de la montaña, como en Le Premier Maître en 1965 por Andréi Konchalovski, La balada de Narayama en 1983 de Shōhei Imamura y El oso en 1988, de Jean-Jacques Annaud La montaña tiende a ser trivializada por las publicaciones técnicas de los clubs alpinos, por la mediatización de las hazañas y por documentales como los de Gaston Rébuffat.
En La Montagne, en 1964, Jean Ferrat evoca sin nombrarlas a las Cévennes y realiza una sinécdoque para hablar sobre la naturaleza en general, que opone al mundo urbano, lamentando que el hombre se aleje de una forma de vida tradicional, dura pero auténtica, en un contexto de éxodo rural después de la guerra. Para Jean-Louis Murat, en 1993, en la canción Montagne, es a la vez mujer y amante; opone a la chaîne des Puys a la llanura de la Limaña.

### En la religión y en la mitología

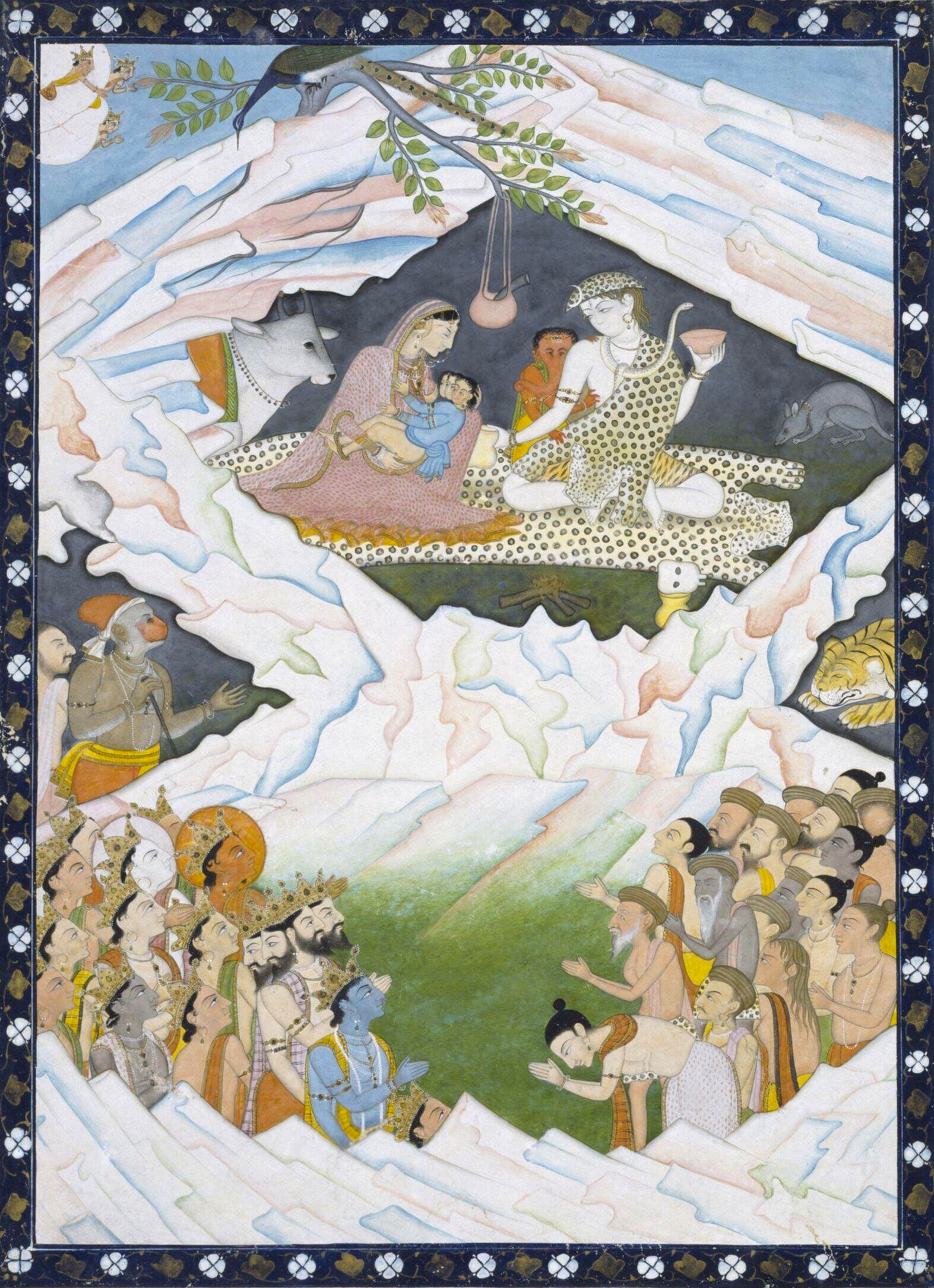
Shiva, Parvati y Ganesh recibiendo el homenaje de los devas y de los rishis en las laderas del monte Kailash, en una miniatura india del

Las montañas fueron, y son, un elemento sagrado central en muchas religiones y creencias, y el aspecto más simbólico es su cumbre, porque se identifica como lo más cercano al Cielo. La montaña representa el centro del mundo y el vehículo de la ascensión al Cielo o de regreso al principio, además de ser el lugar de la manifestación de lo sagrado (hierofanía) y de lo divino (teofanía). El carácter místico atribuido a la montaña también depende del hecho de que en su cima, a menudo cubierta de nubes, se consumaba el matrimonio sagrado (hierogamia) entre el Cielo y la Tierra.
En las montañas residían los dioses y los espíritus —como en el monte Olimpo en la mitología griega—, o fue donde los santos y profetas encontraron a Dios y se consagraron a su obra, —como Moisés en el monte Sinaí en el judaísmo, o especialmente Jesús en el monte Tabor o Mahoma en Jebel El Nour—. A veces la montaña se considera el eje del mundo; este es el caso del monte Meru —a menudo identificado con el monte Kailash— en el budismo, el jainismo y el hinduismo, que hace de él la residencia de Shiva.

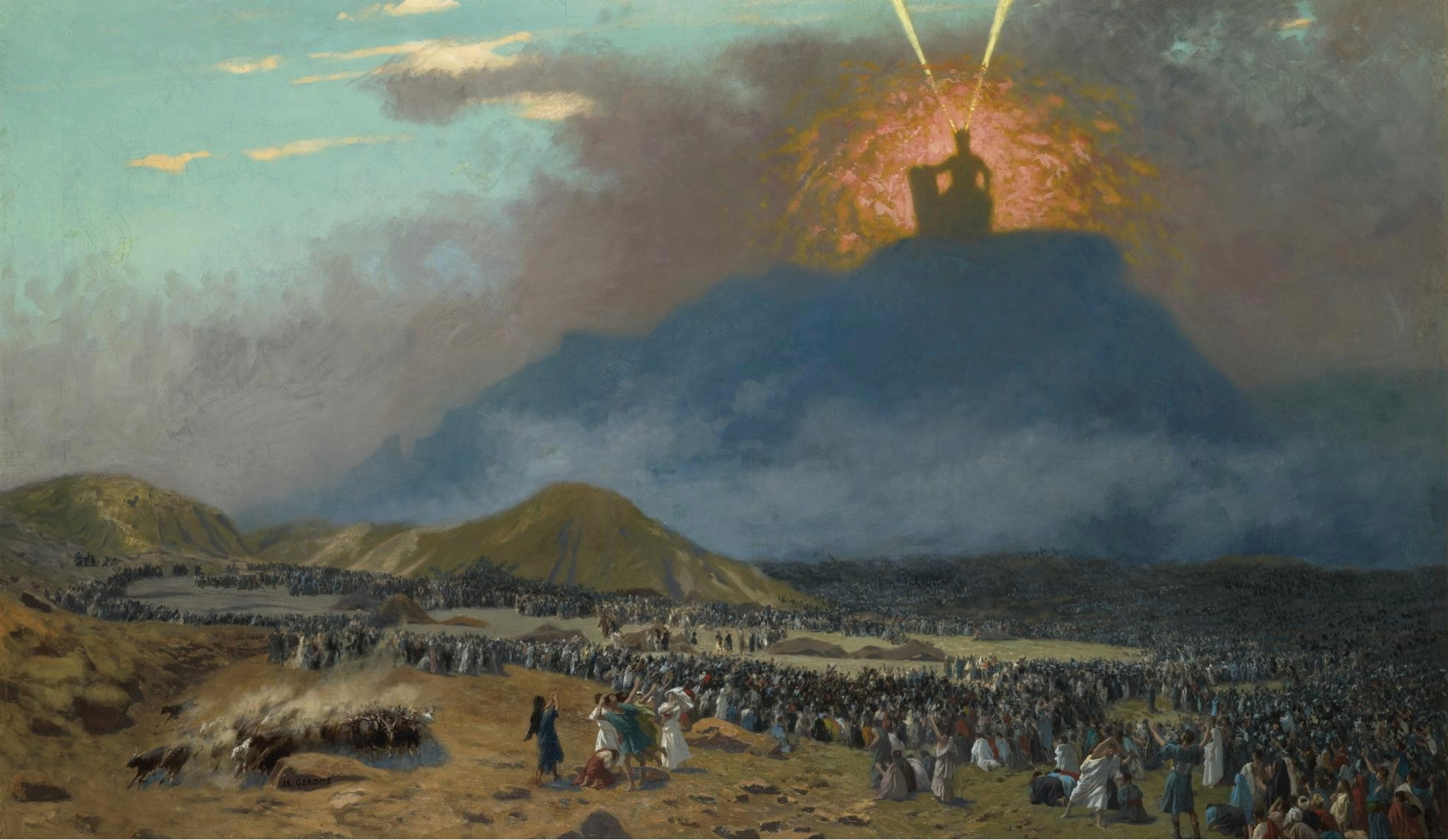
Moïse sur le mont Sinaï, obra de Jean-Léon Gérôme, 1895-1900.

Las montañas a menudo han sido objeto de sustituciones en la práctica religiosa para permitir la elevación: los zigurats entre los mesopotámicos, las pirámides entre los precolombinos (o la pirámide escalonada de Borobudur, en Java), o las torres del silencio entre los zoroastrianos o incluso las columnas de los estilitas. Desde la antigüedad, la montaña a menudo estuvo prohibida para los simples creyentes —el ascenso al monte Fuji estuvo prohibido a las mujeres hasta 1872— y quedaba reservada para los monjes.
Para los antiguos griegos, las montañas habían nacido inmediatamente después de la Tierra (Gaia) y del Cielo (Ouranos), que se separaron de la Tierra justo antes del mar y se convirtieron en la morada de las ninfas, convirtiéndose inmediatamente en un medio sobrenatural y divino (zatheon). También fueron el teatro de los amores de los dioses, como las montañas Latmos y el Ida, y la residencia de las Musas que vivían en los montes Helicón y Parnaso Sin embargo, la montaña (oros), opuesta a la llanura costera (la polis), no fue más un santuario. Era fértil y fecunda, poblada por pastores, así como un lugar para los retos; así los centauros del monte Pelión fueron cazados por Pirítoo, mientras que Edipo, recién nacido fue encontrado abandonado en el monte Citerón. En las laderas de la montaña también estaban las puertas del reino de los muertos, símbolo del regreso al principio: el vientre de la Gran Madre.
Las montañas son omnipresentes en la tradición bíblica: el monte Tabor —el lugar de la sepultura de Adán—, señala el omphalos, el centro u ombligo del mundo y en su cima tuvo lugar la Transfiguración de Cristo; el rey David tenía su ciudad en el monte Sion; el profeta Elías residía en el monte Carmelo; Abraham subió al monte Moriah con su primogénito Isaac para sacrificarlo a Dios; Moisés recibió las Tablas de la Ley en el monte Sinaí (u Horeb) y desde la cima del monte Nebo, vio la tierra de Canaán a la que nunca llegó; el pueblo judío debía pronunciar su bendición en elmonte Gerizim y la maldición en el monte Ebal; o incluso el monte Ararat, donde Noé habría encontrado refugio a bordo de su Arca durante el Diluvio universal (aunque en la Biblia no hay referencias a tal monte). Pero fue el Nuevo Testamento el que instauró la montaña como un lugar de reunión para la gente, dejando de ser una morada exclusivamente divina. Cristo fue crucificado en el monte Calvario y ascendió a los cielos desde el monte de los Olivos. En la tradición cristiana medieval, a menudo el Paraíso Terrenal se encuentra en la montaña del Purgatorio, como en la Divina Comedia de Dante. En la era de la Contrarreforma católica nacen los Sacri monti entre Lombardía y Piamonte, ejemplos de una «nueva Jerusalén». En la iconografía cristiana, el Juicio universal del fin de los tiempos se representa con frecuencia asentado sobre una montaña de nubes. En Europa, las iglesias y capillas a menudo se construían en las cimas de las montañas para cancelar anteriores cultos precristianos.
El hombre ha descubierto muchas veces la santidad natural de las montañas y en ellas ha materializado su íntima necesidad de trascendencia y de lo sagrado. El hombre antiguo se acercaba a las montañas después de celebrar ritos de purificación; en las montañas celebraba cultos y levantaba templos; les asignó funciones sacras, a veces identificándolas con la divinidad misma —y a menudo, les incorporó, con ritos propiciatorios, una sacralidad dedicatoria—. Las peregrinaciones a las montañas sagradas simbolizaban el desprendimiento gradual de la vida cotidiana y la ascensión espiritual.
Cada año, siguiendo una tradición que se remonta a varios siglos atrás, miles de personas realizan una peregrinación al monte Kailāsh, conocida por el «Trono de los Dioses», que se encuentra en una zona muy aislada del Tíbet. Los peregrinos de varias religiones creen que circunvalar el monte a pie —que está prohibido pisar su cima — es un ritual que genera buena fortuna. Los hindúes y los budistas creen que la circunvalación debe hacerse en la dirección horariaj, mientras que los jainistas y los bönpo lo hacen al revés. Ambos grupos creen firmemente que los demás ofenden a la montaña, por lo que deben ir un tiempo al infierno, para pagar ese pecado contra el Señor Śiva. El sendero alrededor del monte Kailāsh mide 52 km de longitud.
Para el sintoísmo, el monte Fuji en Japón es una montaña sagrada. Ol Doinyo Lengai, en Tanzania, es considerada la «montaña de Dios», sagrada para los masais, al igula que el Kilimanjaro. En Indonesia, el monte Agung es una montaña sagrada para los habitantes de Bali.
En China hay muchas montañas sagradas, en especial las cinco montañas sagradas del taoísmo —montes Tai, Hua, Heng (Hunan), Heng (Shanxi) y Song— y las cuatro montañas sagradas del budismo chino —Wutai, Emei, Jiuhua y Putuo.
En Sri Lanka central, el pico de Adán (2243 m) es considerado sagrado por hindúes, budistas y musulmanes, y es también es centro de peregrinación para cristianos y judíos. La reliquia sagrada del santuario es una roca con forma de huella, similar a un enorme pie (de casi dos metros). La leyenda musulmana afirma que es la huella del pie de Adán, quien fue situado en Sri Lanka (la isla de Ceilán) como el mejor sitio después del Jardín del Edén. Otros candidatos de otras creencias son Shivá, Buda y santo Tomás (el apóstol). Al igual que sucede en otras ascensiones religiosas, suele hacerse de noche por algunas de las muchas rutas con miles de escalones para contemplar la salida del sol desde la cumbre. La época de mayores peregrinaciones es abril.
Uluru es la montaña sagrada de los aborígenes australianos que viven en la región, que creen es el origen de todo lo que conocen. Respetan fervientemente la montaña e invitan a los visitantes a observarla desde cerca, pero a no ascenderla.